# Liste der Kulturdenkmale in Bad Wimpfen

Wappen von Bad Wimpfen

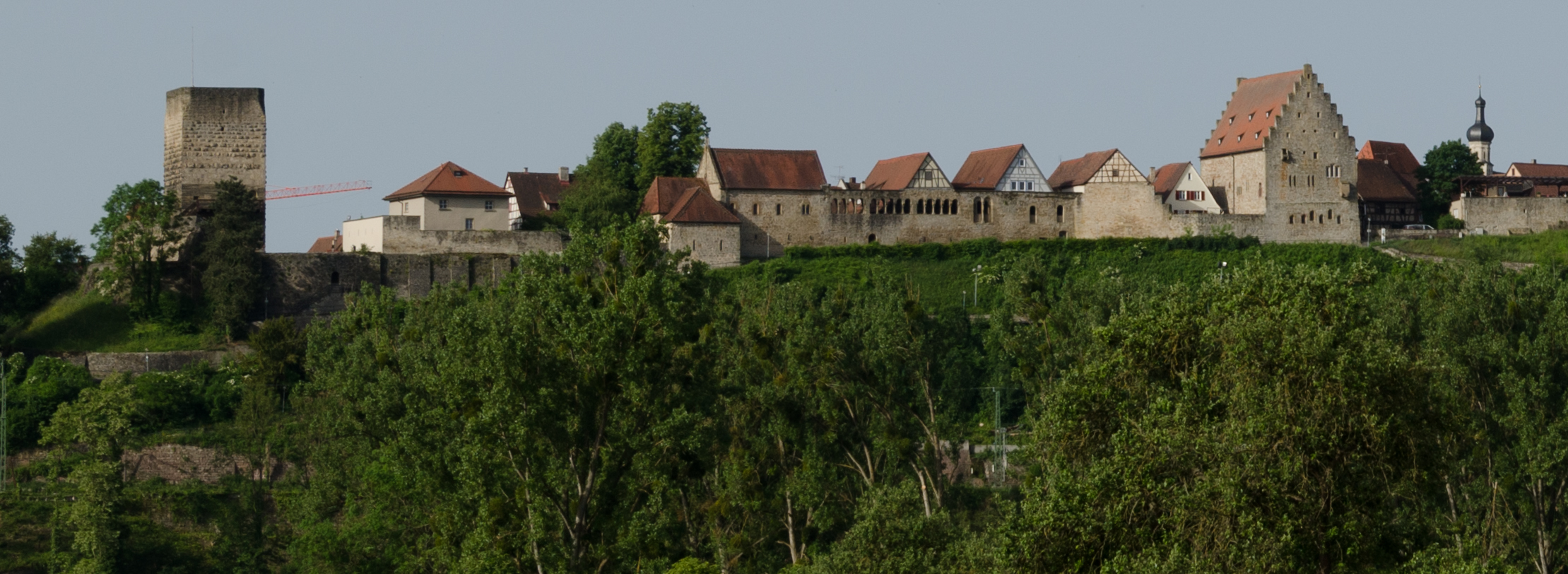
Wimpfen am Berg, Panorama

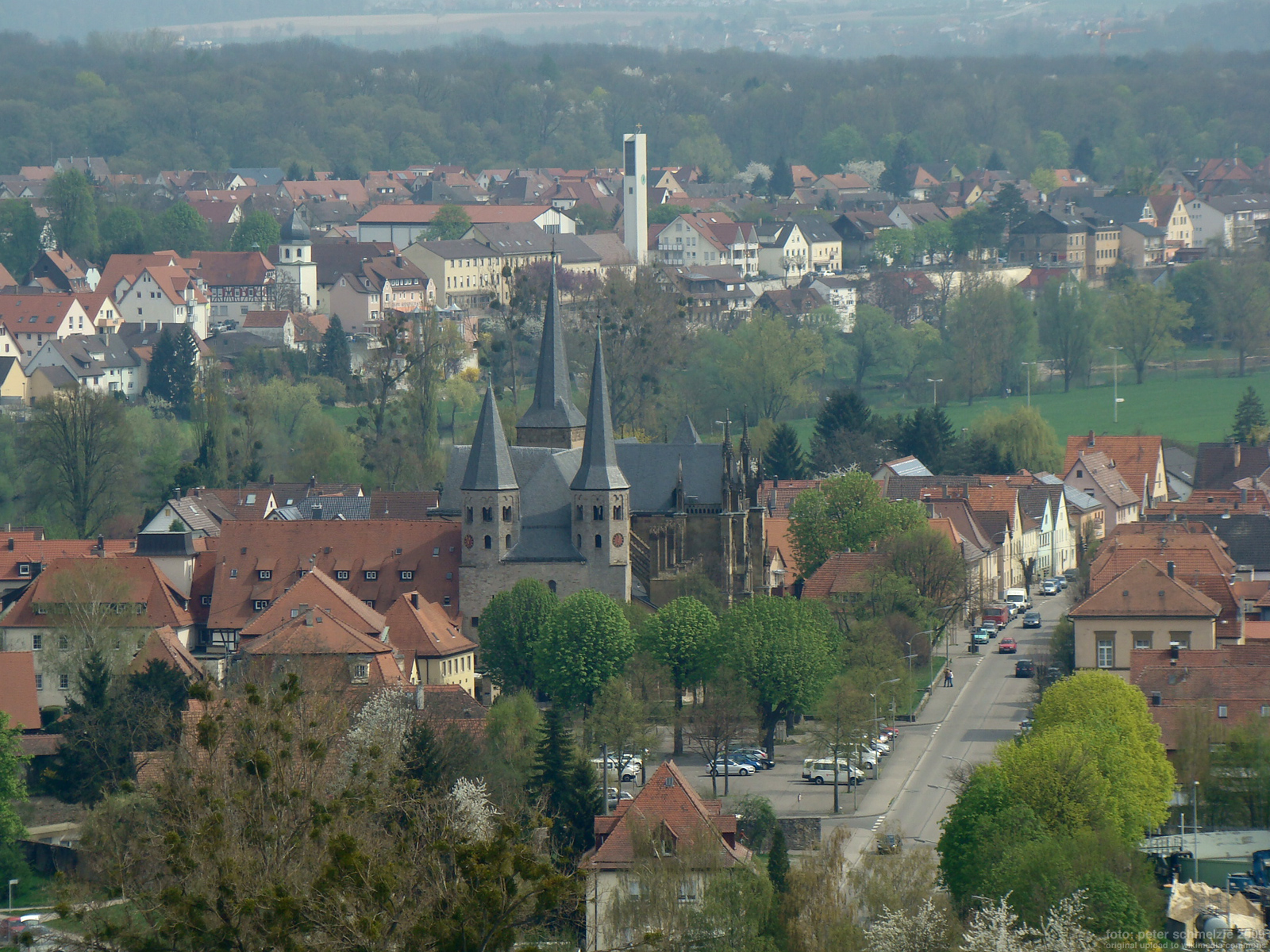
Blick über Bad Wimpfen im Tal

In dieser Liste der Kulturdenkmale in Bad Wimpfen sind Kulturdenkmale und erhaltenswerten Gebäude der Stadt Bad Wimpfen aufgelistet. Datengrundlage sind die Denkmalpflegerischen Wertepläne für die Gesamtanlagen Bad Wimpfen am Berg und Bad Wimpfen im Tal, die neben Kulturdenkmalen nach § 2 DSchG, § 28 DSchG und § 28 (2) DSchG auch erhaltenswerte Gebäude aufführen, die sich innerhalb der Gesamtanlagen gemäß § 19 DSchG befinden. Insgesamt sind 309 Positionen enthalten. Nicht aufgeführt sind die außerhalb der beiden Gesamtanlagen liegenden Objekte.
Diese Liste ist nicht rechtsverbindlich. Eine rechtsverbindliche Auskunft ist lediglich auf Anfrage bei der Unteren Denkmalschutzbehörde der Stadt Bad Wimpfen erhältlich.
Eine Liste aller Kulturdenkmale der Stadt Bad Wimpfen ist nach derzeitiger Gesetzeslage nicht möglich, da man nach der Bestimmung des Denkmalschutzgesetzes von Baden-Württemberg „ein berechtigtes Interesse nachweisen muss“, um als Bürger Informationen über die Kulturdenkmale zu bekommen.
Folgende Bestimmung des § 14 gilt immer noch und wird von den Unteren Denkmalschutzbehörden analog meist so praktiziert:
(1) Das Denkmalbuch wird von der höheren Denkmalschutzbehörde geführt.
(2) Die Einsicht in das Denkmalbuch ist jedermann gestattet, der ein berechtigtes Interesse darlegt.

## Gesamtanlagen

### Bad Wimpfen am Berg
Die Gesamtanlage Bad Wimpfen am Berg setzt sich zum einen aus der später in die Stadt integrierten und größten Kaiserpfalz nördlich der Alpen und zum anderen aus der von hochwertiger Bebauung gekennzeichneten bürgerlichen Stadt zusammen, die seit etwa 1300 als Freie Reichsstadt ihre Blütezeit erlebte.
Für das Stadtbild bestimmend sind im Bereich der Pfalz die aus der Stauferzeit stammenden beiden Türme, das Steinhaus, der Palas, die Pfalzkapelle und die weitgehend erhaltene Befestigung. Die sich nach Südwesten anschließende Stadt besitzt mit der Stadtkirche, dem Dominikanerkloster, dem Spital und dem Wormser Hof kaum weniger historische Großbauten, die eingebettet in die unveränderte Stadtstruktur und zusammen mit zahlreichen spätmittelalterlichen und frühneuzeitlichen Bürger- und Ackerbürgerhäusern das Bild der Stadt seit Jahrhunderten prägen. Aufgrund dieser Bedeutung ist Wimpfen eine Gesamtanlage gemäß § 19 DSchG, an deren Erhaltung ein besonderes öffentliches Interesse besteht.

### Bad Wimpfen im Tal
Der bereits auf eine römische Ansiedlung zurückgehende Stadtteil Wimpfen im Tal zeichnet sich durch ihre topographische Lage im Neckartal und ihre geschichtliche Bedeutung als wichtiger Bestandteil des Bistums Worms aus.
Dominiert wird der Ort von der mittelalterlichen Stiftskirche sowie zahlreichen Vikarien- und Verwaltungsbauten. Neben dem so genannten Stiftsbezirk wird die Straßendorfähnliche Stadtanlage von einem ackerbürgerlichen Bereich an der Corneliastraße und deren Nebengassen geprägt. Wimpfen im Tal vermittelt bis heute noch ein unverfälschtes Bild einer ehemals geistlich bestimmten Stiftsstadt, welche mit dem Aufstieg der staufischen Bergstadt ab dem 13. Jahrhundert an Einfluss verlor und so bis heute einen eher dörflich geprägten Charakter besitzt. Aufgrund dieser Bedeutung ist Wimpfen im Tal eine Gesamtanlage gemäß § 19 DSchG, an deren Erhaltung ein besonderes öffentliches Interesse besteht.

## Einzelkulturdenkmale und erhaltenswerte Gebäude nach Ortsteilen
Die Erhaltenswerten Gebäude oder Gebäudeteile sind beim Namen mit dem Zusatz (Erhaltenswertes Gebäude) oder (Erhaltenswerter Gebäudeteil) gekennzeichnet.

### Stadtbefestigung Wimpfen am Berg
| Bild           | Bezeichnung                                   | Lage | Datierung           | Beschreibung | ID |
| -------------- | --------------------------------------------- | --- | ------------------- | --- | -- |
| Weitere Bilder | Stadtbefestigung, Stadtmauer (Sachgesamtheit) | Wimpfen am Berg, Badgasse, Bollwerk, Bollwerkgasse, Burgviertel, Entengasse, Färbergasse, Feuerseestraße, Hauptstraße, Marktplatz, Mathildenbadstraße, Neutorstraße, Schiedstraße, Schulstraße | 13./16. Jahrhundert | Stadtmauer mit allen oberirdischen und im Boden befindlichen Teilen samt Graben bzw. Hangbereich, im 13. Jahrhundert wohl in zwei Phasen angelegt; der ältere Abschnitt von der Pfalz bis zu Mathildenbadstraße 4 sowie ansonsten in Resten erhalten, der jüngere Abschnitt vom Bollwerk (siehe dort) bis zur Entengasse komplett überliefert (siehe dort), Bollwerk und Vorwerk an bzw. zwischen Schied- und Schulstraße 1533 bis 1546 errichtet, gleichzeitig die Gerbervorstadt mit dem Unteren Tor in die Befestigung einbezogen (siehe Hauptstraße 1); nach Verlust der Pfalzfunktion im späten Mittelalter wurde das Sondergebiet mit seiner Mauer (siehe Stadtbefestigung Pfalzmauer) Teil der Stadt, bis um 1830 wurden fast alle Tore und Türme sowie Teile der Mauer vor allem auf der Westseite geschleift. Die eindrucksvollen Reste der Stadtmauer mit anschaulich erhaltenen Grabenbereichen insbesondere des 13., 16. und 18. Jahrhunderts haben hohen dokumentarischen Wert für die Entwicklung des Befestigungssystems Bad Wimpfens. Geschützt nach §§ 2 (Sachgesamtheit) DSchG |    |
| Weitere Bilder | Stadtbefestigung, Pfalzmauer (Sachgesamtheit) | Wimpfen am Berg, Burgviertel, Eulenberg, Hauptstraße, Schwibbogengasse | um 1200             | Pfalzmauer mit allen oberirdischen und im Boden befindlichen Teilen samt Graben bzw. Hangbereich, um 1200 als Befestigung der zeitgleich erbauten Pfalz in Form einer Abschnittsburg angelegt, im Norden bei Burgviertel 7 beginnend, über dem Steilhang zum Neckar hohe Mauer mit teilweise romanischen Fensterdurchbrüchen der Pfalzgebäude, zum Eulenberg mit Halsgraben (siehe Eulenberg), am Südosteck das 1656 erbaute Nürnberger Türmchen (siehe dort), zurück nach Westen bis zum Hohenstaufentor, dem südlichen Eingang der Pfalz (KD gem. § 28 DSchG, siehe dort), an der Hauptstraße mit abgestuften Hangmauern zur Hauptstraße, der restliche Süd- und Westteil der Pfalzmauer mit dem mutmaßlichen Westtor zur Stadt nach Anlage der Stadt seit dem 13. Jahrhundert aufgelöst. Die Pfalzmauer mit zahlreichen wertvollen Baudetails hat als burgartige Befestigung und später als Teil der Stadtummauerung hohen dokumentarischen Wert für die Geschichte der Pfalz und der Stadt Bad Wimpfen. Geschützt nach §§ 2 (Sachgesamtheit) DSchG                                           |    |

### Bad Wimpfen am Berg
| Bild           | Bezeichnung                                                                              | Lage                                                                | Datierung              | Beschreibung | ID |
| -------------- | ---------------------------------------------------------------------------------------- | ------------------------------------------------------------------- | ---------------------- | --- | -- |
| Weitere Bilder | Apotheke, Wohn- und Geschäftshaus (Café)                                                 | Wimpfen am Berg, Apothekergasse 1                                   | 1751/1776              | Zweigeschossiger traufständiger Putzbau mit rundbogigen und rechteckigen Schaufenstern zur Apothekergasse mit profilierten Gewänden, profiliertem Traufgesims, Halbwalmdach und rundbogiger Hofeinfahrt zwischen den beiden östlich anschließenden massiven giebelständigen Nebengebäuden. Der Baualtersplan von 1922 nennt 1776 als Baujahr, der Denkmalpflegerische Werteplan von 2008 nennt das Baujahr 1751. Der repräsentative Barockbau wurde ursprünglich als Apotheke errichtet, in jüngerer Zeit als Drogeriemarkt, heute als Café genutzt. Geschützt nach § 2 DSchG |    |
| Weitere Bilder | Wohnhaus                                                                                 | Wimpfen am Berg, Apothekergasse 5                                   | 18. Jh.                | Dreigeschossiger giebelständiger Putzbau mit massivem Erdgeschoss mit rundbogigem Kellertor und Quaderstein-Putz, vorkragendem Obergeschossaufbau sowie Satteldach mit Schleppgauben. Im Kern noch spätmittelalterlich, Fassade aus dem 18. Jh., Dachstuhl im 19./20. Jh. erneuert. Das Gebäude wurde 1997/98 umfassend saniert. Geschützt nach § 2 DSchG |    |
| Weitere Bilder | Wohnhaus (Erhaltenswertes Gebäude)                                                       | Wimpfen am Berg, Apothekergasse 7                                   | 19. Jh.                | Zweigeschossiger giebelständiger Fachwerkbau mit massivem Erdgeschoss, aufgeblendetem Fachwerk und Satteldach. Im 19. Jh. erbaut, fügt sich das Gebäude in eine Reihe giebelständiger spätmittelalterlicher bzw. frühneuzeitlicher Gebäude längs der Apothekergasse ein. Erhaltenswertes Gebäude innerhalb der Gesamtanlage gem. § 19 DSchG. |    |
| Weitere Bilder | Wohnhaus (Erhaltenswertes Gebäude)                                                       | Wimpfen am Berg, Apothekergasse 9                                   | 17./18. Jh.            | Zweigeschossiger giebelständiger Fachwerkbau mit massivem Erdgeschoss, vorkragendem Obergeschoss und Satteldach. Im Kern aus dem 17./18. Jh., auf sehr kleiner Grundstücksparzelle. Erhaltenswertes Gebäude innerhalb der Gesamtanlage gem. § 19 DSchG. |    |
| Weitere Bilder | Wohnhaus                                                                                 | Wimpfen am Berg, Apothekergasse 11                                  | 1489                   | Dreigeschossiger giebelständiger Fachwerkbau mit massivem Erdgeschoss, vorkragenden Obergeschossen und Satteldach auf sehr kleiner Grundstücksparzelle. Bezeichnet 1489. Geschützt nach § 2 DSchG |    |
| Weitere Bilder | Wohnhaus                                                                                 | Wimpfen am Berg, Apothekergasse 13                                  | 18. Jh.                | Dreigeschossiger verputzter Fachwerkbau mit massivem Erdgeschoss, vorkragenden Obergeschossen und Satteldach auf sehr kleiner Grundstücksparzelle in Ecklage, schließt eine Reihe kleiner giebelständiger frühneuzeitlicher Häuser ab. In seiner heutigen Gestalt aus dem 18. Jh., im Kern wohl älter. Abgerissen im März 2014. Geschützt nach § 2 DSchG |    |
| Weitere Bilder | Wohnhaus                                                                                 | Wimpfen am Berg, Badgasse 1                                         | 19. Jh.                | Eingeschossige Haushälfte mit Erdgeschoss aus massivem Bruchsteinmauerwerk, Fachwerkaufbau und Pultdach. Zugehörig ist eine benachbarte Scheune mit massivem Sockel, Fachwerkaufbau und Satteldach. Im 19. Jh. rückwärtig an die Stadtmauer aus dem 13. Jh. angebaut. Das Gebäude dokumentiert die ackerbürgerliche Vergangenheit der nordwestlichen Bergstadt. Geschützt nach § 2 DSchG |    |
| Weitere Bilder | Wohnhaus                                                                                 | Wimpfen am Berg, Badgasse 2                                         | 1588                   | Dreigeschossiger traufständiger verputzter Fachwerkbau mit massivem Erdgeschoss, vorkragenden Obergeschossen und Satteldach mit Schleppgaube. Profilierte Rundbogentürgewände im Erdgeschoss. Der Bau dokumentiert das verdichtete Bauen der gehobenen Bürgerschicht in der zweiten Reihe der Hauptstraße. Geschützt nach §§ 28 (P*) DSchG |    |
| Weitere Bilder | Doppelhaus                                                                               | Wimpfen am Berg, Badgasse 3 und 5                                   | 17./18. Jh.            | Dreigeschossiger traufständiger verputzter Fachwerkbau mit massivem Erdgeschoss, vorkragenden Obergeschossen und Satteldach aus dem 17./18. Jh. Als westliche Traufmauer dient teils die Stadtmauer aus dem 13. Jh. Geschützt nach § 2 DSchG |    |
| Weitere Bilder | Wohnhaus                                                                                 | Wimpfen am Berg, Badgasse 7                                         | 18. Jh.                | Zweigeschossiger verputzter Fachwerkbau in Ecklage mit massivem Erdgeschoss und Satteldach. Als westliche Traufmauer dient teils die Stadtmauer aus dem 13. Jh. Geschützt nach § 2 DSchG |    |
| Weitere Bilder | Wohnhaus                                                                                 | Wimpfen am Berg, Badgasse 8                                         | spätes 16. Jh.         | Dreigeschossiger Fachwerkbau mit trapezförmigem Grundriss in Kopflage mit massivem Erdgeschoss, allseitig überkragenden Fachwerkgeschossen und Satteldach. Im Kern aus dem späten 16. Jh., seine heutige Gestalt erhielt das Gebäude durch Sanierung 1909. Das mit der repräsentativen Giebelseite zur Hauptstraße hin gelegene Gebäude nutzt effektiv eine sehr kleine Grundfläche aus und teilt die Badgasse in die eigentliche Gasse und einen Hof vor den Gebäuden Badgasse 2 und 4. Geschützt nach §§ 28 (2) DSchG |    |
| Weitere Bilder | „Bügeleisenhaus“, Wohnhaus                                                               | Wimpfen am Berg, Badgasse 10                                        | im Kern 17./18. Jh.    | Zweigeschossiger Fachwerkbau in Ecklage mit massivem Sockel und abgewalmten Satteldach. Der Grundriss des Gebäudes läuft nach Norden spitz zu, die Nordseite misst kaum mehr einen Meter. Den Namen „Bügeleisenhaus“ hat es aufgrund seiner Bauform. Zugehörig und erhaltenswert ist der historische Garten östlich des Gebäudes (Flstnr. 469). Geschützt nach § 2 DSchG |    |
| Weitere Bilder | Kanonenturm                                                                              | Wimpfen am Berg, Bollwerk 1                                         | 1533/46                | Niedriger massiver Kanonenturm an der südlichen Ecke der Stadtbefestigung, mit Schießscharten und ringförmiger Kasematte. Erbaut zwischen 1533 und 1546 im Zuge des Ausbaus der Stadtbefestigung zur Verteidigung der besonders gefährdeten Westseite. Geschützt nach § 28 DSchG |    |
| Weitere Bilder | Wohnhaus                                                                                 | Wimpfen am Berg, Bollwerkgasse 1                                    | frühes 17. Jh.         | Dreigeschossiger Fachwerkbau in Ecklage, mit massivem Erdgeschoss, vorkragenden Obergeschossen und Satteldach. Gemäß alten Bauakten 1604 errichtet, im Kern noch mittelalterlich, möglicherweise wurden zwei ältere Häuser zusammengefasst. Geschützt nach §§ 28 (2) DSchG |    |
| Weitere Bilder | Wohnhaus                                                                                 | Wimpfen am Berg, Bollwerkgasse 2                                    | 1786                   | Dreigeschossiger Fachwerkbau in Ecklage mit Halbwalmdach. Erdgeschoss und erstes Obergeschoss massiv, im Erdgeschoss nur kleine stallartige Fenster. Am Keilstein am Türgewände bezeichnet 1786. Zugehörig ist ein zweigeschossiger Anbau mit rechteckiger Toreinfahrt und Rundbogenkellertür. Einst wohl auch zugehörig die angrenzende Scheune Bollwerkgasse 4. Geschützt nach § 2 DSchG |    |
| Weitere Bilder | Wohnhaus                                                                                 | Wimpfen am Berg, Bollwerkgasse 3                                    | 1573, 16./17. Jh.      | Zweigeschossiger Fachwerkbau in Ecklage, mit massivem Sockel und Satteldach mit Schleppgauben. Gewölbekeller bezeichnet 1573, Aufbau wohl etwas jünger. Das Hinterhaus hat man in den 1980er Jahren nach historischem Vorbild neu erbaut. 2005 umfassend saniert. Geschützt nach § 2 DSchG |    |
| Weitere Bilder | Scheune                                                                                  | Wimpfen am Berg, Bollwerkgasse 4                                    | 1604/1739              | Traufständiger Fachwerkbau mit massivem Sockel, großer Rundbogen-Einfahrt, Rundbogenkellertür und Satteldach. Die Fenster im Obergeschoss könnten auf eine frühere Nutzung als Wohngebäude deuten. Bildete vermutlich einst mit dem Anwesen Bollwerkgasse 2 eine größere Hofanlage. Geschützt nach § 2 DSchG |    |
| Weitere Bilder | Wohnhaus mit ehem. Scheune                                                               | Wimpfen am Berg, Bollwerkgasse 5                                    | 1788                   | Winkelförmiger zweigeschossiger Fachwerkbau mit Satteldach mit Schleppgaube, daran angebaut Scheune mit massivem Sockel, Fachwerkaufbau und Halbwalmdach, bezeichnet 1788. Als rückwärtige Giebelwand nutzt die Scheune die Stadtmauer aus dem 13. Jh. Das Anwesen wurde 1990 umfassend saniert, dabei wurde die Scheune zu Wohn- und Gewerbezwecken ausgebaut. Geschützt nach §§ 28 (2) DSchG |    |
| Weitere Bilder | Wohnhaus                                                                                 | Wimpfen am Berg, Bollwerkgasse 7                                    | 1534/1789              | Dreigeschossiger verputzter Fachwerkbau mit massivem Erdgeschoss mit rundbogigem Kellertor und Walmdach mit Aufzugsgaube. Am Kellertor bezeichnet 1534, Fachwerkaufbau am Eckständer bezeichnet 1789. Zugehörig rückwärtige erhaltenswerte Nebengebäude, die an die Stadtmauer aus dem 13. Jh. angebaut sind, Fensteröffnungen in dieser haben und 1983 zu Wohnungen ausgebaut wurden. Geschützt nach § 2 DSchG |    |
| Weitere Bilder | Wohnhaus (Erhaltenswertes Gebäude)                                                       | Wimpfen am Berg, Bollwerkgasse 9                                    | 18./19. Jh.            | Zweigeschossiger verputzter Fachwerkbau mit massivem Erdgeschoss mit Rundbogen-Kellertor und Satteldach. In die zugehörigen rückwärtigen Nebengebäude ist die Stadtmauer aus dem 13. Jh. integriert. Erhaltenswertes Gebäude innerhalb der Gesamtanlage gem. § 19 DSchG. |    |
| Weitere Bilder | Wohnhaus                                                                                 | Wimpfen am Berg, Bollwerkgasse 10                                   | 16./17. Jh.            | Dreigeschossiger Fachwerkbau mit massivem Erdgeschoss, zur Straße hin aus kleinteiligem Quadermauerwerk, und vorkragenden Obergeschossen. Satteldach mit Krüppelwalm auf der Nordwestseite, im Giebel eine rundbogige Aufzugsluke. Das Haus stammt im Kern aus dem 16. Jh., das Obergeschoss wohl aus dem frühen 17. Jh. Zugehörig ist der erhaltenswerte Garten westlich des Anwesens (Flstnr. 836), bei dem es sich wohl um eine Baulücke aus dem Dreißigjährigen Krieg handelt. Geschützt nach § 2 DSchG |    |
| Weitere Bilder | Wohnhaus                                                                                 | Wimpfen am Berg, Bollwerkgasse 11                                   | 18. Jh.                | Zweigeschossiger verputzter Fachwerkbau mit Satteldach in Ecklage, mit massivem Erdgeschoss, das eine abgeschrägte Ecke aufweist. Geschützt nach § 2 DSchG |    |
| Weitere Bilder | Wohnhaus (Erhaltenswertes Gebäude)                                                       | Wimpfen am Berg, Bollwerkgasse 13                                   | 19. Jh.                | Eingeschossiger verputzter Fachwerkbau in Ecklage, mit Satteldach und Zwerchhaus. In die südliche Giebelwand integriert ist die Stadtmauer aus dem 13. Jh. Erhaltenswertes Gebäude innerhalb der Gesamtanlage gem. § 19 DSchG. |    |
| Weitere Bilder | Wohnhaus (Erhaltenswertes Gebäude)                                                       | Wimpfen am Berg, Burgstaffel 2                                      | 17./18./19. Jh.        | Zweigeschossiger Fachwerkbau mit massivem Erdgeschoss und Satteldach, im Kern aus dem 17. Jhd, in den nachfolgenden Jahrhunderten verändert. Städtebaulicher Wert aufgrund der durch Gärten (Baulücken aus dem Dreißigjährigen Krieg) platzartig aufgeweiteten Burgstaffel. Erhaltenswertes Gebäude innerhalb der Gesamtanlage gem. § 19 DSchG. |    |
|                | Gärten (Erhaltenswerte Grün- und Freifläche)                                             | Wimpfen am Berg, Burgstaffel Flstnr. 603, 604                       | n.n.                   | Durch Mauern terrassierte Gartenparzellen südlich der Anwesen Obere Turmgasse 8 und Burgviertel 18. Baulücken aus dem Dreißigjährigen Krieg, die durch die lange Nutzung als Gartenflächen selbst schon historischen Charakter erworben haben. Erhaltenswerte Grün- und Freifläche innerhalb der Gesamtanlage gem. § 19 DSchG. |    |
| Weitere Bilder | Wohnhaus                                                                                 | Wimpfen am Berg, Burgviertel 1                                      | 1843                   | Zweigeschossiger Putzbau mit Walmdach, klassizistischer Fassadengliederung und Verdachungen über den Fenstern des Obergeschosses. Zugehörig ein ebenfalls 1843 erbautes, zweigeschossiges und verputztes Nebengebäude mit Walmdach und sichtbaren Fachwerk zur Hofseite. Das repräsentative Anwesen ist charakteristisch für die Umgestaltung der Stadtmitte nach dem Rathausneubau von 1839/40. Geschützt nach § 2 DSchG |    |
| Weitere Bilder | Wohnhaus (Erhaltenswertes Gebäude)                                                       | Wimpfen am Berg, Burgviertel 2                                      | 2. Hälfte 19. Jh.      | Zweigeschossiger, größtenteils verputzter Fachwerkbau mit massivem Erdgeschoss, Satteldach und Aufzugsluke im Giebel. Erbaut anstelle zweier Scheunen nach 1840/43 im Zuge der Umgestaltung der Stadtmitte nach dem Rathausneubau von 1839/40. Die dem Rathaus zugewandte Haushälfte wurde später nochmals erneuert, die abgewandte Haushälfte ist bauzeitlich. Erhaltenswertes Gebäude innerhalb der Gesamtanlage gem. § 19 DSchG. |    |
| Weitere Bilder | Scheune/Wohnhaus                                                                         | Wimpfen am Berg, Burgviertel 2/1                                    | 19. Jh.                | Zweigeschossiger Fachwerkbau mit Natursteinsockel, Satteldach mit Schleppgauben. Erbaut als Scheune nach 1840/43 an der Stelle einer älteren Scheune, nach 1980 Umbau zum Wohnhaus. Das Haus dokumentiert gleichermaßen die ackerbürgerliche Vergangenheit der Bergstadt wie auch die konstruktive Fachwerkbauweise des 19. Jhds. Geschützt nach § 2 DSchG |    |
| Weitere Bilder | Wohnhaus                                                                                 | Wimpfen am Berg, Burgviertel 3                                      | 19. Jh.                | Zweigeschossiger Fachwerkbau mit massivem Erdgeschoss und Satteldach, erbaut nach 1840/43 im Zuge der Umgestaltung der Ortsmitte nach dem Rathausneubau von 1839/40. Am Gebäude befindet sich ein wiederverwendeter Wappenstein von 1718. Die rückwärtige Giebelseite sitzt auf der Stadtmauer aus dem 13. Jh. auf. Die Nebengebäude kennzeichnen das Anwesen als ehemalige landwirtschaftliche Hofanlage. Geschützt nach § 2 DSchG |    |
| Weitere Bilder | Hotel und Restaurant „Blauer Turm“ (Erhaltenswertes Gebäude)                             | Wimpfen am Berg, Burgviertel 7                                      | 17./18. Jh.            | Mehrteiliger Gebäudekomplex aus zwei historischen Fachwerkbauten und einem modernen vorgelagerten Restauranttrakt. Der Westflügel ist ein zweigeschossiger Fachwerkbau mit hohem massiven Sockelgeschoss, Satteldach und vorgesetztem Anbau mit Rundbogen-Kellertor und Ochsenauge. Das Hauptgebäude ist im Kern aus dem 17. Jh., der Anbau ist bezeichnet 1782. In der Fassade des Anbaus ist um das heutige Kellertor noch eine größere ältere Torsituation zu erkennen. Der im rechten Winkel an den Westflügel angebaute Ostflügel ist ein zweigeschossiger Fachwerkbau des 18. Jhds. Satteldach mit Stehgauben. Der vorgelagerte Restauranttrakt wurde 1968 erbaut und wird im Gegensatz zum restlichen Baukörper als nicht erhaltenswert eingestuft. Erhaltenswertes Gebäude innerhalb der Gesamtanlage gem. § 19 DSchG. |    |
| Weitere Bilder | Bergfried (Wehrturm), Blauer Turm                                                        | Wimpfen am Berg, Burgviertel 9                                      | um 1200                | Bergfried der Pfalz Wimpfen, errichtet aus Buckelquadern auf quadratischem Grundriss. Der ursprüngliche Zugang befand sich auf Höhe des Aborterkers, unter dem der heutige ebenerdige Zugang eingebrochen wurde. Nach Brand 1674 barockisiert, nach Brand von 1848 wiederhergestellt mit neogotischem Turmaufbau und Türmerwohnung, 1984 nochmals ausgebrannt und anschließend in vorheriger Gestalt wiederhergestellt. Wegen Einsturzgefahr trägt der Turm seit 2014 ein Stützkorsett aus Stahl und Holz. Geschützt nach § 28 DSchG |    |
| Weitere Bilder | Wohnhaus (Erhaltenswertes Gebäude)                                                       | Wimpfen am Berg, Burgviertel 10                                     | 19. Jh.                | Zweigeschossiger traufständiger verputzter Fachwerkbau mit massivem Erdgeschoss innerhalb einer geschlossenen Baureihe aus Wohnhäusern und Scheunen, charakteristisch für die Bauweise der einfachen Bevölkerungsschicht im 19. Jh. Erhaltenswertes Gebäude innerhalb der Gesamtanlage gem. § 19 DSchG. |    |
| Weitere Bilder | Scheune                                                                                  | Wimpfen am Berg, Burgviertel 12                                     | 17./18. Jh.            | Traufständige Fachwerkscheune mit zwei unterschiedliche großen rechteckigen Einfahrten, massives Untergeschoss aus Quadersteinen. Gefachfüllungen im Ostgiebel bei einer Baumaßnahme 1998 entfernt. Das gesamte Scheunen-Ensemble Burgviertel 12-16 wird seit dem Spätjahr 2014 umfassend saniert. Geschützt nach § 2 DSchG |    |
| Weitere Bilder | Scheune                                                                                  | Wimpfen am Berg, Burgviertel 14                                     | 18. Jh.                | Fachwerkscheune in Ecklage mit rechteckiger Toreinfahrt, darüber rundbogiger Aufzugsladen. Satteldach. Wie die angrenzende Scheunen Burgviertel 12 und 16 dokumentiert die Scheune die sich ausbreitende landwirtschaftliche Nutzung des Pfalz-Areals nach dem Dreißigjährigen Krieg. Geschützt nach § 2 DSchG |    |
| Weitere Bilder | Steinhaus, Historisches Museum                                                           | Wimpfen am Berg, Burgviertel 15                                     | um 1200                | Zweigeschossiges massives Steingebäude mit Satteldach und kleinen Schleppgauben. Im Kern aus der Zeit um 1200, Kemenate der Pfalz Wimpfen, der Nordgiebel bildet eine bauliche Einheit mit der Pfalzmauer. An den Traufseiten wenige, an den Giebelseiten mehr Fenster unterschiedlicher Ausprägung. Im 14/15. Jahrhundert in Privatbesitz gelangt und zu Wohnzwecken genutzt. Seit 1511 im Besitz der Stadt Wimpfen, wobei das Gebäude seit spätestens dann seine charakteristischen Staffelgiebel erhielt. Nutzung als Korn- und Fruchtspeicher mit nachträglich errichtetem Weinkeller, bezeichnet 1566. Nach dem Zweiten Weltkrieg größtenteils in seine romanische Gestalt zurückgebaut und als Heimatmuseum genutzt. 1978 Sanierung und Umbau zum Stadtmuseum. Das Gebäude bestimmt die Stadtsilhouette in hohem Maß und gilt als eines der größten romanischen Steinhäuser in Deutschland. Geschützt nach § 28 DSchG |    |
| Weitere Bilder | Scheune                                                                                  | Wimpfen am Berg, Burgviertel 16                                     | 18. Jh.                | Fachwerkscheune in Kopflage, mit hohem Steinsockel zur Turmgasse hin und steilem Satteldach. Die Gefache sind mit Lehmflechtwerk gefüllt. Die Scheune hat städtebauliche Bedeutung durch ihre Lage gegenüber dem Steinhaus, außerdem dokumentiert sie mit den angrenzenden Scheunen Burgviertel 12 und 14 die sich ausbreitende landwirtschaftliche Nutzung des Pfalzareals nach dem Dreißigjährigen Krieg. Geschützt nach § 2 DSchG |    |
| Weitere Bilder | Wohnhaus                                                                                 | Wimpfen am Berg, Burgviertel 17                                     | 18. Jh.                | Zweigeschossiger Fachwerkbau mit massivem Erdgeschoss und Satteldach mit Schopfwalm. Das zwischen Steinhaus und ehemaligem Palas gelegene Haus, hinter dem die Pfalzmauer angrenzt, dokumentiert die Umnutzung des Pfalzareals zum bürgerlichen Wohnviertel. Geschützt nach § 2 DSchG |    |
| Weitere Bilder | Scheune                                                                                  | Wimpfen am Berg, Burgviertel 18                                     | 18./19. Jh.            | Fachwerkscheune mit massivem Erdgeschoss in Ecklage. Geschützt nach § 2 DSchG |    |
| Weitere Bilder | Wohnhaus                                                                                 | Wimpfen am Berg, Burgviertel 19                                     | 1585                   | Dreigeschossiger verputzter Fachwerkbau mit massivem Erdgeschoss mit rundbogiger Steingewändetür und Satteldach. Am Rundbogen bezeichnet 1585. Das Gebäude, das westlich an den ehemaligen Palas der Pfalz Wimpfen und nördlich an die Pfalzmauer angrenzt, dokumentiert als direkter Nachfolgebau von Pfalzbauten die Umnutzung des Pfalzareals als bürgerliches Wohnviertel. Das seit längerem einsturzgefährdete Haus wurde im Frühjahr 2015 abgerissen. Geschützt nach §§ 28 (P*) DSchG |    |
| Weitere Bilder | Wohnscheune, Jugendherberge, Wohnhaus                                                    | Wimpfen am Berg, Burgviertel 23                                     | im Kern 15. Jh.        | Zweigeschossiger Fachwerkbau mit massivem Sockel und Satteldach, im Kern aus dem 15. Jh., die Außenwände wurden in jüngerer Zeit erneuert, 1977 zur Jugendherberge ausgebaut, 2002 umfassend saniert. Das Gebäude wurde an der Stelle des westlichen Teils des Palas der Pfalz Wimpfen errichtet und ist an die Pfalzmauer mit romanischen Fensterarkaden angebaut, deren neuzeitlicher Wehrgang durch den rückwärtigen Gebäudeteil führt. Das Gebäude gilt im Kern als ältestes Fachwerkhaus der Stadt. Geschützt nach § 28 DSchG |    |
| Weitere Bilder | Arkaden des Palas                                                                        | Wimpfen am Berg, Burgviertel 23 (zu)                                | um 1200                | Arkadenfenster und einst Nordwand des romanischen Palas der Pfalz Wimpfen. Die Fenster dokumentieren die herrschaftliche Bauweise der Staufer und haben den Festsaal im Obergeschoss des spätestens in der zweiten Hälfte des 15. Jhds. abgerissenen Palas erhellt. Die Arkaden erstrecken sich vom Anwesen Burgviertel 23 über eine Baulücke bis zur ehemaligen Pfalzkapelle Burgviertel 25. Der heutige hölzerne Wehrgang zwischen den Anwesen Burgviertel 23 und 25 wurde 1977 errichtet, 1980 hat man zwölf der 32 Säulen gegen Kopien ersetzt und die Originale ins Historische Museum verbracht. Geschützt nach § 28 DSchG |    |
| Weitere Bilder | Pfalzkapelle St. Nikolaus, Wohnhaus mit Scheune, Kirchenhistorisches Museum              | Wimpfen am Berg, Burgviertel 25                                     | im Kern um 1200        | Massiver unverputzter Saalbau mit Satteldach. Rundbogenfenster in den Traufwänden. Südliche Traufwand aus Quadermauerwerk mit rundbogigem Portal, Lisenen und Rundbogenfries. Westgiebel und Nordwand (Pfalzmauer) aus Bruchsteinmauerwerk. Östlich angebaut Sakristei und Chor im Stil der Gotik. Die Kapelle der Pfalz Wimpfen, in die vom westlich angrenzenden Palas aus ein Zugang zur Herrscherempore führte, wurde ab dem späten Mittelalter als Zeug- und Lagerhaus genutzt. 1837 hat man die Kapelle zum Wohnhaus mit Stall und Scheune umgebaut. 1908/11 wurde die Kapelle in ihre ursprüngliche Gestalt zurückgebaut (Entfernung von nachträglich eingezogenen Stockwerken, Fenstern und Einfahrt) und den gotischen Chor erneuert. 1976/77 wurde das Bauwerk umfassend restauriert. Neben ihrem dokumentarischen Wert als typische staufische Pfalzkapelle und für die Geschichte der Stadt steht die Kapelle auch charakteristisch für rekonstruierende Bestrebungen im Denkmalschutz des frühen 20. Jhds. Geschützt nach § 28 DSchG |    |
| Weitere Bilder | Wohnhaus                                                                                 | Wimpfen am Berg, Burgviertel 26                                     | 15./16. Jh.            | Zweigeschossiger verputzter Fachwerkbau mit Satteldach in Hanglage, rückwärtig mit hohem Steinsockel. Im Kern aus dem 15./16. Jh., ein vermutlich sekundär verwendeter Inschriftenstein in der Fassade ist bezeichnet 1761. Wie die angrenzenden Gebäude dokumentiert das Gebäude die bürgerliche Folgenutzung des Pfalzbereichs in der frühen Neuzeit. Geschützt nach § 2 DSchG |    |
| Weitere Bilder | Wohnhaus                                                                                 | Wimpfen am Berg, Burgviertel 27                                     | 18./19. Jh.            | Zweigeschossiger Fachwerkbau mit massivem Sockelgeschoss und nach Westen halb abgewalmten Satteldach. Im 18. oder frühen 19. Jh. als Scheune erbaut, aber wohl schon bald nach der Mitte des 19. Jh. zum Wohnhaus ausgebaut. Exemplarischer Wert für die landwirtschaftliche und bürgerliche Folgenutzung des Pfalzbereichs. Geschützt nach § 2 DSchG |    |
| Weitere Bilder | Wohnhaus                                                                                 | Wimpfen am Berg, Burgviertel 28                                     | 16. Jh.                | Dreigeschossiger verputzter Fachwerkbau in Hanglage mit Satteldach. Zum Burgviertel hin mit rundbogigem Kellertor und stichbogigem Portal. Im Kern aus dem 16. Jh., am Rundbogenkellertor unleserliche Bezeichnung 15??. Geschützt nach § 2 DSchG |    |
| Weitere Bilder | Wohnhaus                                                                                 | Wimpfen am Berg, Burgviertel 28/1                                   | 18. Jh.                | Zweigeschossiger Fachwerkbau mit massivem hohen Sockel und Satteldach in Hang- und Kopflage. Geschützt nach § 2 DSchG |    |
| Weitere Bilder | Gefängnis, Stadtarchiv                                                                   | Wimpfen am Berg, Burgviertel 29                                     | 1839                   | Zweigeschossiger massiver Putzbau mit hohem Erdgeschoss und auskragendem Zeltdach. An der Stelle des alten Gefängnisses 1839 neu erbaut. Hoher exemplarischer Wert als klassizistisch geprägtes Sondergebäude und für die Folgenutzung des Pfalzbereichs. Geschützt nach § 2 DSchG |    |
| Weitere Bilder | Gemminger Hof                                                                            | Wimpfen am Berg, Burgviertel 30 (Flstr. 359, 346, 347, 356) (Karte) | 18. Jh.                | Dreiteiliger Komplex aus zweigeschossigem Haupthaus in Fachwerkbauweise mit Halbwalmdach, Fachwerkscheune mit massivem Sockel und Halbwalmdach und eingeschossigem Wohnstallhaus mit Satteldach. Die Südmauer des Hauptgebäudes ist Teil der ehemaligen Pfalz-Ummauerung. Umgeben von Hofmauer mit repräsentativen Torpfeilern, ummauertem Gemüsegarten und einstigen Weinbergen. Früherer Besitz der Freiherren von Gemmingen. Das herrschaftliche Gehöft im Südosten des Pfalzareals nimmt dort eine Ausnahmestellung ein und hat Beispielwert für einen barocken Baukomplex. Geschützt nach § 28 DSchG |    |
| Weitere Bilder | Bergfried (Wehrturm), Roter Turm                                                         | Wimpfen am Berg, Burgviertel 31                                     | um 1200                | Wehrturm auf quadratischem Grundriss, Sockelbereich aus Sandstein-Buckelquadern, mittlerer Bereich aus Tuffstein-Buckelquadern, oberer Bereich aus Bruchsteinen und durch abgeschrägte Ecken oktogonal endend. Erbaut zwischen 1181 und 1201 als östlicher Bergfried der Pfalz Wimpfen, mit Wächter-Wohngeschoss und Kamin im Mittelbereich, dort auch in sieben Meter Höhe der Eingang. Der obere Bereich wurde im 16. Jh. aufgemauert. Der Turm ist 1647 ausgebrannt. Um 1840 hat man einen ebenerdigen Eingang eingebrochen. Der Turm wurde 1960 und 1986 instand gesetzt und beherbergt heute eine gelegentlich geöffnete historische Ausstellung. Er dokumentiert die Baukunst des 12. und 13. Jh. und prägt entscheidend die Silhouette der Stadt. Geschützt nach § 28 DSchG |    |
| Weitere Bilder | Bahnhof, Stadtinformation und Gaststätte                                                 | Wimpfen am Berg, Carl-Ulrich-Straße 1                               | 1868                   | Zweigeschossiger massiver Bau im Stil der Neogotik mit zahlreichen Zierformen wie Maßwerkfenstern im Erdgeschoss und Winkelbau mit Staffelgiebel. Das Gebäude diente bis 1992 als Bahnhof und wurde danach zur Gaststätte und Stadtinformation umgebaut. Geschützt nach § 2 DSchG |    |
| Weitere Bilder | Wohnhaus (Erhaltenswertes Gebäude)                                                       | Wimpfen am Berg, Carl-Ulrich-Straße 2                               | 18. Jh.                | Zweigeschossiger Fachwerkbau in Hanglage mit massivem Erdgeschoss und Halbwalmdach. Die zur Straße hin gelegene Sockelwand war wohl einst Teil einer älteren Begrenzungsmauer. Der anschließende ummauerte Garten hatte ursprünglich ein höheres Niveau, wurde aber 2002 etwas tiefergelegt. Das Gebäude gilt als Beispiel für die Bebauung der im 18. Jh. in die Ummauerung einbezogene östliche Vorstadt. Erhaltenswertes Gebäude innerhalb der Gesamtanlage gem. § 19 DSchG. |    |
| Weitere Bilder | Wohnhaus                                                                                 | Wimpfen am Berg, Carl-Ulrich-Straße 4                               | 1907                   | Dreigeschossiger Putzbau in Kopf- und Hanglage mit verschiedenen von Jugendstil und Heimatstil beeinflussten Zierelementen wie Erker mit Zwerchhaus, Balkonen und abgeschrägter Ecke. Im Inneren des Gebäudes befindet sich ein Treibrad zu Solegewinnung, daher ist das städtebaulich wichtige Gebäude am östlichen Ortseingang der Bergstadt auch Teil der Sachgesamtheit Saline Ludwigshalle. Geschützt nach § 2 DSchG |    |
| Weitere Bilder | Scheune, Werkstatt                                                                       | Wimpfen am Berg, Entengasse 1                                       | 18. Jh.                | Zweigeschossiger Fachwerkbau mit massivem Erdgeschoss, später nach Westen erweitert, wo sich über der rechteckigen Toreinfahrt eine große Aufzugsgaube befindet. Abermals später wurde das Erdgeschoss mit veränderter Fenstersituation zur Werkstatt umgebaut. Dokumentarischer Wert für Landwirtschaft und Handwerk in der Stadt. Geschützt nach § 2 DSchG |    |
| Weitere Bilder | Wohnhaus mit ehemaliger Schreinerwerkstatt (Erhaltenswertes Gebäude)                     | Wimpfen am Berg, Entengasse 2                                       | 1800/1830              | Dreigeschossiger Putzbau in Ecklage mit Satteldach, im Giebel korbbogige Auszugsluke. Das Gebäude wurde zwischen 1800 und 1830 anstelle einer älteren Stallscheune errichtet, die zu einer größeren Hofanlage (Neutorstraße 5) gehörte. Das dreigeschossige Wohnhaus dokumentiert den Baudruck des frühen 19. Jahrhunderts. Erhaltenswertes Gebäude innerhalb der Gesamtanlage gem. § 19 DSchG. |    |
| Weitere Bilder | Wohnhaus mit Stall und Lager                                                             | Wimpfen am Berg, Entengasse 3                                       | 1680                   | Dreigeschossiger Fachwerkbau mit massivem Sockel und Satteldach mit Schleppgauben. Das als Scheune erbaute Haus war schon vor 1980 teilweise mit Wohnungen ausgestattet. 1993 hat man es vollständig zum Wohnhaus umgebaut, wobei die Fassade im Erdgeschoss komplett erneuert wurde. Geschützt nach § 2 DSchG |    |
| Weitere Bilder | Wohnhaus                                                                                 | Wimpfen am Berg, Entengasse 4                                       | 1782                   | Zweigeschossiger Fachwerkbau mit hohem massivem Sockel- und Erdgeschoss und Satteldach mit Krüppelwalm. Der rechte Gebäudeteil ist der ehemalige Wirtschaftsteil. Der linke ursprüngliche Wohnteil weist ein breites geohrtes Türgewände auf, dessen Keilstein mit Wappen verziert und 1782 bezeichnet ist. In die südöstliche Giebelwand ist ein Teil der Stadtmauer aus dem 13. Jh. integriert. Direkt am Gebäude befand sich einst das Ententor (Ententurm), das im 16. Jh. in der Höhe reduziert und 1820 abgetragen wurde. Geschützt nach § 2 DSchG |    |
| Weitere Bilder | Dreifachhaus (Erhaltenswertes Gebäude)                                                   | Wimpfen am Berg, Erich-Sailer-Straße 4/6/8                          | 19. Jh.                | Zweigeschossiger Putzbau mit Satteldach, Mittelteil mit Zwerchhaus. Das Gebäude wurde in der ersten Hälfte des 19. Jhds. auf der niedergelegten Stadtmauer-Erweiterung des 16. Jh. errichtet. Es ist ein zeittypisches Dreifachhaus und dokumentiert die Umnutzung eines einst von der Stadtbefestigung eingenommenen Areals. Erhaltenswertes Gebäude innerhalb der Gesamtanlage gem. § 19 DSchG. |    |
| Weitere Bilder | Wohnhaus (Erhaltenswertes Gebäude)                                                       | Wimpfen am Berg, Erich-Sailer-Straße 10                             | 19. Jh.                | Eingeschossiges Wohnhaus mit hohem massivem Sattelgeschoss. Das Gebäude wurde in der ersten Hälfte des 19. Jhds. auf der niedergelegten Stadtmauer-Erweiterung des 16. Jh. errichtet. Erhaltenswertes Gebäude innerhalb der Gesamtanlage gem. § 19 DSchG. |    |
| Weitere Bilder | Alter Friedhof                                                                           | Wimpfen am Berg, Feuerseestraße Flstnr. 330                         | 1548                   | Nördlich des ehemaligen Stadtgrabens ab 1548 auf einem ungefähr dreieckigen ehemaligen Bastionsgelände als Friedhof angelegt. Der Friedhof wurde 1922 aufgehoben und das Gelände danach zum Park umgenutzt. Neben dem großen Steinkreuz, das Bürgermeister Sebastian Linck 1548 setzen ließ, und der historischen Ummauerung sind noch ein paar alte Grabsteine erhalten. Auf dem alten Friedhof befindet sich außerdem ein Gefallenen-Ehrenmal mit Obelisk von 1928. Geschützt nach § 2 DSchG |    |
| Weitere Bilder | Stadtturm und Unteres Tor                                                                | Wimpfen am Berg, Hauptstraße 1 (bei)                                | 16. Jh.                | Im Kern spätmittelalterlicher Rundturm mit Wehrgang und Tor der Stadtbefestigung aus Bruchsteinmauerwerk, mit Rundbogenmauerfries am Turmabschluss und oberhalb der Tordurchfahrt. Am Wappenkeilstein des Tores anlässlich einer Erneuerung bezeichnet 1781. Geschützt nach § 2 DSchG |    |
| Weitere Bilder | Gasthaus Traube                                                                          | Wimpfen am Berg, Hauptstraße 1                                      | frühes 18. Jh.         | Dreigeschossiger Putzbau mit massivem Erdgeschoss, zurückspringenden Obergeschossen und Satteldach mit Gauben. Im Kern aus dem frühen 18. Jh., später möglicherweise aufgestockt. Der zweigeschossige Anbau zwischen Hauptgebäude und Unterem Tor stammt aus dem frühen 20. Jh. Geschützt nach § 2 DSchG |    |
| Weitere Bilder | Nürnberger Türmchen                                                                      | Wimpfen am Berg, Hauptstraße 2                                      | 1656                   | Kleiner quadratischer Turm mit massivem Sockelgeschoss mit Schießscharten, Fachwerkaufbau und Zeltdach, auf der südöstlichen Ecke der Pfalzbefestigung unterhalb des Roten Turms 1656 nach den Zerstörungen des Dreißigjährigen Kriegs mit Unterstützung der Reichsstadt Nürnberg erbaut. Dokumentarischer Wert für den Wiederaufbau der Stadtbefestigung nach dem Dreißigjährigen Krieg. Geschützt nach § 2 DSchG |    |
| Weitere Bilder | Gerberhaus, Wohnhaus                                                                     | Wimpfen am Berg, Hauptstraße 3                                      | 1727                   | Zweigeschossiger traufständiger Fachwerkbau mit massivem Sockel und Erdgeschoss, Satteldach, doppelläufiger Treppe zum Eingang, darüber Rundfenster und Aufzugsgaube, im Westteil Ladeneinbau. Rückwärtig mit Laubengang im Obergeschoss und weiterer Aufzugsgaube. Das Gebäude ging – naheliegend aufgrund der Größe – wohl aus zwei Anwesen hervor. Das Fachwerk wurde 1963 freigelegt, die Fassade wurde 1978 saniert, das gesamte Anwesen nochmals 2001. Es dokumentiert das früher am einst südlich der Bauzeile aufgestauten Leihersee ansässige Gerberhandwerk der Stadt. Geschützt nach § 2 DSchG |    |
| Weitere Bilder | Wohn- und Geschäftshaus                                                                  | Wimpfen am Berg, Hauptstraße 5                                      | 1725                   | Zweigeschossiger giebelständiger Fachwerkbau mit massivem Erdgeschoss mit korbbogigen Schaufenstern und zwei Eingängen, rundbogiger Aufzugsluke im Dachgeschoss und Satteldach. Der linke Eingang ist von einem wiederverwendeten Rundbogen von 1582 überspannt, das Fachwerk ist am Eckständer bezeichnet 1725. Die rückwärtigen Laubengänge lassen auch dieses Haus als einstiges Gerberhaus möglich erscheinen, das vom Gerberhandwerk am einstigen Leihersee im Gerberviertel kündet. Geschützt nach § 2 DSchG |    |
| Weitere Bilder | Wohn- und Geschäftshaus                                                                  | Wimpfen am Berg, Hauptstraße 7                                      | 19. Jh.                | Zweigeschossiger giebelständiger verputzter Fachwerkbau mit massivem Erdgeschoss mit Ladeneinbau und Satteldach. Als ehemaliges Handwerkerhaus dokumentiert das Gebäude den Wandel des Gerberviertels zur Geschäftsstraße um 1900. Geschützt nach § 2 DSchG |    |
| Weitere Bilder | Gasthaus Alter Brunnen                                                                   | Wimpfen am Berg, Hauptstraße 9                                      | 18. Jh.                | Dreigeschossiger traufständiger Fachwerkbau mit massivem Erdgeschoss und Satteldach. Das Anwesen dokumentiert einen ersten Strukturwandel des Gerberviertels mit Gasthäusern vor dem Wandel zur Geschäftsstraße. Geschützt nach § 2 DSchG |    |
| Weitere Bilder | Wohnhaus                                                                                 | Wimpfen am Berg, Hauptstraße 11                                     | 19. Jh.                | Zweigeschossiger traufständiger Putzbau mit Satteldach und Zwerchhaus aus der zweiten Hälfte des 19. Jahrhunderts. Heimatgeschichtliche Bedeutung als Geburtshaus der Maler Conrad Pfau und Ernst Pfau. Geschützt nach § 2 DSchG |    |
| Weitere Bilder | Gasthaus Zur Ente                                                                        | Wimpfen am Berg, Hauptstraße 13                                     | 18. Jh.                | Zweigeschossiger Fachwerkbau in Ecklage mit massivem Sockel und Erdgeschoss mit Rundbogen-Schaufenstern und Halbwalmdach mit Schleppgauben. Das Erdgeschoss wurde im 19. Jh. umgestaltet. Das Anwesen dokumentiert einen ersten Strukturwandel des Gerberviertels mit Gasthäusern vor dem Wandel zur Geschäftsstraße. Geschützt nach § 2 DSchG |    |
| Weitere Bilder | Wohn- und Geschäftshaus                                                                  | Wimpfen am Berg, Hauptstraße 15                                     | 18. Jh.                | Zweigeschossiger Fachwerkbau in Ecklage mit massivem Sockel und Halbwalmdach mit ehemaliger Aufzugsgaube. Das Anwesen wurde 1977/79 saniert und dokumentiert den Strukturwandel des Gerberviertels hin zur Geschäftsstraße. Geschützt nach § 2 DSchG |    |
| Weitere Bilder | Schwibbogen- oder Hohenstaufentor (Burgtor) mit Wehrturm                                 | Wimpfen am Berg, Hauptstraße 18                                     | um 1200                | Viergeschossiger massiver Torturm aus Bruchsteinen. Einziges erhaltenes Tor der Pfalz Wimpfen. Unterbau um 1200, drittes und viertes Geschoss später ergänzt, im vierten Geschoss befand sich lange Zeit das Wimpfener Gefängnis. Durch die Tieferlegung der Hauptstraße wurde der einst unterirdische Sockelbereich des Turmes bis zu einer Tiefe von etwa drei Metern sichtbar, wodurch auch die lichte Höhe der Tordurchfahrt unproportional erhöht wurde. Geschützt nach § 28 DSchG |    |
| Weitere Bilder | Wohn- und Geschäftshaus                                                                  | Wimpfen am Berg, Hauptstraße 19                                     | 1835                   | Zwei- bis viergeschossiger Fachwerkbau in Hanglage, mit massiven Sockelgeschossen und massiver Erdgeschosswand zur Hauptstraße sowie Halbwalmdach mit Schleppgauben. Im Keilstein des Oberlichtsturzes bezeichnet HH 1835. Das Gebäude markiert den Beginn einer Reihe von giebelständigen dreigeschossigen Wohn- und Geschäftshäusern in der unteren Hauptstraße und hat dokumentarischen Wert für die herrschaftliche Bauweise des Barock. Geschützt nach § 2 DSchG |    |
| Weitere Bilder | Wohn- und Geschäftshaus mit Nebengebäude (Erhaltenswertes Gebäude)                       | Wimpfen am Berg, Hauptstraße 20                                     | 18. Jh.                | Dreigeschossiger verputzter Fachwerkbau in städtebaulich bedeutender Ecklage direkt neben dem Schwibbogentor, mit massivem Erdgeschoss mit Naturstein-Fensterwänden, vorkragendem Obergeschoss und Walmdach. Zugehörig ein kleines zweigeschossige Fachwerk-Hinterhaus mit massivem Erdgeschoss in der Unteren Turmgasse aus dem 19. Jh. Erhaltenswertes Gebäude innerhalb der Gesamtanlage gem. § 19 DSchG. |    |
| Weitere Bilder | Wohn- und Geschäftshaus                                                                  | Wimpfen am Berg, Hauptstraße 22                                     | 18. Jh.                | Dreigeschossiger traufständiger Fachwerkbau mit massivem Erdgeschoss mit Schaufenstern und Satteldach mit Zwerchhaus. Das Gebäude stammt im Kern aus dem 18. Jahrhundert, seine Fassade wurde um 1900 mit giebelverdachten Fenstern umgestaltet. Der historische Ladeneinbau ist in Teilen erhalten. Das Gebäude befindet sich in einer Baureihe unterhalb der südlichen Pfalzmauer, die direkt hinter dem Gebäude verlaufen sein muss. Geschützt nach § 2 DSchG |    |
| Weitere Bilder | Wohn- und Geschäftshaus (Erhaltenswertes Gebäude)                                        | Wimpfen am Berg, Hauptstraße 24                                     | 18. Jh.                | Dreigeschossiger traufständiger verputzter Fachwerkbau mit massivem Erdgeschoss mit Schaufenster und Satteldach mit Aufzugsgaube. Das Gebäude stammt im Kern aus dem 18. Jahrhundert. Der ältere Ladeneinbau ist in Teilen erhalten. Das Gebäude befindet sich in einer Baureihe unterhalb der südlichen Pfalzmauer, die direkt hinter dem Gebäude verlaufen sein muss. Erhaltenswertes Gebäude innerhalb der Gesamtanlage gem. § 19 DSchG. |    |
| Weitere Bilder | Wohn- und Geschäftshaus                                                                  | Wimpfen am Berg, Hauptstraße 25                                     | 16. Jh.                | Dreigeschossiger giebelständiger Fachwerkbau mit massivem Erdgeschoss, reichem Zierfachwerk mit vier Vorstößen und Satteldach. Die Erdgeschossfassade wurde um 1900 verändert. Das repräsentative Gebäude ragt aus der südlichen Bauzeile der unteren Hauptstraße hervor und markiert möglicherweise eine ältere Baulinie. Geschützt nach § 2 DSchG |    |
| Weitere Bilder | Wohn- und Geschäftshaus (Erhaltenswertes Gebäude)                                        | Wimpfen am Berg, Hauptstraße 26                                     | 18./19. Jh.            | Dreigeschossiger Fachwerkbau in Ecklage, mit massivem Erdgeschoss mit Schaufenster und Satteldach. Westlicher Eckpunkt der engen Bebauung der unteren Hauptstraße, nördlich des Gebäudes verlief wohl einst die Pfalzmauer. Erhaltenswertes Gebäude innerhalb der Gesamtanlage gem. § 19 DSchG. |    |
| Weitere Bilder | Wohn- und Geschäftshaus (Erhaltenswertes Gebäude)                                        | Wimpfen am Berg, Hauptstraße 27                                     | 18./19. Jh.            | Dreigeschossiger giebelständiger Fachwerkbau mit nachträglich massiv ersetzter Giebelseite mit verdachten Fenstern in den Obergeschossen, rundbogigem ehemaligen Aufzugsfenster im Giebel und Satteldach. Beispielhaft für den Umbau eines alten Fachwerkbaus zum Wohn- und Geschäftshaus im 19. oder frühen 20. Jh. Erhaltenswertes Gebäude innerhalb der Gesamtanlage gem. § 19 DSchG. |    |
| Weitere Bilder | Wohn- und Geschäftshaus (Erhaltenswertes Gebäude)                                        | Wimpfen am Berg, Hauptstraße 28                                     | 19. Jh.                | Dreigeschossiger traufständiger Putzbau, Erdgeschoss mit Tür- und Fenstergewänden aus Naturstein, Satteldach mit Schleppgauben. Im Kern aus dem 19. Jh., 1995 wurden die Schaufenster vergrößert und die Schleppgauben aufgesetzt. Das Gebäude gehört zu einer Reihe von zurückgesetzten dreigeschossigen traufständigen Bauten unterhalb der ehemaligen Pfalzmauer, die direkt hinter dem Gebäude verlaufen sein muss. Es dokumentiert außerdem wie die Nachbargebäude 30 und 32 die historisch-gewerbliche Funktion der Hauptstraße. Erhaltenswertes Gebäude innerhalb der Gesamtanlage gem. § 19 DSchG. |    |
| Weitere Bilder | Wohn- und Geschäftshaus (Erhaltenswertes Gebäude)                                        | Wimpfen am Berg, Hauptstraße 29                                     | im Kern 19. Jh.        | Dreigeschossiger giebelständiger verputzter Fachwerkbau mit massivem Erdgeschoss (auf der Giebelseite aus Quadersteinen) mit Schaufenster. Im Kern aus dem 19. Jh., die Giebelseite wurde um 1900 verändert. Beispielhaft für den Umbau eines alten Fachwerkbaus zum Wohn- und Geschäftshaus im 19. oder frühen 20. Jh. Erhaltenswertes Gebäude innerhalb der Gesamtanlage gem. § 19 DSchG. |    |
| Weitere Bilder | Wohn- und Geschäftshaus (Erhaltenswertes Gebäude)                                        | Wimpfen am Berg, Hauptstraße 30                                     | 19. Jh.                | Dreigeschossiger traufständiger Putzbau, Erdgeschoss mit Schaufenstern und Eckquaderung aus Naturstein, Satteldach mit breiter Schleppgaube. Im Kern aus dem 19. Jh., um 1900 wurde die Fassade verändert. Das Gebäude gehört zu einer Reihe von zurückgesetzten dreigeschossigen traufständigen Bauten unterhalb der ehemaligen Pfalzmauer, die direkt hinter dem Gebäude verlaufen sein muss. Es dokumentiert außerdem wie die Nachbargebäude 28 und 32 die historisch-gewerbliche Funktion der Hauptstraße. Erhaltenswertes Gebäude innerhalb der Gesamtanlage gem. § 19 DSchG. |    |
| Weitere Bilder | Wohn- und Geschäftshaus                                                                  | Wimpfen am Berg, Hauptstraße 31                                     | 16. Jh.                | Dreigeschossiger giebelständiger verputzter Fachwerkbau mit massivem Erdgeschoss und steilem Satteldach mit Krüppelwalm zur Entengasse. Zur Hauptstraße hin mit Ladeneinbau im Erdgeschoss und hölzernen Fenstergewänden mit Verdachungen, zur Entengasse hin mit massivem Untergeschoss. Im Kern aus dem 16. Jh., die Giebelseite wurde in der zweiten Hälfte des 19. Jhds. verändert. Geschützt nach § 2 DSchG |    |
| Weitere Bilder | Wohn- und Geschäftshaus (Erhaltenswertes Gebäude)                                        | Wimpfen am Berg, Hauptstraße 32                                     | 19. Jh.                | Dreigeschossiger traufständiger Putzbau, Erdgeschoss mit Schaufenstern, Satteldach mit Stehgauben. Das Gebäude gehört zu einer Reihe von zurückgesetzten dreigeschossigen traufständigen Bauten unterhalb der ehemaligen Pfalzmauer, die direkt hinter dem Gebäude verlaufen sein muss. Es dokumentiert außerdem wie die Nachbargebäude 28 und 30 die historisch-gewerbliche Funktion der Hauptstraße. Erhaltenswertes Gebäude innerhalb der Gesamtanlage gem. § 19 DSchG. |    |
| Weitere Bilder | Wohn- und Geschäftshaus                                                                  | Wimpfen am Berg, Hauptstraße 33                                     | 16./17. Jh.            | Dreigeschossiger giebelständiger verputzter Fachwerkbau mit massivem Erdgeschoss, korbbogigem Schaufenster und steilem Satteldach. Zur Hauptstraße hin mit Ladeneinbau im Erdgeschoss, zur Entengasse hin mit massivem Unter- und Sockelgeschoss. Im Kern aus dem 16./17. Jh., die Giebelseite wurde später verändert. Geschützt nach § 2 DSchG |    |
| Weitere Bilder | Gasthaus Hohenstaufenpfalz                                                               | Wimpfen am Berg, Hauptstraße 34                                     | 18. Jh.                | Dreigeschossiger Fachwerkbau mit massivem Erdgeschoss, im Giebel rundbogige frühere Aufzugsluke. Dazugehörig ein niedriger Anbau nach Osten mit großen korbbogigen Fenstern, der aus einer ehemaligen Laube entstand. Das Gebäude befindet sich unterhalb der ehemaligen Pfalzmauer und markiert den Beginn der der ehemaligen Pfalzmauer folgenden giebelständigen Bebauung von der Hauptstraße zum Marktrain hin. Geschützt nach § 2 DSchG |    |
| Weitere Bilder | Doppelhaus                                                                               | Wimpfen am Berg, Hauptstraße 35                                     | 18. Jh.                | Zweiteiliger Komplex, der bis 1922 noch aus zwei getrennten Anwesen bestand. Der östliche Bau ist ein dreigeschossiger Fachwerkbau mit massivem Erdgeschoss mit Schaufenster, ehemaliger Aufzugsluke im Giebel, zur Entengasse hin massivem Sockelgeschoss mit Rundbogen-Kellertor und Satteldach. Der westliche Bau ist ein dreigeschossiger verputzter Fachwerkbau mit massivem Erdgeschoss aus Quadersteinen mit rundbogiger Tür und Fenstern, in den Obergeschossen korbbogigen Fenstern und ehemaliger Aufzugsluke im Giebel, zur Entengasse hin mit zweigeschossigem Erker und Satteldach, an einem Keilstein bezeichnet 1676. Geschützt nach §§ 28 (2) DSchG |    |
| Weitere Bilder | Wohn- und Geschäftshaus                                                                  | Wimpfen am Berg, Hauptstraße 37                                     | 17. Jh.                | Dreigeschossiger verputzter Fachwerkbau in Ecklage mit massivem Erdgeschoss und Eckeingang, ehemaliger Aufzugsluke im Giebel und Satteldach. Im Kern aus dem 17. Jh., das Erdgeschoss wurde 1956 in seiner heutigen Gestalt umgebaut. Geschützt nach § 2 DSchG |    |
| Weitere Bilder | Spitalkirche St. Johannes (Gasthaus Klosterkeller) und Kloster-/Krankenflügel (Wohnhaus) | Wimpfen am Berg, Hauptstraße 39, 41 und 43                          | 15. Jh./18. Jh.        | Ehemaliger Spitalkirchenkomplex aus drei Gebäudeteilen. Der ehemalige Chor (Nr. 39) stammt im Kern aus dem 15. Jh. und lässt noch einen polygonalen Chorschluss erkennen, erhielt später aber einen Vorbau mit Zwerchhaus. Das ehemalige Langhaus (Nr. 41) sowie der sich westlich anschließende Krankenflügel (Nr. 43) stammen im Kern von einem Umbau im Jahr 1788. Die Anlage wurde seit 1803 säkular genutzt, war ab 1848 mit Stockwerksunterteilung versehen und wurde 1851 nach Brand zu Mietwohnungen und einem Gasthaus ausgebaut. Die Anlage wurde seit 1963 vielfach saniert und umgebaut und erhielt 1978 einen barockisierenden Anbau südlich des Chors. Der Chortrakt wurde 1999 zum Hotel umgebaut, im ehemaligen Langhaus befindet sich neben Wohnungen die Polizeidienststelle, im ehemaligen Krankenflügel wurde im Erdgeschoss ein Ladengeschäft eingebaut. Das Gebäude hat geschichtlichen Wert als ehemalige Kirche und Einrichtung der Krankenversorgung sowie für die Umnutzung von kirchlichen Objekten nach der Säkularisation. Geschützt nach § 28 DSchG |    |
| Weitere Bilder | Bürgerspital, Reichsstädtisches Museum                                                   | Wimpfen am Berg, Hauptstraße 45 (Karte)                             | 1246, 1421/22, 1571/73 | Dreiteiliger Gebäudekomplex, als Bürgerspital Teil des 1233 gegründeten Heilig-Geist-Spitals. Mit dem Steinhaus von 1246 und späteren Erweiterungsbauten mit hohem Überlieferungsgrad im Inneren hat die Anlage großen dokuemtarischen Wert für die Spitalbauweise des Mittelalters und die Entwicklung der Fürsorge in Wimpfen. Der älteste Bauteil ist der westliche Nordflügel, der 1246 als Steinhaus errichtet wurde und 1543 zur Hauptstraße hin in Fachwerkbauweise erweitert wurde. Der östliche Nordflügel ist ein dreigeschossiger Fachwerkbau mit massivem Erdgeschoss und Satteldach, der 1421/22 erbaut wurde. Der Südflügel ist ein rechtwinklig an den östlichen Nordflügel angebauter dreigeschossiger Fachwerkbau mit massivem Erdgeschoss von 1571/73. Der gesamte Baukomplex wurde 1987/96 umfassend saniert und zum Museum umgenutzt. Geschützt nach § 28 DSchG |    |
| Weitere Bilder | Wohnhaus und Bäckerei                                                                    | Wimpfen am Berg, Hauptstraße 46                                     | 1732                   | Dreigeschossiger verputzter Fachwerkbau in Ecklage mit massivem Erdgeschoss, fachwerksichtiger Giebelseite und Satteldach. Bezeichnet 1732 an einem freigelegten Eckständer im Erdgeschoss. Geschützt nach § 2 DSchG |    |
| Weitere Bilder | Wohnhaus                                                                                 | Wimpfen am Berg, Hauptstraße 48                                     | 18. Jh.                | Dreigeschossiger verputzter Fachwerkbau mit massivem Erdgeschoss mit einem vergrößerten Schaufenster, vorkragenden Obergeschossen und Satteldach. Geschützt nach § 2 DSchG |    |
| Weitere Bilder | Gasthaus Adler                                                                           | Wimpfen am Berg, Hauptstraße 49                                     | 1598/1792              | Dreigeschossiger giebelständiger Fachwerkbau mit massivem Erdgeschoss, vorkragenden Obergeschossen und Satteldach, bezeichnet 1598 am Eckständer. Zugehörig der westlich gelegene traufständige Anbau in Fachwerkbauweise mit massivem Erdgeschoss mit korbbogiger Tür und Einfahrt, erbaut 1792. Das direkt an das Bürgerspital angrenzende Anwesen hat dokumentarischen Wert für den repräsentativen Fachwerkbau und das Gastgewerbe in Wimpfen. Geschützt nach § 28 DSchG |    |
| Weitere Bilder | Wohn- und Geschäftshaus (Erhaltenswertes Gebäude)                                        | Wimpfen am Berg, Hauptstraße 50                                     | 1749                   | Dreigeschossiger Fachwerkbau in Ecklage mit massivem Erd- und ersten Obergeschoss mit Naturstein-Fenstergewänden, darüber konstruktives Fachwerk und Satteldach. Erbaut 1749, am Keilstein bezeichnet 1798. Geschützt nach § 2 DSchG |    |
| Weitere Bilder | Scheune, Wohnhaus                                                                        | Wimpfen am Berg, Hauptstraße 51                                     | 18. Jh.                | Zweigeschossiges Fachwerkgebäude mit massivem Erdgeschoss und teilweise massivem Obergeschoss und Satteldach. Ursprünglich als Scheune erbaut, im 19. Jahrhundert mit Wohnräumen ausgestattet. Das Gebäude steht exemplarisch für den Bedarf an großen Scheunen auch im Kern der Bergstadt und befand sich einst in einer Reihe größerer, heute abgegangener Nebengebäude hinter den Anwesen Hauptstraße 49, 53, 55, 57, 59 und 61. Geschützt nach § 2 DSchG |    |
| Weitere Bilder | Wohn- und Geschäftshaus                                                                  | Wimpfen am Berg, Hauptstraße 53                                     | 18. Jh.                | Dreigeschossiger Fachwerkbau mit massivem Erdgeschoss mit Ladeneinbau und Satteldach. Das Gebäude stammt im Kern aus dem 18. Jh., der Laden wurde um 1900 eingebaut. Erhaltenswertes Gebäude innerhalb der Gesamtanlage gem. § 19 DSchG. |    |
| Weitere Bilder | Wohn- und Geschäftshaus                                                                  | Wimpfen am Berg, Hauptstraße 57                                     | um 1700                | Dreigeschossiger Fachwerkbau mit massivem Erdgeschoss mit modernem Ladeneinbau, ehemaliger Aufzugsluke im Giebel und Satteldach. Das Haus ist beispielhaft für ein giebelständiges Handelshaus auf der südlichen Seite der oberen Hauptstraße. Geschützt nach § 2 DSchG |    |
| Weitere Bilder | Wohn- und Geschäftshaus                                                                  | Wimpfen am Berg, Hauptstraße 60                                     | 17. Jh.                | Zweigeschossiger Fachwerkbau in Ecklage mit massivem Erdgeschoss mit modernem Ladeneinbau und Satteldach. Das Gebäude stammt wohl aus dem 17. Jh., die profilierte Eckknagge könnte aber auch schon auf ein Baudatum zwischen 1550 und 1580 hinweisen. Geschützt nach § 28 DSchG |    |
| Weitere Bilder | Wohnhaus, Gaststätte Dobel                                                               | Wimpfen am Berg, Hauptstraße 61                                     | 16./18. Jh.            | Dreigeschossiger giebelständiger Fachwerkbau mit massivem Erdgeschoss mit Rundbogen-Kellertor und Ladeneinbau, rundbogiger ehemaliger Aufzugsluke im Giebel und Satteldach. Im Innern Stuckdecken und barocke Wendeltreppe. Geschützt nach §§ 28 (P*) DSchG |    |
| Weitere Bilder | Wohn- und Geschäftshaus                                                                  | Wimpfen am Berg, Hauptstraße 62                                     | 16. Jh.                | Zweigeschossiger giebelständiger Fachwerkbau mit massivem Erdgeschoss mit modernem Ladeneinbau, profilierten Eckständern und Satteldach. Im Baualterplan von 1922 wird als Baujahr 1565 genannt. Zugehörig der nach Westen angebaute niedrige traufständige Anbau. Geschützt nach § 2 DSchG |    |
| Weitere Bilder | Doppelhaus                                                                               | Wimpfen am Berg, Hauptstraße 63                                     | 18. Jh.                | Bestand 1840/43 noch aus zwei getrennten Gebäuden, die später dann baulich verbunden wurden. Beide Bauten sind giebelständige dreigeschossige verputzte Fachwerkbauten, jeweils mit massivem Erdgeschoss mit Ladeneinbauten. Die Ladenfassade des östlichen Baus besteht aus genuteten Quadersteinen, mit rundbogigen Tür- und Schaufenstergewänden. Geschützt nach § 2 DSchG |    |
| Weitere Bilder | Wohn- und Geschäftshaus                                                                  | Wimpfen am Berg, Hauptstraße 64                                     | 1492/17. Jh.           | Dreigeschossiger giebelständiger Fachwerkbau mit massivem Erdgeschoss mit Ladeneinbau, vorkragenden Obergeschossen, rundbogiger ehemaliger Aufzugsluke im Giebel und Satteldach. An der rechten Gebäudeecke einseitige Eckquaderung mit einer Hausmarke, die einen Kessel zeigt und 1492 datiert ist. Der Fachwerkaufbau dürfte aus dem 17. Jh. stammen. Geschützt nach §§ 28 (P*) DSchG |    |
| Weitere Bilder | Wohn- und Geschäftshaus                                                                  | Wimpfen am Berg, Hauptstraße 66                                     | 19. Jh.                | Dreigeschossiger giebelständiger verputzter Fachwerkbau mit massivem Erdgeschoss aus Quadersteinen mit Ladeneinbau und Satteldach. Das Haus wurde als eines der wenigen Gebäude in der Hauptstraße erst im 19. Jh. errichtet und hat dokumentarischen Wert als Geschäftshaus jener Zeit. In den Bauakten ist für 1888 ein Um- oder Neubau vermerkt, der sich möglicherweise auf jenes Haus bezieht. Geschützt nach § 2 DSchG |    |
| Weitere Bilder | Wohn- und Geschäftshaus                                                                  | Wimpfen am Berg, Hauptstraße 67                                     | 16. Jh.                | Dreigeschossiger Fachwerkbau in Ecklage mit massivem Erdgeschoss mit Ladeneinbau und Satteldach. Das Erdgeschoss mit geohrten Tür- und Schaufenstergewänden sowie Hausmarke mit Pelikan über der Tür wurde wohl im 18. Jh. verändert. Ebenfalls zu jener Zeit entstand der große Anbau hinter dem Haus, der in Fachwerkbauweise über massivem Erdgeschoss mit zwei Korbbogentoren und abgewalmtem Satteldach errichtet wurde und am Keilstein 1779 bezeichnet ist. Das Gebäude dokumentiert gleichermaßen den frühneuzeitlichen Fachwerkbau, die barocke Umgestaltung eines Geschäftshauses und am Hinterhaus mit seiner schrägen zweiten Einfahrt den Bedarf nach großen Wirtschaftsgebäuden und die bauliche Enge der Kernstadt. Geschützt nach § 2 DSchG |    |
| Weitere Bilder | Wohn- und Geschäftshaus (Erhaltenswertes Gebäude)                                        | Wimpfen am Berg, Hauptstraße 68                                     | 16./18./19. Jh.        | Dreigeschossiger giebelständiger verputzter Fachwerkbau mit Schaufenstern im Erd- und Obergeschoss sowie Satteldach. Die Ladeneinbauten sind mit dem Gebäude Hauptstraße 70 zusammengefasst. Erhaltenswertes Gebäude innerhalb der Gesamtanlage gem. § 19 DSchG. |    |
| Weitere Bilder | Gasthaus Krone                                                                           | Wimpfen am Berg, Hauptstraße 69                                     | 1535/1549              | Viergeschossiger Fachwerkbau in Ecklage mit zur Hauptstraße massivem Erdgeschoss und vorkragenden Obergeschossen und Halbwalmdach. Das Gebäude wurde 1955/56 modernisiert, wobei damals der Ladeneinbau im Erdgeschoss entstand und Wohnungen in den Obergeschossen eingerichtet wurden. Geschützt nach § 28 DSchG |    |
| Weitere Bilder | Wohn- und Geschäftshaus                                                                  | Wimpfen am Berg, Hauptstraße 70                                     | um 1830                | Dreigeschossiger Putzbau in Ecklage mit massivem Erdgeschoss mit Eckpilastern, Schaufenstern im Erdgeschoss und Obergeschoss, vorkragendem zweiten Obergeschoss und Satteldach mit Schleppgauben. Das Gebäude stammt im Kern wohl noch aus dem 16. Jh., erhielt seine heutige Gestalt aber erst um 1830. Die Ladeneinbauten sind mit dem Nachbargebäude Hauptstraße 68 verbunden. Geschützt nach §§ 28 (2) DSchG |    |
| Weitere Bilder | Wohn- und Geschäftshaus (Erhaltenswertes Gebäude)                                        | Wimpfen am Berg, Hauptstraße 72                                     | 17./18. Jh.            | Dreigeschossiger giebelständiger verputzter Fachwerkbau mit Satteldach auf sehr kleiner Parzelle. Im Kern evtl. noch aus dem 16. Jh. Erhaltenswertes Gebäude innerhalb der Gesamtanlage gem. § 19 DSchG. |    |
| Weitere Bilder | Wohn- und Geschäftshaus                                                                  | Wimpfen am Berg, Hauptstraße 73                                     | 18. Jh.                | Dreigeschossiger giebelständiger verputzter Fachwerkbau mit massivem Erdgeschoss mit Ladeneinbau, in den Obergeschossen Doppelfenster mit geohrten Rahmungen, Satteldach. Geschützt nach §§ 28 (2) DSchG |    |
| Weitere Bilder | Weinstube Feyerabend                                                                     | Wimpfen am Berg, Hauptstraße 74                                     | 1563                   | Dreigeschossiger Putzbau in Ecklage, mit teilweise bis ins zweite Obergeschoss reichender Eckquaderung, zur Salzgasse hin teils rundbogigen Fenstern, an der Giebelseite zur Salzgasse hin mit reich mit floralen Motiven, Fabelwesen sowie zwei halbmondförmigen Neidköpfen verziertem Steinerker, über Steinknaggen zur Hauptstraße hin vorkragendem zweiten Obergeschoss, Fachwerkgiebel und Satteldach mit Schleppgauben. Am Erker bezeichnet 1534. Der Erker wurde 1968 renoviert, umfassende Sanierungsmaßnahmen des gesamten Gebäudes fanden 2003/04 statt, wobei das als Restaurant und Bäckerei genutzte Anwesen im Inneren mit dem Nachbarhaus Hauptstraße 76 verbunden wurde. Geschützt nach § 28 DSchG |    |
| Weitere Bilder | Wohn- und Geschäftshaus                                                                  | Wimpfen am Berg, Hauptstraße 75                                     | 1798                   | Dreigeschossiger giebelständiger verputzter Fachwerkbau mit massivem Erdgeschoss mit korbbogigen Tür- und Schaufenstergewänden, vorkragenden Obergeschossen und Satteldach. Datiert 1798, im Kern aber sicher älter. Geschützt nach § 2 DSchG |    |
| Weitere Bilder | Wohnhaus und Café                                                                        | Wimpfen am Berg, Hauptstraße 76                                     | 15./16. Jh.            | Dreigeschossiger giebelständiger verputzter Fachwerkbau mit massivem Erdgeschoss und vorkragenden Obergeschossen und Satteldach. Seit 2005 im Innern mit dem Nachbargebäude Hauptstraße 74 (Weinstube Feyerabend) verbunden und für dessen Gastronomiebetrieb mitgenutzt. Geschützt nach §§ 28 (2) DSchG |    |
| Weitere Bilder | Wohnhaus, Bank                                                                           | Wimpfen am Berg, Hauptstraße 77                                     | 16. Jh.                | Dreigeschossiger giebelständiger Fachwerkbau mit massivem Erdgeschoss mit eingezogenem Eingangsbereich, reich verziertem Fachwerk mit vorkragenden Obergeschossen, Erker am zweiten Obergeschoss und Satteldach. Die Fassade ist im Fachwerkbereich noch bauzeitlich, das Erdgeschoss wurde 1977 zur Bank umgebaut. Das ebenfalls von der Bank genutzte rechte Nachbargebäude Hauptstraße 79 wurde dem Gebäude Nr. 77 nachempfunden. Geschützt nach § 2 DSchG |    |
| Weitere Bilder | Wohnhaus                                                                                 | Wimpfen am Berg, Hauptstraße 78                                     | 1822                   | Dreigeschossiger giebelständiger verputzter Fachwerkbau mit massivem Erdgeschoss mit vergrößerten Fenstern, vorkragendem Giebel, rundbogigen ehemaligen Aufzugsluken im Giebel und Satteldach. Am Türsturz bezeichnet 1822, im Kern aber sicher älter. Geschützt nach § 2 DSchG |    |
| Weitere Bilder | Wohn- und Geschäftshaus (Erhaltenswertes Gebäude)                                        | Wimpfen am Berg, Hauptstraße 80                                     | 18./19. Jh.            | Dreigeschossiger giebelständiger verputzter Fachwerkbau mit massivem Erdgeschoss und fachwerksichtigem Giebel mit Satteldach mit Krüppelwalm. Das Fachwerk scheint historisierend erneuert worden zu sein, der Ladeneinbau im Erdgeschoss wurde vor kurzem modernisiert. Erhaltenswertes Gebäude innerhalb der Gesamtanlage gem. § 19 DSchG. |    |
| Weitere Bilder | Wohn- und Geschäftshaus                                                                  | Wimpfen am Berg, Hauptstraße 81                                     | 18. Jh.                | Dreigeschossiger Fachwerkbau mit massivem Erdgeschoss mit modernem Ladeneinbau, leicht vorkragenden Fachwerkgeschossen und Satteldach. Einst zugehörig war ein 1983 abgerissenes Hintergebäude. Das zwischen 1700 und 1750 erbaute Gebäude hat dokumentarischen Wert für den symmetriebetonten Fachwerkbau des 18. Jhds. Geschützt nach § 2 DSchG |    |
| Weitere Bilder | Wohnhaus und Gaststätte                                                                  | Wimpfen am Berg, Hauptstraße 82                                     | 1520, 18. Jh.          | Zweigeschossiger Fachwerkbau in Ecklage mit hohem massivem Sockel mit korbbogigem Kellertor und stichbogiger Eingangstür sowie Satteldach. Die östliche Traufwand zum Gebäude Hauptstraße 80 ist als massive Brandwand ausgeführt. Bezeichnet 1781 am Keilstein der Tür. Zugehörig der rückwärtige Anbau, der am Keilstein seines korbbogigen Einfahrtstores 1789 bezeichnet ist. Das Hauptgebäude stammt im Kern von 1520. Das Fachwerk des Anwesens wurde 1994/98 freigelegt, das Anwesen dabei für Gaststättenbetrieb umgebaut, im Hinterhaus hat man Wohnungen eingebaut. Geschützt nach § 2 DSchG |    |
| Weitere Bilder | Haus Dautel                                                                              | Wimpfen am Berg, Hauptstraße 83                                     | um 1500                | Dreigeschossiger Fachwerkbau mit massivem Erdgeschoss mit modernem Ladeneinbau, vorkragendem Fachwerk, Satteldach rückwärtig mit Halbwalm. Neben dem Alten Spital eines der ältesten Gebäude in der Reihe von giebelständigen Fachwerkhäusern auf der Südseite der oberen Hauptstraße. Zugehörig ein Nebengebäude zur Langgasse mit Halbgiebeldach, massivem Erdgeschoss und Fachwerkaufbau aus dem 19. Jh. Geschützt nach §§ 28 (P*) DSchG |    |
| Weitere Bilder | Gaststätte Grüner Baum                                                                   | Wimpfen am Berg, Hauptstraße 84                                     | 1555/1558              | Zweigeschossiger verputzter Fachwerkbau in Ecklage mit hohem Sockelgeschoss mit bauzeitlichen Schaufenstern bezeichnet 1558, massivem Erdgeschoss mit profilierten Tür- und Fenstergewänden sowie Vorbau mit 1555 bezeichnetem Kellertor, Mansardwalmdach. Im Dreiecksgiebel am Sturz des Fensters auf der Ostseite, links und rechts über dem Türsturz sowie im Rundbogen zum Keller befinden sich steinerne Neidköpfe, die stilistisch mit denen am Haus Hauptstraße 74 verwandt sind und vom selben Steinmetz gearbeitet worden sein könnten. An der westlichen Traufwand verläuft die Stadtmauer aus dem 13. Jh. Zugehörig ist die 1990 zu Wohnungen umgebaute rückwärtige Fachwerkscheune mit massivem Unterbau aus dem 19. Jh., in dessen Fassade einst eine Groteskfigur aus dem 16. Jh. eingelassen war, die man inzwischen ins Museum verbracht und durch eine moderne Figur ersetzt hat. Geschützt nach § 28 DSchG |    |
| Weitere Bilder | Wohn- und Geschäftshaus                                                                  | Wimpfen am Berg, Hauptstraße 85                                     | 16. Jh.                | Dreigeschossiger Fachwerkbau mit massivem Erdgeschoss mit modernem Ladeneinbau, vorkragenden Fachwerkgeschossen, korbbogigen Fenstern im Giebel und Satteldach. Zugehörig ein rückwärtiges dreigeschossiges Fachwerkgebäude mit massivem Erdgeschoss und korbbogigem Einfahrtstor, korbbogiger Aufzugsluke im Giebel. Haupt- und Hinterhaus sind durch einen Zwischenbau verbunden, der vom Aufbau her auf einen Laubengang zurückgehen könnte. Die Fassade zur Hauptstraße wurde 1976 und 1989 saniert, die Fassade zur Langgasse 1991. Der Baukomplex ist an einem Türsturz bezeichnet 1810, im Kern aber sicher älter. Auf der Freifläche neben dem Anwesen befand sich das 2003 niedergebrannte Gasthaus Sonne. Geschützt nach § 2 DSchG |    |
| Weitere Bilder | Doppelhaus, Wohn- und Geschäftshaus                                                      | Wimpfen am Berg, Hauptstraße 86                                     | 18. Jh.                | Zweigeschossiger Fachwerkbau in Ecklage mit massivem hohen Erdgeschoss mit profilierten Tür- und Fenstergewänden, doppelläufiger Freitreppe und Ladeneinbau sowie Halbwalmdach mit breiten Schleppgauben. Das Gebäude wurde im 18. Jh. als Doppelhaus im ehemaligen Stadtgraben direkt außerhalb der Stadtmauer errichtet, später zu einem Haus vereinigt und nach Norden um einen Scheunenanbau erweitert. Die Bezeichnung 1823 an einem der Keilsteine rührt von einer Erweiterung bzw. einem Umbau her, der Laden zur Hauptstraße wurde 1912 eingerichtet. Bei der Sanierung 2002 wurde der rückwärtige Scheunenteil zu Wohnzwecken ausgebaut und erhielt einen weiteren Ladeneinbau. Das Gebäude dokumentiert die neuzeitliche Stadterweiterung über die Stadtmauer hinaus. Geschützt nach §§ 28 (2) DSchG |    |
| Weitere Bilder | Gasthaus Hirsch                                                                          | Wimpfen am Berg, Hauptstraße 88                                     | 18. Jh.                | Zweigeschossiger Putzbau in Ecklage mit hohem unverputzten Sockel aus Bruchsteinen, doppelläufiger Freitreppe, Eingangstür mit Rundbogengewände, Ecklisenen und Halbwalmdach mit Zwerchhaus zur Hauptstraße. Das Gebäude ist von mehreren zeitgleich errichteten Nebengebäuden umgeben, das Zwerchhaus wurde im 19. Jh. aufgesetzt. Das zwischen innerem und äußerem Speyrer Tor gelegene Gebäude dokumentiert die Stadterweiterung und das Wimpfener Gasthauswesen im 18. und 19. Jh. Geschützt nach §§ 28 (2) DSchG |    |
| Weitere Bilder | Wohnhaus                                                                                 | Wimpfen am Berg, Hauptstraße 90                                     | um 1860                | Zweigeschossiger Putzbau in Ecklage mit doppelläufiger Freitreppe und kleinem Balkon sowie Zwerchhaus zur Hauptstraße und Satteldach. Erbaut um 1860 neben dem abgerissenen äußeren Speyrer Tor dokumentiert das Gebäude die Überwindung der alten Stadtgrenzen sowie den klassizistisch inspirierten Wohnbau des 19. Jhds. Geschützt nach § 2 DSchG |    |
| Weitere Bilder | Adlerbrunnen (Storchenbrunnen)                                                           | Wimpfen am Berg, Hauptstraße 70 (bei, Flstnr. 301)                  | 1576                   | Säulenbrunnen mit quadratischem Brunnenkasten in abgesenkter Lage im Winkel von Hauptstraße und Salzgasse. Auf der Sandstein-Brunnensäule sitzt ein schmiedeeiserner Adler mit Schlüssel im Schnabel auf einer Kugel. Die Brunnensäule ist bezeichnet 1576, der Adler wurde um 1900 durch eine Kopie ersetzt. Die Ummauerung der Brunnenanlage lässt einen alten breiten Gewölbebogen zur Salzgasse hin erkennen. Geschützt nach § 28 DSchG |    |
| Weitere Bilder | Löwenbrunnen                                                                             | Wimpfen am Berg, Hauptstraße 46 (bei, Flstnr. 301)                  | um 1600                | Säulenbrunnen mit quadratischem Becken vor einer doppelläufigen Treppenanlage. Die mit Ornamenten und Putten verzierte Brunnensäule krönt eine sitzende Löwenfigur aus Sandstein mit zwei Wappen. Die Brunnenfigur ist eine Kopie des Originals um 1600. Geschützt nach § 28 DSchG |    |
| Weitere Bilder | Wohnhaus (Erhaltenswertes Gebäude)                                                       | Wimpfen am Berg, Kirchgasse 2                                       | 17./18. Jh.            | Dreigeschossiger Fachwerkbau mit massivem Erdgeschoss mit Eckquaderung, leicht vorkragenden Fachwerkgeschossen und Walmdach. Dach und Erdgeschoss wurden wohl im 18. Jh. verändert, das Gebäude dürfte im Kern jedoch noch frühneuzeitlich sein. Erhaltenswertes Gebäude innerhalb der Gesamtanlage gem. § 19 DSchG. |    |
| Weitere Bilder | Wohnhaus                                                                                 | Wimpfen am Berg, Kirchgasse 10                                      | 17./18. Jh.            | Zweigeschossiger verputzter Fachwerkbau in Ecklage mit massivem Erdgeschoss und schrägem Vorstoß des Obergeschosses zur Kirchgasse hin sowie Halbwalmdach. Zum Gebäude gehörte einst die westlich davon befindliche Scheune in der Mathildenbadstraße 15. Geschützt nach § 2 DSchG |    |
| Weitere Bilder | Scheune                                                                                  | Wimpfen am Berg, Kirchgasse 17                                      | 1785                   | Unverputzte Scheune mit massivem Unterbau aus Bruchsteinen, Korbbogen-Toreinfahrt und Fachwerkgiebel sowie zur Straße hin halb abgewalmtem Satteldach. Bezeichnet 1785 am Keilstein der Toreinfahrt. Zugehörig der erhaltenswerte historische Garten (Flstnr. 468) westlich der Scheune. Garten und Scheune dokumentieren die einstige landwirtschaftliche Nutzung des Areals westlich der Stadtkirche. Geschützt nach § 2 DSchG |    |
| Weitere Bilder | Evangelische Stadtkirche St. Marien                                                      | Wimpfen am Berg, Kirchplatz 1                                       | 13./15./16. Jh.        | Die Stadtkirche wurde an der Stelle einer vorstaufischen Kirche vom 13. bis zum 15. Jh. als dreischiffiger Hallenbau mit nach Osten gerichtetem Chor, Sakristei und den zu beiden Seiten des Chores aufragenden schlanken Türmen erbaut. Die Turmsockel zeigen noch romanische Stilmerkmale, der Chor wurde im späten 13. Jh. erneuert, die Sakristei 1468 ergänzt und das Langhaus von 1489 bis 1516 erneuert. Die Türme hat man 1512 bzw. 1523 erhöht. In der Kirche haben sich bedeutende Altäre und weitere historische Ausstattungselemente erhalten. Die Kirche hat großen Wert für die Stadt- und Kirchengeschichte Wimpfens und prägt maßgeblich die Stadtsilhouette. Geschützt nach § 28 DSchG |    |
| Weitere Bilder | Beinhaus (Michaelskapelle), Wohnhaus                                                     | Wimpfen am Berg, Kirchplatz 1 (bei, Flstnr. 498)                    | spätes Mittelalter     | Eingeschossiges Gebäude mit massivem Erdgeschoss aus Bruchsteinen und Fachwerkaufbau mit Mansarddach mit Stehgauben. Mit Rundbogentor in der Traufseite und spitzbogiger Tür in der Giebelseite. Das Gebäude wurde im späten Mittelalter als Beinhaus errichtet und bis zur Aufhebung des bei der Kirche gelegenen Friedhofs als solches genutzt. Der Dachaufbau stammt aus dem 18. Jh., das Obergeschoss wurde einst von Bedürftigen bewohnt. Um 1900 diente das Gebäude als Maschinenhaus der Kirchenheizung. Geschützt nach § 2 DSchG |    |
| Weitere Bilder | Kreuzigungsgruppe (Kalvarienberg), „Backoffengruppe“                                     | Wimpfen am Berg, Kirchplatz 2 (bei, Flstnr. 496)                    | 1509/1519              | Überlebensgroße Kreuzigungsgruppe aus Vulkantuff, die zwischen 1509 und 1519 der Bürgermeister Hans Koberer gestiftet und der Bildhauer Hans Backoffen ausgeführt hat. Vom Figurenensemble erhalten sind Christus und die Schächer am Kreuz sowie links zu Füßen des Kreuzes Maria und Maria Magdalena. Eine einstmals zugehörige Figur des Johannes an der rechten Seite des Kreuzes Jesu fehlt. Die Gruppe war einst farbig gefasst und erhielt 1551 ein Gehäuse zum Schutz vor der Witterung. Das Schutzgehäuse wurde 1903/04 erneuert, das gesamte Ensemble ab 1990 gesichert und restauriert. Geschützt nach § 28 DSchG |    |
| Weitere Bilder | Doppelhaus                                                                               | Wimpfen am Berg, Kirchplatz 3, 4                                    | 15. Jh.                | Dreigeschossiges Fachwerk-Doppelhaus in Ecklage mit massivem Erdgeschoss und vorkragendem zweiten Fachwerkgeschoss, in den Giebeln rundbogige Aufzugsluken, Satteldach, am Südgiebel mit Halbwalm. Der Südflügel stammt wohl noch aus dem 15. Jh., während der Nordflügel erst im 16. Jh. erbaut wurde. Das Gebäude dokumentiert die bauliche Umgrenzung des Kirchhofs und die Fachwerkbauweise des ausgehenden Mittelalters. Zugehörig der erhaltenswerte Garten nördlich des Gebäudes, der sich bis in den Bereich des Anwesens Mathildenbadstraße 9 erstreckt. Geschützt nach § 2 DSchG |    |
| Weitere Bilder | Doppelhaus (Erhaltenswertes Gebäude)                                                     | Wimpfen am Berg, Kleine Klostergasse 4, 6                           | 17./18./19. Jh.        | Zweigeschossiger Putzbau mit Satteldach, Ostflügel (Nr. 6) im Kern aus dem 17./18. Jh. mit massivem Sockelgeschoss und Fachwerkaufbau, Westflügel (Nr. 4) im 19. Jh. massiv erbaut. Das Gebäude dokumentiert die lockere Bauweise am alten südwestlichen Stadtrand und die historische Bauweise der niederen Bevölkerungsschicht. Erhaltenswertes Gebäude innerhalb der Gesamtanlage gem. § 19 DSchG. |    |
|                | Gärten (Erhaltenswerte Grün- und Freifläche)                                             | Wimpfen am Berg, Kleine Klostergasse Flstnr. 808, 809               | n.n.                   | Die bereits im 19. Jh. bestehenden Gärten sind charakteristisch für die einst landwirtschaftlich geprägte Bebauung am südwestlichen Rand der Altstadt. Erhaltenswerte Grün- und Freifläche innerhalb der Gesamtanlage gem. § 19 DSchG. |    |
| Weitere Bilder | Wohnhaus                                                                                 | Wimpfen am Berg, Klostergasse 1                                     | 18. Jh.                | Dreigeschossiger Fachwerkbau in giebelständiger Hanglage mit massivem Erdgeschoss mit rundbogigem Kellertor und Türgewände mit Oberlicht, konstruktivem Fachwerk, stichbogiger Aufzugsluke im Giebel und Halbwalmdach. Das Gebäude wurde 1980 modernisiert und ist ein Beispiel für den barocken Fachwerkbau der gehobenen Schicht. Geschützt nach § 2 DSchG |    |
| Weitere Bilder | Doppelhaus                                                                               | Wimpfen am Berg, Klostergasse 2                                     | 1588                   | Dreigeschossiger Fachwerkbau in Eck- und Hanglage mit hohem massiven Sockel- und Erdgeschoss mit Eckquaderung und Kellereingang, teils profiliertem vorkragenden Fachwerk und Satteldach mit Schleppgaube. Am Eckständer des Erdgeschosses bezeichnet 1588. Das Fachwerk wurde in der ersten Hälfte des 20. Jhds. freigelegt, die Fassade wurde 1978 saniert, das Dachgeschoss 1998 ausgebaut. Geschützt nach § 2 DSchG |    |
| Weitere Bilder | Wohnhaus                                                                                 | Wimpfen am Berg, Klostergasse 3                                     | 1589                   | Dreigeschossiger traufständiger Fachwerkbau in Hanglage, mit massivem Erdgeschoss mit Rundbogen-Toreinfahrt, Rundbogen-Kellertor und Satteldach mit Schleppgauben. Das Erdgeschoss ist am Schlussstein der Tordurchfahrt bezeichnet 1589, die Bezeichnung 1774 am Keller markiert wohl eine Erneuerung des Gebäudes mit Neubau des Fachwerkaufbaus. Das Gebäude wurde 1978/85 saniert, das Dachgeschoss wurde 2000 ausgebaut. Zugehörig ist ein Hinterhaus aus dem 17./18. Jh. mit zweigeschossiger Fachwerk-Galerie. Geschützt nach § 28 DSchG |    |
| Weitere Bilder | Wohnhaus                                                                                 | Wimpfen am Berg, Klostergasse 4                                     | 19. Jh.                | Zweigeschossiger giebelständiger Putzbau mit Rundbogen-Kellertor und Satteldach. Während der Keller noch aus dem 16. Jh. stammt, wurde das Haus im Wesentlichen im 19. Jh. erneuert. Im Giebelbereich ist wohl noch Fachwerk zu finden. Das Gebäude dokumentiert den schlichten Wohnhausbau des 19. Jhds. mit älterem Kern. Geschützt nach § 2 DSchG |    |
| Weitere Bilder | Wohnhaus                                                                                 | Wimpfen am Berg, Klostergasse 5                                     | 18./19. Jh.            | Dreigeschossiger traufständiger Fachwerkbau in Hanglage mit massivem Erdgeschoss mit Ladeneinbau, konstruktivem Fachwerk und abgewalmtem Satteldach. Zugehörig ein zweigeschossiger Anbau auf der Westseite. Erbaut im 18. oder 19. Jh., im Kern wohl älter. Geschützt nach § 2 DSchG |    |
| Weitere Bilder | Wohnhaus                                                                                 | Wimpfen am Berg, Klostergasse 6                                     | 17./18. Jh.            | Zweigeschossiger giebelständiger Fachwerkbau in Hanglage mit hohem massivem Erdgeschoss mit rundbogigem Kellertor, korbbogiger Durchfahrt, Eckquaderung, vorkragendem Fachwerkaufbau und Satteldach. Geschützt nach §§ 28 (2) DSchG |    |
| Weitere Bilder | Alte Badstube mit Brunnenhaus, Doppelhaus                                                | Wimpfen am Berg, Klostergasse 7, 9                                  | 1534                   | Gebäudekomplex in Hanglage aus traufständigem zweigeschossigen Fachwerkhaus mit massivem Erdgeschoss, vorstoßendem Obergeschoss und Satteldach mit Gauben, am Fenstergewände im Erdgeschoss bezeichnet 1534 (Nr. 7) und eingeschossigem Fachwerkhaus in Ecklage mit hohem massiven Sockelgeschoss, vorkragenden Fachwerkgeschossen zur Dominikanergasse, Stubenerker, abgewalmtem Satteldach (Nr. 9) und an der Traufseite zwischen beiden Gebäuden angebautem Brunnenhaus mit massivem Bruchsteinunterbau mit Brunnenstube und offener Holzloggia mit Treppenaufgang zur Eingangstür. Geschützt nach § 28 DSchG |    |
| Weitere Bilder | Gasthof Dominikaner                                                                      | Wimpfen am Berg, Klostergasse 8                                     | 1517                   | Dreigeschossiger giebelständiger Fachwerkbau in Hanglage mit massivem Erdgeschoss mit rechteckiger Toreinfahrt, vorkragender Fachwerkaufbau mit verzierten Steinkonsolen, korbbogiger Aufzugsluke im Giebel und Satteldach mit Schleppgauben. An einer Konsole bezeichnet 1517. Das Gebäude wurde von 1988 bis 1991 saniert. Geschützt nach § 2 DSchG |    |
| Weitere Bilder | Ehrenberghaus                                                                            | Wimpfen am Berg, Klostergasse 10                                    | 1451                   | Dreigeschossiger Fachwerkbau in Eck- und Hanglage mit massivem Bruchsteinsockel, abgeschrägter Ecke zur Schafgasse, vorkragendem Fachwerkaufbau und Halbwalmdach. Bezeichnet 1451 an einer Knagge. Das im oberen Bereich der Klostergasse gelegene Gebäude ist ein ehemaliges Stadthaus der Herren von Ehrenberg und dokumentiert den spätmittelalterlichen Hausbau in Wimpfen. Der als erhaltenswert eingestufte angrenzende Garten (Flstnr. 801) ist eine Baulücke aus dem Dreißigjährigen Krieg. Am Gebäude ist das Allianzwappen Schlatt/Ehrenberg wie auf dem Epitaph der Anna von Ehrenberg in der benachbarten Dominikanerkirche zu sehen. Wahrscheinlich handelte es sich um deren Stadthaus, das 1458 als eines von zwei Gebäuden hinter der Badstube von den Ehrenberg an die Dominikaner kam. 1473 haben die Dominikaner die Gebäude wieder verkauft, 1645 wurde eines der Gebäude im Dreißigjährigen Krieg zerstört. Geschützt nach § 28 DSchG |    |
| Weitere Bilder | Scheune, Wohnhaus                                                                        | Wimpfen am Berg, Klostergasse 14                                    | 19. Jh.                | Zweigeschossiger Fachwerkbau in Hanglage, mit massivem Sockel mit rechtwinkliger Toreinfahrt, konstruktivem Fachwerk und Satteldach. Das Gebäude gehörte einst als Scheune zum Anwesen Klostergasse 16, der Umbau zum Wohnhaus erfolgte im 20. Jh., 1996 wurde das Gebäude saniert. Der östlich und nördlich angrenzende Garten (Flstnr. 821) ist als erhaltenswert eingestuft. Geschützt nach § 2 DSchG |    |
| Weitere Bilder | Dominikanerkirche, Katholische Pfarrkirche zum Hl. Kreuz                                 | Wimpfen am Berg, Klostergasse 15                                    | 13./14. Jh.            | Erbaut zwischen 1273 und dem frühen 14. Jh. als Dominikaner-Klosterkirche. Saalbau mit eingezogenem Langchor mit hohen Maßwerkfenstern, massives Langhaus mit doppelter Fensterreihe. Das Langhaus wurde 1713 erhöht, anschließend hat man die Kirche im Inneren barockisiert. Seit Aufhebung des Klosters im frühen 19. Jh. katholische Stadtkirche. Geschützt nach § 28 DSchG |    |
| Weitere Bilder | Wohnhaus                                                                                 | Wimpfen am Berg, Klostergasse 16                                    | 16. Jh.                | Zweigeschossiger Fachwerkbau mit hohem massivem Sockel und Erdgeschoss, giebelseitig vorkragendem Fachwerkaufbau und Satteldach. Am Giebel mit profilierten Knaggen und Neidkopf. Geschützt nach §§ 28 (2) DSchG |    |
| Weitere Bilder | Wohnhaus                                                                                 | Wimpfen am Berg, Kronengäßchen 2                                    | 1549                   | Dreigeschossiger Fachwerkbau in Ecklage mit hohem massiven Erdgeschoss mit Eckquaderung und Rundbogentor, vorkragendes Fachwerk, zweigeschossigem Balkon an der Traufseite und Satteldach. Am Keilstein der Toreinfahrt bezeichnet 1549. Das Gebäude wurde 1980 modernisiert, danach beherbergte es längere Zeit ein privates Glücksschweinmuseum. Geschützt nach §§ 28 (2) DSchG |    |
| Weitere Bilder | Wappen                                                                                   | Wimpfen am Berg, Langgasse 1                                        | 1787                   | Farbig gefasstes Wappen des Vorgängerbauwerks mit Inschrift „Johannes Denner 1787“ über der Tür eines ansonsten neu errichteten Bankgebäudes von 1976. Geschützt nach § 2 DSchG |    |
| Weitere Bilder | Konventshaus des Hospitals zum Hl. Geist                                                 | Wimpfen am Berg, Langgasse 2                                        | 1775                   | Dreigeschossiger massiver Putzbau mit Halbwalmdach. Zur Langgasse weist die Giebelseite eine Gliederung mit Hausteinen sowie profilierten und vermauerten Torgewänden, Eckpilaster mit ionischen Kapitellen und eine schmuckvolle Holztür mit Oberlicht auf. Die Geschossfenster haben geohrte Gewände, der Giebel mit einfacheren Fenstern ist durch ein profiliertes Steingesims abgesetzt. Das Gebäude wurde 1775 als Konventsgesbäude für das Heilig-Geist-Spital errichtet und enthält möglicherweise im Kern noch ältere Bauteile eines Vorgängerbaus, da die Baumaßnahmen von 1775 als Umbau überliefert sind. Nach der Aufhebung des Spitals 1803 wurden Mietwohnungen in dem Gebäude eingerichtet. 1976 hat man das Gebäude umfassend saniert, heute sind darin Vereinsräume und das Ödenburger Heimatmuseum untergebracht. Geschützt nach § 28 DSchG |    |
| Weitere Bilder | Haus Höckl, Hotel Sonne                                                                  | Wimpfen am Berg, Langgasse 3                                        | 15. Jh.                | Dreigeschossiger Fachwerkbau mit teilweise massivem Erdgeschoss, breiter Eingangstür mit Kielbogen, bis zu fünfmal vorkragendem Fachwerk und Satteldach mit Krüppelwalm. Nach Norden befindet sich ein zweigeschossiger Fachwerk-Anbau mit massivem Erdgeschoss mit Kielbogen-Türgewände und spitzbogiger Einfahrt, vorkragendem Fachwerk und spitzem Satteldach. Das Hauptgebäude wurde im 15. Jh. erbaut, der Anbau im 16. Jh. Das gesamte Anwesen wurde 1978 bis 1980 saniert, dabei wurde auch das Fachwerk freigelegt. Geschützt nach § 28 DSchG |    |
| Weitere Bilder | Wohnhaus                                                                                 | Wimpfen am Berg, Langgasse 4                                        | 1802                   | Dreigeschossiger Fachwerkbau in Ecklage mit massivem Erdgeschoss mit Eckquaderung, rechteckiger Toreinfahrt und profilierten Tür- und Fenstergewänden, nicht vorkragendem Fachwerk und Satteldach. Am Keilstein der Tür bezeichnet 1802, im Kern aber wohl älter. Nach Westen ist ein niedrigeres Fachwerk-Wirtschaftsgebäude ähnlichen Alters angebaut. Geschützt nach § 2 DSchG |    |
| Weitere Bilder | Haus Koberer, „Riesenhaus“                                                               | Wimpfen am Berg, Langgasse 5                                        | 1. Hälfte 16. Jh.      | Dreigeschossiges Fachwerkhaus mit großem Gewölbekeller, massivem Erdgeschoss mit rechteckiger Einfahrt, großer Halle, Eckquaderung, Rundbogen-Kellertor und gekehlten Doppelfenstern, mit sechsfach vorkragendem Fachwerkaufbau, drei übereinander befindliche rechtwinklige ehemalige Aufzugsluken im Giebel, Satteldach mit Schleppgauben. Im Innern haben sich Reste von Wand- und Deckenmalereien erhalten. Das Gebäude ist das höchste Fachwerkhaus in Wimpfen und wurde im 16. Jh. von der Patrizierfamilie Koberer erbaut. Das Gebäude zählt zur hochwertigen Bebauung an der platzartig geweiteten Gabelung von Klostergasse und Langgasse hinter dem Alten Spital. Geschützt nach § 28 DSchG |    |
| Weitere Bilder | Wohnhaus                                                                                 | Wimpfen am Berg, Langgasse 6                                        | 16./17. Jh.            | Dreigeschossiger verputzter Fachwerkbau mit massivem Erdgeschoss, rechteckiger Toreinfahrt, Korbbogen-Kellertor, vorkragendem Fachwerkaufbau und Satteldach mit Schleppgauben. Im Kern stammt das Gebäude aus dem 16. oder 17. Jh. Geschützt nach § 2 DSchG |    |
| Weitere Bilder | Dreifachscheune, Wohnhaus                                                                | Wimpfen am Berg, Langgasse 12, 14, 16                               | 1779                   | Dreiteiliger Fachwerkbau mit massivem Erdgeschoss und verschiedenen rund- und korbbogigen sowie rechteckigen Toreinfahrten, darüber Fachwerkgeschoss und Satteldach mit Schleppgauben. Die Sockelhöhe des rechten Gebäudeteils (Nr. 12) ist niedriger als die des restlichen Gebäudes. Neben der korbbogigen Einfahrt zu Nr. 12 ist ein Rundfenster, darüber ein wiederverwendeter Kopf aus der Renaissancezeit. Das Gebäude wurde 1994 saniert, mit Einbau von Wohnungen und Dachgeschossausbau. Das Gebäude dokumentiert gleichermaßen den ackerbürgerlichen Charakter Wimpfens und den barocken Scheunenbau im 18. Jh. Geschützt nach § 2 DSchG |    |
| Weitere Bilder | Wohnhaus                                                                                 | Wimpfen am Berg, Langgasse 17                                       | 17. Jh.                | Dreigeschossiger Fachwerkbau mit massivem Erdgeschoss mit Eckquaderung, vorkragendem Fachwerk und Satteldach mit Schleppgauben. Nach Westen hin ist ein als Garage genutzter Anbau mit Fachwerkaufbau, über den das Dach hinweggeschleppt wurde. Geschützt nach § 2 DSchG |    |
| Weitere Bilder | Scheune                                                                                  | Wimpfen am Berg, Langgasse 19                                       | 19. Jh.                | Fachwerkscheune mit massivem Erdgeschoss mit vermauerter spitzbogiger Tür und Steinschiebefenstern, konstruktiver Fachwerkaufbau mit Pultdach. Das Gebäude wurde im 19. Jh. als Scheune auf den Resten eines abgebrannten älteren Wohnhauses errichtet, im Kern sicher spätmittelalterlich. 1840/43 ist an dieser Stelle noch das alte Wohnhaus belegt, es könnte mit den angrenzenden Scheunen 1867 abgebrannt sein. Geschützt nach § 2 DSchG |    |
| Weitere Bilder | Rathaus                                                                                  | Wimpfen am Berg, Marktplatz 1                                       | 1839/40                | Dreigeschossiger massiver Putzbau mit Fassadengliederung im Rundbogenstil, Balkon am ersten Obergeschoss zum Marktplatz hin und flachem Walmdach. Das Rathaus wurde im Übergangsbereich von der Pfalz Wimpfen zur Bergstadt an der Stelle eines Vorgängerbauwerks errichtet, es markiert den Aufschwung und die Umwälzungen in der Stadt nach Einsetzen des 1835 begonnenen Kurbetriebs. Der Architekt war ein Bauaufseher Klos, ein Schüler des Darmstädter Baudirektors Georg Moller. Geschützt nach § 2 DSchG |    |
| Weitere Bilder | Wohn- und Geschäftshaus                                                                  | Wimpfen am Berg, Marktplatz 2                                       | 16./17. Jh.            | Dreigeschossiger Fachwerkbau in Ecklage mit massivem Erdgeschoss mit Ladeneinbau, rundbogigem Kellertor, leicht vorkragendem Fachwerk und Satteldach mit ehemaliger aufzugsgaube an der Seite zum Rathaus hin. Der ehemalige Scheunenteil des Gebäudes wurde im 18. Jh. erbaut und bei der Sanierung des Anwesens 1991/92 zu Wohnungen ausgebaut. Das Haus bildet den Abschluss der Bebauung des Marktrains und symbolisiert die Bauweise der gehobenen Schicht. Geschützt nach § 2 DSchG |    |
| Weitere Bilder | Hotel Weinmann                                                                           | Wimpfen am Berg, Marktplatz 3                                       | 1790                   | Zweigeschossiger Fachwerkbau in Eck- und Hanglage mit massivem hohen Eck- und Sockelgeschoss mit korbbogigen Tor- und Fenstergewänden und Mansarddach mit Stehgauben. Geschützt nach § 2 DSchG |    |
| Weitere Bilder | Hotel Weinmann                                                                           | Wimpfen am Berg, Marktplatz 4                                       | 1538                   | Dreigeschossiger traufständiger Fachwerkbau mit massivem Sockel mit spitzbogiger profilierter Tür und rundbogigem Fenster sowie Satteldach. an einem Eckpfeiler datiert 1538, sonstiger Aufbau aus dem 20. Jh. Im Innern mit dem benachbarten Hotel Weinmann verbunden. Der rechteckige Durchgang im Erdgeschoss führt zum Anwesen Marktplatz 5. Geschützt nach § 2 DSchG |    |
| Weitere Bilder | Wohnhaus (Erhaltenswertes Gebäude)                                                       | Wimpfen am Berg, Marktplatz 5                                       | 18./19. Jh.            | Zweigeschossiger Fachwerkbau mit massiver nördlicher Traufwand und Vorbau auf der Giebelseite sowie Satteldach. Im 19. Jh. war das Gebäude der Länge nach geteilt. Der heutige Baubestand stammt im Wesentlichen aus dem 18. oder 19. Jh. und verdeutlicht mit seiner Lage in zweiter Reihe am Marktplatz die Verdichtung der Kernstadt am Berg, das Gebäude ist im Kern aber schon älter. Erhaltenswertes Gebäude innerhalb der Gesamtanlage gem. § 19 DSchG. |    |
| Weitere Bilder | Wohn- und Geschäftshaus                                                                  | Wimpfen am Berg, Marktplatz 6                                       | 1265                   | Dreigeschossiger verputzter Fachwerkbau in Ecklage mit massivem Erdgeschoss mit zwei rundbogigen Türen und einem gekoppelten Doppelfenster, darüber Fachwerkaufbau und Satteldach mit Zwerchhaus. Im Zwerchhaus befinden sich übereinander zwei rundbogige Fenster, die ehemals Aufzugsluken waren. Das Erdgeschoss ist im Kern hochmittelalterlich, der Gewölbekeller wurde nachträglich eingefügt, das erste und zweite Geschoss sind aus dem 16./17. Jh., das Zwerchhaus wurde um 1800 ergänzt. Das Gebäude wurde 1995 umgebaut und saniert, dabei wurde das Dachgeschoss ausgebaut. Geschützt nach § 2 DSchG |    |
| Weitere Bilder | Ratskeller, Gasthaus Barbarossa                                                          | Wimpfen am Berg, Marktplatz 7                                       | 14. Jh.                | Dreigeschossiger Bauwerk in Ecklage im Verbund mit Marktgasse 20. Das Hauptgebäude ragt mit der Giebelseite zum Marktplatz, der westliche Hausteil ist ein massiver Putzbau aus dem 13. Jh., an den nach Osten zum Marktplatz hin 1458 ein Fachwerkbau mit massivem Erdgeschoss mit zwei spitzbogigen Steingewändetüren und zwei breiten stichbogigen Fenstern, mit vorkragenden Geschossen und Satteldach vorgebaut wurde. Im 17./18. Jh. hat man das Gebäude zum Marktgässchen hin um einen dreigeschossigen Fachwerkanbau mit Walmdach ergänzt. Das Gebäude diente wohl schon seit dem Mittelalter zu gastronomischen Zwecken, das benachbarte Gebäude Salzgasse 20 wurde wohl als Herberge errichtet. Geschützt nach § 28 DSchG |    |
| Weitere Bilder | Kohlenhandlung, Sparkasse, Wohnhaus (Erhaltenswertes Gebäude)                            | Wimpfen am Berg, Marktplatz 8                                       | um 1925                | Zweigeschossiger Putzbau mit Quaderstein-Gewänden der Fenster und des Tors im Erdgeschoss sowie Walmdach mit Gaube. Das Gebäude auf der Westseite des Marktplatzes an der Treppe zum Kirchplatz wurde 1925 als eingeschossiger Kohlenhandel errichtet und nach 1952 umgebaut, aufgestockt und mit dem Eingang vom Kirchplatz her als Geschäftshaus der Sparkasse genutzt. Erhaltenswertes Gebäude innerhalb der Gesamtanlage gem. § 19 DSchG. |    |
| Weitere Bilder | Gasthaus zum Rappen, Wohnhaus                                                            | Wimpfen am Berg, Marktplatz 9                                       | 1779                   | Dreigeschossiger Putzbau mit stichbogigen Fenstergewänden, korbbogigem und profiliertem Türgewände mit Verdachung und Rocaille sowie Mansardwalmdach. An der Rocaille bezeichnet 1779. Der hintere Teil des Haupthauses stammt im Kern von 1552, zur Sachgesamtheit gehört auch noch eine zur Stadtmauer hin gelegene Scheune mit Zwischenbau. Das Gebäude markiert den nördlichen Abschluss des Marktplatzes und dokumentiert die Bauweise der gehobenen Schicht während des späten Barock. Am Haus berichtet eine Tafel davon, dass Johann T’Serclaes von Tilly im Umfeld der Schlacht bei Wimpfen 1622 in diesem Gebäude bzw. seinem Vorgängerbau gewohnt habe. Geschützt nach § 2 DSchG |    |
| Weitere Bilder | Marktplatzbrunnen (Erhaltenswerter Bauteil)                                              | Wimpfen am Berg, Marktplatz Flstnr. 569                             | 1870                   | Säulenbrunnen mit achteckigem Sandstein-Brunnenkasten. errichtet 1870. Erhaltenswertes Bauteil innerhalb der Gesamtanlage gem. § 19 DSchG. |    |
| Weitere Bilder | Wohnhaus                                                                                 | Wimpfen am Berg, Marktrain 1                                        | 16. Jh.                | Dreigeschossiger giebelständiger teilweise verputzter Fachwerkbau mit massivem Erdgeschoss mit rundbogig verblendetem Durchgang zur Apothekergasse, vorkragendem Fachwerkgeschossen, fachwerksichtigem Giebel mit rundbogiger Aufzugsluke und Satteldach. Geschützt nach §§ 28 (2) DSchG |    |
| Weitere Bilder | Wohn- und Geschäftshaus                                                                  | Wimpfen am Berg, Marktrain 2                                        | 1850/70                | Viergeschossiger verputzter Fachwerkbau mit massivem Erdgeschoss mit Ladeneinbau, regelmäßiger Fassadengliederung und rundbogiger Aufzugsluke im Giebel und Satteldach. Im Kern aus dem 18. Jh., in seiner heutigen Gestalt wohl um 1850/70 erbaut. 1995 umfassend saniert. Geschützt nach § 2 DSchG |    |
| Weitere Bilder | Wohn- und Geschäftshaus                                                                  | Wimpfen am Berg, Marktrain 3                                        | 19. Jh.                | Dreigeschossiger Putzbau in Ecklage mit massivem Erdgeschoss mit stichbogigen Hausteinfenstergewänden, Türgewände mit Oberlicht und zum Martrain hin abgewalmtem Satteldach. Das Gebäude wurde im 19. Jh. errichtet und ist im Kern wohl älter. Die Ladenfassade im Erdgeschoss wurde im 20. Jh. historisierend umgestaltet. Geschützt nach § 2 DSchG |    |
| Weitere Bilder | Wohn- und Geschäftshaus                                                                  | Wimpfen am Berg, Marktrain 4                                        | 18./19. Jh.            | Dreigeschossiger Putzbau in Hanglage mit massivem Erdgeschoss mit rechteckigem Kellereingang, massiver Giebelseite zum Marktrain mit Naturstein-Fenstergewänden, sonst Fachwerk, und Satteldach. Erbaut um 1850, im Kern aus dem 18. Jh. 1995 umfassend saniert. Geschützt nach § 2 DSchG |    |
| Weitere Bilder | Gasthaus Zum Kräuterweible                                                               | Wimpfen am Berg, Marktrain 5                                        | 1596                   | Dreigeschossiger Fachwerkbau in Ecklage, mit massivem Erdgeschoss mit Ladeneinbau, vorkragendem Fachwerkaufbau mit Zierfachwerk und rundbogiger Aufzugsluke im Giebel und mit Satteldach. An einem in die Fassade eingelassenen Sandsteinwappen bezeichnet 1596, Steinrelief im Erdgeschoss bezeichnet 1771. Im 19. Jh. stark umgebaut, Fassadensanierungen fanden zuletzt 1971 und 1989 statt. Geschützt nach §§ 28 (2) DSchG |    |
| Weitere Bilder | Wohnhaus (Erhaltenswertes Gebäude)                                                       | Wimpfen am Berg, Marktrain 6                                        | 19./20. Jh.            | Zweigeschossiger traufständiger Putzbau in Hanglange mit Satteldach mit Zwerchhaus. Erhaltenswertes Gebäude innerhalb der Gesamtanlage gem. § 19 DSchG. |    |
| Weitere Bilder | Wohnhaus                                                                                 | Wimpfen am Berg, Marktrain 7                                        | 1739                   | Dreigeschossiger Fachwerkbau mit massivem Sockel, hölzernem Türgewände mit Oberlicht, vorkragenden Fachwerkgeschossen und Satteldach. Im Türsturz bezeichnet ICB 1730, inmitten der Beschriftung das Emblem eines Glasers, bestehend aus zwei sich kreuzenden Kröseleisen und einem Feuerkolben. Geschützt nach § 2 DSchG |    |
| Weitere Bilder | Wohn- und Geschäftshaus                                                                  | Wimpfen am Berg, Marktrain 8                                        | 18. Jh.                | Dreigeschossiges verputztes Fachwerkhaus in Hanglage mit massivem Erdgeschoss mit Ladeneinbau und Halbwalmdach. Das Gebäude stammt aus dem 18. Jh., die Ladenfassade wurde im 19. Jh. in Quadersteinen ausgeführt. Geschützt nach § 2 DSchG |    |
| Weitere Bilder | Doppelhaus (Erhaltenswertes Gebäude)                                                     | Wimpfen am Berg, Marktrain 9, 11                                    | 17./18. Jh.            | Dreigeschossiger traufständiger Fachwerkbau in Hanglage mit massivem Sockel, vorkragendem Fachwerkaufbau und Satteldach mit Schleppgauben. Die Baufuge zwischen den beiden Hausteilen lässt die ursprünglichen zwei Häuser noch erkennen. Erhaltenswertes Gebäude innerhalb der Gesamtanlage gem. § 19 DSchG. |    |
| Weitere Bilder | Wohnhaus                                                                                 | Wimpfen am Berg, Marktrain 10                                       | 18. Jh.                | Zweigeschossiger verputzter Fachwerkbau in Hanglage mit massivem Erdgeschoss mit Toreinfahrt, vorkragendem Fachwerkaufbau, doppelt rundbogiger Aufzugsluke im Giebel und Satteldach mit Krüppelwalm und Schleppgaube. Das im Kern aus dem 18. Jh. stammende Gebäude wurde nach 1848 baulich verändert. Geschützt nach § 2 DSchG |    |
| Weitere Bilder | Wohnhaus                                                                                 | Wimpfen am Berg, Marktrain 12                                       | 1462/19. Jh.           | Dreigeschossiger Fachwerkbau in Hang- und Ecklage, mit massivem Erdgeschoss mit rundbogigem Kellertor an der Giebelseite und zwei Eingängen an der Traufseite, giebelseitig vorkragenden Fachwerkgeschossen, Satteldach mit Schleppgauben. Das Kellertor ist bezeichnet 1462, der Fachwerkaufbau stammt aus der Mitte des 19. Jhds. Das Dachgeschoss wurde 1984/87 ausgebaut, damals entstanden auch die Schleppgauben. Geschützt nach § 2 DSchG |    |
| Weitere Bilder | Wohnhaus                                                                                 | Wimpfen am Berg, Marktrain 13                                       | 1726                   | Dreigeschossiger traufständiger Fachwerkbau in Hanglage mit massivem Sockel, vorkragenden Fachwerkgeschossen mit jeweils drei gekoppelten Fenstern und Satteldach mit Schleppgaube. Bezeichnet am freigelegten Eckständer HIF 1726. Das Fachwerk wurde 1970 erneuert. 1982 hat ein Brand den Oberstock und den Dachstuhl geschädigt. Der letzte Umbau des Gebäudes fand 1997 statt. Geschützt nach § 2 DSchG |    |
| Weitere Bilder | Wohnhaus                                                                                 | Wimpfen am Berg, Marktrain 14                                       | 19. Jh.                | Dreigeschossiger traufständiger Fachwerkbau mit massivem Sockel, vorkragendem Fachwerkaufbau und Satteldach. Das in der Mitte des 19. Jhds. erbaute Gebäude ist im Kern älter. 1982 wurde das Fachwerk freigelegt. Geschützt nach § 2 DSchG |    |
| Weitere Bilder | Wohnhaus                                                                                 | Wimpfen am Berg, Marktrain 15                                       | 17./18. Jh.            | Zweigeschossiger Putzbau in Eck- und Hanglage mit Rundbogen-Kellertor, steinernen Fenstergewänden im Erdgeschoss und Walmdach. Geschützt nach § 2 DSchG |    |
| Weitere Bilder | Wohnhaus                                                                                 | Wimpfen am Berg, Marktrain 16                                       | 19. Jh.                | Dreigeschossiger traufständiger verputzter Fachwerkbau in Hanglage mit massivem Sockel und vorkragenden Fachwerk-Geschossen und Satteldach. Das in der Mitte des 19. Jhds. errichtete Gebäude ist im Kern älter. Geschützt nach § 2 DSchG |    |
| Weitere Bilder | Wormser Hof                                                                              | Wimpfen am Berg, Mathildenbadstraße 2                               | um 1200                | Unregelmäßiges dreiflügeliges Anwesen, das sich u-förmig zur Stadtkirche hin öffnet. Der gesamte Komplex besteht aus sieben Baukörpern, nach Norden zum steil abfallenden Neckartal hin mit der Stadtmauer vereinigt. Das Hauptgebäude ist ein dreiteiliger dreigeschossiger Bau mit Walmdach, der größtenteils massiv errichtet und verputzt ist. Die Nordseite weist einige Doppelfenster auf. Der Ostteil des Hauptgebäudes stammt aus der Zeit um 1200, der Mittelteil aus dem dritten Viertel des 13. Jahrhunderts und der Westteil (das Kelterhaus) aus dem 15. Jahrhundert. Der zweigeschossige Ostflügel zum Marktplatz hin besteht ebenfalls aus drei Bauteilen mit Walmdach. Sein Nordteil bildete einst den Kellerabgang und stammt aus dem 15. Jahrhundert, das Torhaus im Kern aus der Mitte des 16. Jahrhunderts. Der Mittelteil des Ostflügels und Teile des Torhauses stammen aus dem frühen 18. Jahrhundert. Der dreigeschossige Westflügel mit Walmdach wurde um 1560 erbaut. Neben dem Westflügel steht durch eine Brandgasse von dem Hofkoplex getrennt die zum Wormser Hof gehörende Zehntscheuer. Die gesamte Anlage wurde um 1716 modernisiert und erhielt dadurch eine barocke Gesamterscheinung. In der nachfolgenden wechselhaften Geschichte des Bauwerks schlossen sich zahlreiche Umbauten an. Der Wormser Hof wurde zuletzt 2008/09 umfassend saniert. Das Objekt steht ggw. leer, eine öffentliche Nutzung ist im Gespräch. Geschützt nach § 28 DSchG |    |
| Weitere Bilder | Zehntscheune des Wormser Hof, Feuerwehrmagazin                                           | Wimpfen am Berg, Mathildenbadstraße 4                               | 18. Jh.                | Massiver Putzbau mit Ochsenaugen und korbbogiger Einfahrt sowie rundbogigen Eingängen an der Giebelseite, gekoppelten Fenstern an der Traufseite und Halbwalmdach. Im Kern aus dem 13. Jh., ihre heutige Gestalt erreichte die Scheune durch Umbauten des 18. Jh. Bis ins späte 19. Jh. war die Scheune von weiteren Wirtschaftsgebäuden des Wormser Hofs umgeben. Die Zehntscheune wurde 1957 zum Feuerwehrmagazin umgebaut. Geschützt nach § 2 DSchG |    |
| Weitere Bilder | Wohnhaus (Erhaltenswertes Gebäude)                                                       | Wimpfen am Berg, Mathildenbadstraße 9                               | frühes 20. Jh.         | Zweigeschossiger massiver Putzbau mit ovalen Fenstern im Giebel und Mansarddach mit Zwerchhaus. Das vom Jugendstil beeinflusste villenartige Gebäude steht exemplarisch für die Bauweise der gehobenen Schicht im frühen 20. Jh. Erhaltenswertes Gebäude innerhalb der Gesamtanlage gem. § 19 DSchG. |    |
| Weitere Bilder | Wohnhaus                                                                                 | Wimpfen am Berg, Mathildenbadstraße 13                              | 18./19. Jh.            | Zweigeschossiger Putzbau mit massivem Erdgeschoss und nach Norden abgewalmtem Satteldach. Das Gebäude stammt im Kern aus dem 16. Jh., erhielt seine heutige Gestalt durch Umbauten im 18. oder 19. Jh. Das vorgelagerte zweigeschossige Nebengebäude mit Satteldach ist als erhaltenswert eingestuft. Geschützt nach § 2 DSchG |    |
| Weitere Bilder | Scheune                                                                                  | Wimpfen am Berg, Mathildenbadstraße 15                              | Mitte 19. Jh.          | Fachwerkscheune auf massivem Bruchsteinsockel und Satteldach, mit erhaltenswertem großen ummauerten Garten (Flstnr. 446, 447, 448), der auf Baulücken aus dem Dreißigjährigen Krieg zurückgeht. Die Scheune gehörte ursprünglich wohl zum Anwesen Kirchgasse 10. Geschützt nach § 2 DSchG |    |
| Weitere Bilder | Wohn- und Geschäftshaus                                                                  | Wimpfen am Berg, Mathildenbadstraße 18                              | 17./18. Jh.            | Zweigeschossiger Putzbau mit massivem Erdgeschoss mit rundbogigem Kellertor, vorstoßendem Obergeschoss und Satteldach, im Kern aus dem 17. oder 18. Jh. Der zweigeschossige Vorbau mit Ladeneinbau und Zeltdach zur Straße wurde im frühen 20. Jh. ergänzt. Rückwärtig ist ein weiterer zweigeschossiger Anbau mit vorkragendem Obergeschoss, der im 18. oder 19. Jh. ergänzt wurde und als erhaltenswert eingestuft wird. Hinter dem Gebäude verläuft die Stadtmauer aus dem 13. Jh. Geschützt nach § 2 DSchG |    |
| Weitere Bilder | Wohnhaus (Erhaltenswertes Gebäude)                                                       | Wimpfen am Berg, Mathildenbadstraße 27                              | 1. Hälfte 19. Jh.      | Zweigeschossiger Putzbau mit Satteldach mit Schleppgauben, typisch für die schematische Bebauung des Bereichs zwischen dem inneren und dem äußeren Speyerer Tor. Erhaltenswertes Gebäude innerhalb der Gesamtanlage gem. § 19 DSchG. |    |
| Weitere Bilder | Wohnhaus und Café                                                                        | Wimpfen am Berg, Neutorstraße 4                                     | 1627                   | Zweigeschossiger Fachwerkbau in Ecklage mit massivem Erdgeschoss mit rundbogigen Tür- und Fenstergewänden und Satteldach mit Schleppgauben. Erbaut vermutlich 1627. Das Gebäude wurde mehrfach umgebaut und zuletzt 2000/2001 umfassend saniert. Rückwärtig angebaut ist ein zweigeschossiger Fachwerkbau mit rundbogiger Durchfahrt und Satteldach aus dem 18. Jh. Geschützt nach § 2 DSchG |    |
| Weitere Bilder | Mutmaßlicher Pfleghof, Wohnhauskomplex                                                   | Wimpfen am Berg, Neutorstraße 5                                     | 16./18. Jh.            | Mehrteiliger Gebäudekomplex, der aufgrund seiner Gestaltung und seines Umfangs eine herausgehobene Bedeutung, eventuell als Pfleghof, gehabt haben muss. Das Hauptgebäude ist ein zweigeschossiger Fachwerkbau mit massivem Erdgeschoss mit Eckquaderung und mit Halbwalmdach mit Schleppgauben. Das Gebäude stammt im Kern aus dem 16. Jh., wurde später umgebaut und um einen sich längs der Neutorstraße erstreckenden Südwestflügel ergänzt. Östlich an das Hauptgebäude schließt sich die Hofmauer mit Laubengang an. Zum Anwesen gehört außerdem eine massive Bruchstein-Scheune mit Satteldach mit Krüppelwalm aus dem 18. Jh. Das Anwesen wurde 1999/2001 umfassend saniert, dabei wurde der Südwestflügel vollständig erneuert. Geschützt nach § 2 DSchG |    |
| Weitere Bilder | Wohnhaus und Café                                                                        | Wimpfen am Berg, Neutorstraße 6                                     | 18. Jh.                | Zweigeschossiger giebelständiger verputzter Fachwerkbau mit massivem Erdgeschoss mit rechteckiger Toreinfahrt und rechteckigem Kellertor und Satteldach. Zugehörig ist die erhaltenswerte rückwärtige parallel zum Haupthaus stehende Scheune mit Satteldach, die wie das Hauptgebäude auch aus dem 18. Jh. stammt. Eines der wenigen Beispiele in Wimpfen für ehemals landwirtschaftlich genutzte Hofanlagen, deren Wirtschaftsgebäude durch eine Durchfahrt des Haupthauses zu erreichen waren. Geschützt nach § 2 DSchG |    |
| Weitere Bilder | Doppelscheune, städtischer Kindergarten (Erhaltenswertes Gebäude)                        | Wimpfen am Berg, Neutorstraße 7, 9                                  | 18. Jh.                | Zweigeschossiger Fachwerkbau mit massivem Erdgeschoss mit teilweise vermauerten rundbogigen Toren und Satteldach mit Krüppelwalm. Die südliche Giebelwand bildet die Stadtmauer aus dem 13. Jh. Das Gebäude wurde 1978/79 umfassend saniert und zum Kindergarten umgebaut. Erhaltenswertes Gebäude innerhalb der Gesamtanlage gem. § 19 DSchG. |    |
| Weitere Bilder | Gasthof, Wohnhaus (Erhaltenswertes Gebäude)                                              | Wimpfen am Berg, Neutorstraße 8                                     | 1789                   | Dreigeschossiger Putzbau mit massivem Erd- und ersten Obergeschoss, mit hoher korbbogiger Einfahrt, steinernen Fenstergewänden und Satteldach mit Schleppgauben. In die südliche Giebelmauer ist die Stadtmauer aus dem 13. Jh. integriert. Das Gebäude ist am Keilstein des Tors bezeichnet FEM 1789. Zugehörig ist eine durch die Tordurchfahrt zu erreichende Scheune aus dem 18. Jh. Das Gebäude war einst ein Gasthof und befindet sich an einer charakteristischen Position am ehemaligen Stadttor. Erhaltenswertes Gebäude innerhalb der Gesamtanlage gem. § 19 DSchG. |    |
| Weitere Bilder | Wohnhaus (ehem. Obere Ölmühle) - (Erhaltenswertes Gebäude)                               | Wimpfen am Berg, Neutorstraße 15                                    | 1. Hälfte 19. Jh.      | Eingeschossiger Putzbau mit Satteldach. Das im Stadtgraben direkt am alten Abfluss (Adamsgraben) des Biersees (Birkensee) gelegene Gebäude geht auf die einstige Obere Ölmühle der Stadt zurück. Erhaltenswertes Gebäude innerhalb der Gesamtanlage gem. § 19 DSchG. |    |
| Weitere Bilder | Bürgermeister-Elsässer-Haus                                                              | Wimpfen am Berg, Obere Turmgasse 1                                  | 16. Jh./1717           | Zweigeschossiger großer Fachwerkbau mit massivem Sockel, giebelseitigem barocken Erker und Satteldach mit Schleppgauben. Das Gebäude stammt im Kern aus dem 16. Jh., es weist ein geohrtes Türgewände mit Ochsenaugenfenster und Wappen auf, die Bezeichnung 1717 an der Tür verweist auf den barocken Ausbau des Anwesens für den damaligen Wimpfener Bürgermeister Elsässer. An der Konsole des Erkers zur Turmgasse sowie am Eckständer an der rückwärtigen Seite weist das Gebäude jeweils einen Neidkopf auf. Nach Osten hin verschiedene Wirtschaftsanbauten. Nach Süden und Osten ist das Anwesen von einer Hofmauer aus dem 16. Jh. umschlossen. Im südlich des Hauptgebäudes gelegenen Garten wurden die Fundamente eines dritten Wehrturms der Pfalz Wimpfen ergraben. Das Anwesen wurde 1984 umfassend saniert, dabei hat man auch die nordwestlich angebaute Scheune und das Obergeschoss der nordöstlich angebauten Scheune zu Wohnzwecken hergerichtet. Im Erdgeschoss des Gebäudes befand sich nach der Sanierung zeitweilig das Wimpfener Notariat. Geschützt nach § 28 DSchG |    |
| Weitere Bilder | Wohnhaus                                                                                 | Wimpfen am Berg, Obere Turmgasse 3                                  | 15. Jh.                | Dreigeschossiger Fachwerkbau in Hang- und Ecklage mit massivem Erdgeschoss mit rundbogigem Kellertor, teilweise massivem ersten Obergeschoss und Halbwalmdach mit Schleppgauben. Das Gebäude stammt im Kern von 1483/93 und wurde im 17./18. Jh. stark ausgebaut. Das Fachwerk hat man 1980 freigelegt, 2001 schloss sich eine umfassende Sanierung mit Bauforschung an. Das Gebäude zählt zu den ältesten Gebäuden im Westen des früheren Pfalz-Areals. Geschützt nach § 2 DSchG |    |
| Weitere Bilder | Wohnhaus (Erhaltenswertes Gebäude)                                                       | Wimpfen am Berg, Obere Turmgasse 5                                  | 18./19. Jh.            | Dreigeschossiger verputzter Fachwerkbau mit massivem Erdgeschoss und Satteldach. Erhaltenswertes Gebäude innerhalb der Gesamtanlage gem. § 19 DSchG. |    |
| Weitere Bilder | Doppelhaus, Wohnhaus (Erhaltenswertes Gebäude)                                           | Wimpfen am Berg, Obere Turmgasse 7                                  | 1. Hälfte 19. Jh.      | Dreigeschossiger traufständiger Putzbau mit massivem Erdgeschoss und Satteldach. Ursprünglich zwei getrennte Gebäude, die vor 1922 zu einem Anwesen vereinigt wurden. Seine heutige Bauform erhielt das Anwesen im frühen 19. Jh., im Kern sind die Gebäude wohl älter. Das Anwesen wurde vor kurzem umfassend saniert. Erhaltenswertes Gebäude innerhalb der Gesamtanlage gem. § 19 DSchG. |    |
| Weitere Bilder | Scheune, Wohnhaus                                                                        | Wimpfen am Berg, Obere Turmgasse 8                                  | 18. Jh.                | Zweigeschossiger Fachwerkbau in Eck- und Hanglage, mit massivem Sockel, verglastem Scheunentor nach Norden und Halbwalmdach mit Schleppgauben. Das Gebäude wurde im 18. Jh. als Scheune erbaut und 1985 zum Wohnhaus umgestaltet. Das Gebäude dokumentiert die landwirtschaftliche Umnutzung des Pfalz-Areals nach dem Dreißigjährigen Krieg. Geschützt nach § 2 DSchG |    |
|                | Gärten (Erhaltenswerte Grün- und Freifläche)                                             | Wimpfen am Berg, Obere Turmgasse Flstnr. 606, 609, 611, 618         | n.n.                   | Baulücken aus dem Dreißigjährigen Krieg. Erhaltenswerte Grün- und Freifläche innerhalb der Gesamtanlage gem. § 19 DSchG. |    |
| Weitere Bilder | Wohnhaus mit Scheune                                                                     | Wimpfen am Berg, Pfarrhausgasse 1                                   | 16./17. Jh.            | Zweigeschossiger traufständiger verputzter Fachwerkbau in Hanglage mit massivem Sockel und Erdgeschoss, vorkragendem Fachwerkaufbau und Satteldach mit Aufzugsluken-Stehgaube. Das Gebäude stammt aus dem 16./17. Jh., die nördlich angebaute Fachwerkscheune mit großer rechteckiger Toreinfahrt aus dem 19. Jh. Erhaltenswertes Gebäude innerhalb der Gesamtanlage gem. § 19 DSchG. |    |
| Weitere Bilder | Wohnhaus mit Nebengebäude                                                                | Wimpfen am Berg, Pfarrhausgasse 2                                   | 17./18. Jh.            | Zweigeschossiger verputzter Fachwerkbau in zurückgesetzter Lage mit rundbogigem Fenster im Giebel und Satteldach. Unter dem Giebelfenster ist in die Fassade ein Steinrelief mit Gottvater, wohl eine Spolie aus dem kirchlichen Bereich, eingelassen. Im 19./20. Jh. wurde dem Haus ein eingeschossiges Nebengebäude vorgebaut. Erhaltenswertes Gebäude innerhalb der Gesamtanlage gem. § 19 DSchG. |    |
|                | Gärten (Erhaltenswerte Grün- und Freifläche)                                             | Wimpfen am Berg, Pfarrhausgasse Flstnr. 480, 481, 491/1, 491/3      | n.n.                   | Baulücken aus dem Dreißigjährigen Krieg. Erhaltenswerte Grün- und Freifläche innerhalb der Gesamtanlage gem. § 19 DSchG. |    |
| Weitere Bilder | Wohn- und Geschäftshaus (Erhaltenswertes Gebäude)                                        | Wimpfen am Berg, Salzgasse 1                                        | 18./19. Jh.            | Zweigeschossiger Putzbau in Ecklage mit Halbwalmdach. Erhaltenswertes Gebäude innerhalb der Gesamtanlage gem. § 19 DSchG. |    |
| Weitere Bilder | Wohn- und Geschäftshaus                                                                  | Wimpfen am Berg, Salzgasse 2                                        | 1528                   | Dreigeschossiger Fachwerkbau in Eck- und Hanglage, mit massivem Erdgeschoss mit stichbogigem Schaufenster zur Hauptstraße, vorkragenden Fachwerkgeschossen und Satteldach. An einer Knagge mit Wappen bezeichnet 1528. Geschützt nach §§ 28 (P*) DSchG |    |
| Weitere Bilder | Wohn- und Geschäftshaus (Erhaltenswertes Gebäude)                                        | Wimpfen am Berg, Salzgasse 3                                        | 18. Jh./1900           | Dreigeschossiger Putzbau mit Halbwalmdach und Zwerchhaus, im Erdgeschoss ein Ladenvorbau. Das Gebäude stammt im Kern aus dem 18. Jh., der Ladenvorbau und das Zwerchhaus vier kleinen Rundbogenfenstern gehen auf einen Umbau um 1900 zurück. Erhaltenswertes Gebäude innerhalb der Gesamtanlage gem. § 19 DSchG. |    |
| Weitere Bilder | Wohn- und Geschäftshaus                                                                  | Wimpfen am Berg, Salzgasse 4                                        | 16. Jh.                | Dreigeschossiges traufständiges Gebäude mit Satteldach mit Aufzugsgaube. Im Kern aus dem 16. Jh., die Ladeneinbauten im Erdgeschoss sowie die Holzgewände und Verdachungen stammen aus dem 19. Jh. Geschützt nach § 2 DSchG |    |
| Weitere Bilder | Wohnhaus                                                                                 | Wimpfen am Berg, Salzgasse 5                                        | 16. Jh.                | Dreigeschossiger Fachwerkbau mit niedrigem massiven Erdgeschoss und verputzter Traufseite, nach Westen abgewalmtes Satteldach mit Schleppgauben. Das im Kern aus dem 16. Jh. stammende Gebäude wurde 1999/2000 umfassend saniert. Geschützt nach § 2 DSchG |    |
| Weitere Bilder | Wohnhaus (Erhaltenswertes Gebäude)                                                       | Wimpfen am Berg, Salzgasse 6                                        | 18./19. Jh.            | Dreigeschossiger traufständiger Putzbau mit Satteldach. Das Gebäude stammt aus dem 18. oder 19. Jh. und wurde nachträglich um ein Geschoss erhöht. Erhaltenswertes Gebäude innerhalb der Gesamtanlage gem. § 19 DSchG. |    |
| Weitere Bilder | Wohnhaus                                                                                 | Wimpfen am Berg, Salzgasse 7                                        | 16. Jh.                | Zweigeschossiger verputzter Fachwerkbau mit seitlicher hoher Durchfahrt im Erdgeschoss und Satteldach. Das Gebäude stammt im Kern aus dem 16. Jh. und erfuhr später verschiedene Veränderungen. Zugehörig ist die hinter dem Gebäude befindliche Scheune mit Bruchsteinsockel, Fachwerkaufbau und Satteldach, die in einem Sturz 1798 datiert ist. Östlich an das Wohnhaus schließt sich außerdem eine alte Hof- und Gartenmauer mit einem vermauerten Kellertor aus dem 16. Jh. an. Geschützt nach § 2 DSchG |    |
| Weitere Bilder | Wohnhaus (Erhaltenswertes Gebäude)                                                       | Wimpfen am Berg, Salzgasse 8                                        | 19. Jh.                | Zweigeschossiger traufständiger Putzbau mit unverputztem Natursteinsockel, steinernen Tür- und Fenstergewänden sowie Satteldach. Erhaltenswertes Gebäude innerhalb der Gesamtanlage gem. § 19 DSchG. |    |
| Weitere Bilder | Spritzenhaus mit Kinderschule, Wohnhaus                                                  | Wimpfen am Berg, Salzgasse 9                                        | 1888                   | Zweigeschossiger giebelständiger Putzbau mit massivem Erdgeschoss aus Quadersteinen mit zwei rechteckigen Toreinfahrten, Natursteinfenstergewänden im Obergeschoss und im Giebel sowie Satteldach. Erbaut 1888 auf einer seit dem Dreißigjährigen Krieg bestehenden Baulücke, ursprünglich als Spritzenhaus mit Kinderschule genutzt. Das Gebäude dokumentiert die zur Bauzeit häufige kombinierte Zwecknutzung öffentlicher Gebäude. Geschützt nach § 2 DSchG |    |
| Weitere Bilder | Wohnhaus (Erhaltenswertes Gebäude)                                                       | Wimpfen am Berg, Salzgasse 10                                       | 17./18. Jh.            | Zweigeschossiger giebelständiger Fachwerkbau mit massivem Erdgeschoss, vorkragendem Giebelstock und Satteldach mit Schleppgaube. Erhaltenswertes Gebäude innerhalb der Gesamtanlage gem. § 19 DSchG. |    |
| Weitere Bilder | Wohnhaus                                                                                 | Wimpfen am Berg, Salzgasse 11                                       | 2. Hälfte 18. Jh.      | Dreigeschossiger Fachwerkbau in Ecklage, mit massivem Erdgeschoss mit geohrten Tür- und Fenstergewänden, Fachwerk mit dreieckigen und rautenförmigen Schmuckelementen unter den Fenstern und Walmdach. Geschützt nach § 2 DSchG |    |
| Weitere Bilder | Wohnhaus (Erhaltenswertes Gebäude)                                                       | Wimpfen am Berg, Salzgasse 12                                       | 18./19. Jh.            | Zweigeschossiger traufständiger Putzbau mit Satteldach. 1922 war das Gebäude Wohnhaus des evangelischen Mesners. Das Gebäude wurde 2004 umfassend saniert, dabei wurde die Fenstersituation im Obergeschoss auf die ursprünglichen Gegebenheiten zurückgeführt. Erhaltenswertes Gebäude innerhalb der Gesamtanlage gem. § 19 DSchG. |    |
| Weitere Bilder | Wohnhaus (Erhaltenswertes Gebäude)                                                       | Wimpfen am Berg, Salzgasse 18                                       | 18. Jh.                | Dreigeschossiger traufständiger Putzbau mit Halbwalmdach und Ladeneinbau im Erdgeschoss. Erhaltenswertes Gebäude innerhalb der Gesamtanlage gem. § 19 DSchG. |    |
| Weitere Bilder | Herberge, Ratskeller                                                                     | Wimpfen am Berg, Salzgasse 20                                       | 1695/98                | Dreigeschossiger Winkelbau mit massivem Erdgeschoss mit Rundbogentor und breitem stichbogigen Fenster mit darüberliegendem kleinen Rundfenster, vorkragenden Fachwerkgeschossen und Satteldach, zum Marktplatz hin mit teils viergeschossigem Anbau auf sehr hohem massivem Sockel mit Rundbogen-Kellertor. In seiner heutigen Gestalt wurde das Gebäude 1695/98 über einem alten Kern aus dem 16. Jh. als Herberge errichtet. Es bildet eine Sachgesamtheit und baulichen Verbund mit dem alten Gasthaus-Anwesen Marktplatz 7 und dokumentiert die gastronomische Nutzung eines zentralen Bereichs der Kernstadt seit dem 14. Jh. Geschützt nach § 28 DSchG |    |
| Weitere Bilder | Wohnhaus                                                                                 | Wimpfen am Berk, Schafgasse 2                                       | 16. Jh.                | Dreigeschossiger Fachwerkbau in Ecklage zur Klostergasse, mit massivem Erdgeschoss mit Kellerhalsvorbau mit rundbogigem Kellertor und darüberliegendem kleinen Rundfenster, vorkragendem Fachwerkaufbau mit erkerartigem Vorbau mit Satteldach über dem Kellerhals, zwei- und dreifach gekoppelten Fenstern in den Geschossen und Satteldach mit Schleppgauben und Krüppelwalm zur Klostergasse. Das der Schafgasse zugerechnete Gebäude bildet leicht rückversetzt den Abschluss der giebelständigen Bebauung der nördlichen Seite der unteren Klostergasse. Es hat dokumentarischen Wert für die repräsentative Fachwerkbauweise der gehobenen Bürgerschicht der frühen Neuzeit. Der Dachstuhl des Gebäudes brannte 1980 nieder und wurde anschließend wiederhergestellt. 1986 schloss sich eine umfassende Sanierung an. Geschützt nach § 2 DSchG |    |
| Weitere Bilder | Wohnhaus                                                                                 | Wimpfen am Berg, Schafgasse 7                                       | 18. Jh.                | Zweigeschossiger Fachwerkbau in Hanglage, mit massivem Erdgeschoss und verputzten Traufwänden, gekoppelten Fenstern und Satteldach. Südöstlich grenzt ein historischer und als erhaltenswert eingestufter Garten (Flstnr. 802) an. Geschützt nach § 2 DSchG |    |
| Weitere Bilder | Wohnhaus                                                                                 | Wimpfen am Berg, Schafgasse 12                                      | 18. Jh.                | Zweigeschossiger verputzter Fachwerkbau mit Halbwalmdach und Aufzugsgaube. Die ursprüngliche Fenstersituation wurde durch Umbauten verändert. Geschützt nach § 2 DSchG |    |
| Weitere Bilder | Wohnhaus (Erhaltenswertes Gebäude)                                                       | Wimpfen am Berg, Schafgasse 14                                      | 18./19. Jh.            | Zweigeschossiger verputzter Fachwerkbau in Ecklage, mit Satteldach mit Schleppgauben. Das Gebäude wurde 2006 saniert, auf der angrenzenden Freifläche wurde damals auch ein Carport erstellt. Erhaltenswertes Gebäude innerhalb der Gesamtanlage gem. § 19 DSchG. |    |
| Weitere Bilder | Wohnhaus                                                                                 | Wimpfen am Berg, Schafgasse 18                                      | 1786                   | Zweigeschossiger Fachwerkbau in Eck- und Hanglage, mit massivem Erdgeschoss mit Fenster- und Türgewänden aus Naturstein, rundbogiger Aufzugsluke im Giebel und Halbwalmdach mit Schleppgaube. Am Keilstein der Tür bezeichnet IGW 1786. Die Fassade des Gebäudes wurde 1973 saniert, wobei man einige der historischen Fenstergewände im Erdgeschoss überputzt hat. In neuerer Zeit hat man den Putz am Erdgeschoss wieder abgeschlagen und das Bruchsteinmauerwerk sowie die historischen Fenstergewände wieder freigelegt. Die nördlich angrenzenden Gärten Flstnr. 779, 780, 781 sind erhaltenswert, die ehemals zugehörige Scheune in der Schafgasse 16 wurde zum Wohnhaus umgebaut. Geschützt nach §§ 28 (2) DSchG |    |
| Weitere Bilder | Alte Kelter, Gaststätte                                                                  | Wimpfen am Berg, Schiedstraße 40                                    | 1788                   | Eingeschossiger massiver unverputzter Bau aus Bruchsteinmauerwerk mit zwei rundbogigen Eingangstoren zur Schiedstraße und großem Walmdach. Am Keilstein eines der Tore bezeichnet 1788. Die am Biersee (heute Birkensee) bzw. vor dem ehem. Neutor außerhalb der ummauerten Stadt gelegene Kelter hat dokumentarischen Wert für die Geschichte des Weinbaus in Wimpfen und als typischer Sonderbau. Geschützt nach § 2 DSchG |    |
| Weitere Bilder | Doppelhaus                                                                               | Wimpfen am Berg, Schulstraße 1, 3 (Karte)                           | 1870                   | Zweigeschossiger Fachwerkbau in Ecklage (Nr. 1), mit massivem Erdgeschoss mit Eckquaderung und Schaufenster sowie Satteldach. Das im weiteren Verlauf der Schulstraße anschließende Gebäude Nr. 3 ist ein zweigeschossiger verputzter Fachwerkbau mit massivem Erdgeschoss und rechteckiger Tordurchfahrt sowie mit Satteldach mit Schleppgauben, der wie das Gebäude Nr. 1 auch im Jahr 1870 errichtet wurde. Zugehörig ist das zur Schulstraße hin gelegene erhaltenswerte Nebengebäude aus der Bauzeit. Geschützt nach § 2 DSchG |    |
| Weitere Bilder | Wohnhaus                                                                                 | Wimpfen am Berg, Schulstraße 9 (Karte)                              | 18. Jh.                | Zweigeschossiger verputzter Fachwerkbau mit massivem Erdgeschoss, zurückspringendem Obergeschoss und Satteldach. Der südlich angrenzende Garten zur Schwanengasse (Flstnr. 746) wird als erhaltenswert eingestuft. Geschützt nach § 2 DSchG |    |
| Weitere Bilder | Wohnhaus                                                                                 | Wimpfen am Berg, Schulstraße 11 (Karte)                             | 15. Jh.                | Mehrteiliger Fachwerkkomplex in Ecklage. Das Haupthaus ist ein dreigeschossiger Fachwerkbau mit massivem Erdgeschoss mit rundbogiger Eingangstür, vorkragenden Fachwerkgeschossen und steilem Satteldach. Das Gebäude stammt im Kern aus dem 15. Jh., das massive Erdgeschoss wurde gemäß seiner Bezeichnung 1559 ausgeführt. Nach Norden hin ist seit dem 15. oder 16. Jh. ein schmaler zweigeschossiger Fachwerkanbau mit massivem Sockel mit Rundbogen-Kellertor, vorkragenden Fachwerkgeschossen und Satteldach vorgebaut. Nach Süden schließt eine im 18. oder 19. Jh. erbaute zweigeschossige ehemalige Scheune mit massivem Erdgeschoss und Fachwerkaufbau sowie Satteldach an, die bei einer umfassenden Sanierung des gesamten Anwesens 1984/86 zu Wohnungen ausgebaut wurde. Geschützt nach § 28 DSchG |    |
| Weitere Bilder | Wohnhaus                                                                                 | Wimpfen am Berg, Schulstraße 14 (Karte)                             | 1872                   | Zweigeschossiger Fachwerkbau mit massivem Erdgeschoss aus Bruchstein mit teilweiser Eckquaderung, rundbogigem Eingang und korbbogigem Tor, konstruktivem Fachwerkaufbau und Satteldach. Ursprünglich eine im Zuge des Stadtausbaus 1533 bis 1546 angelegte Scheune, im 19. Jh. zum Wohnhaus umgebaut. Geschützt nach § 2 DSchG |    |
| Weitere Bilder | Scheune, Wohnhaus                                                                        | Wimpfen am Berg, Schulstraße 15 (Karte)                             | 18. Jh.                | Fachwerkbau mit massivem Sockel und großer rechteckiger Toreinfahrt, Satteldach mit Zwerchhaus und Schleppgaube. Die im 18. Jh. erbaute schlichte Scheune wurde 1996 zum Wohnhaus umgebaut, wobei der Torbereich als wesentliches Merkmal der Scheune erhalten blieb. Die heutige Fenstersituation im Sockel- und Erdgeschoss der Giebelseite sowie der Dachausbau rühren vom Umbau 1996 her. Das Gebäude dokumentiert die ehemals landwirtschaftliche Nutzung des Quartiers im südlichen Bereich der Kernstadt. Geschützt nach § 2 DSchG |    |
| Weitere Bilder | Wohnhaus mit Scheunenteil (Erhaltenswertes Gebäude)                                      | Wimpfen am Berg, Schulstraße 16 (Karte)                             | 19. Jh.                | Zweigeschossiger Putzbau mit Satteldach, wobei der Wohnteil die linke Gebäudeseite, der Wirtschaftsteil mit rechteckiger Einfahrt den rechten Gebäudeteil einnimmt. Rückwärtig befindet sich ein eingeschossiger Anbau mit Satteldach. Das Anwesen wurde 2013 umfassend saniert und grenzt rückwärtig an die Stadtmauer aus dem 16. Jh. an. Erhaltenswertes Gebäude innerhalb der Gesamtanlage gem. § 19 DSchG. |    |
| Weitere Bilder | Dominikanerkloster, Hohenstaufen-Gymnasium                                               | Wimpfen am Berg, Schulstraße 23 (Karte)                             | 14./18. Jh., 1907/10   | Vierflügeliger Gebäudekomplex des ehemaligen Dominikanerklosters, der mit der Dominikanerkirche einen gemeinsamen Kreuzgang aus dem 14. Jh. umschließt. Die Klostergebäude sind zweigeschossige Putzbauten mit Mansarddächern (West- und Südflügel) bzw. Walmdach (Ostflügel). Der Kreuzgang weist Maßwerkfenster und im nördlichen Teil Reste von Grabplatten und Wandmalereien auf. Ihr heutiges Erscheinungsbild erhielten die Gebäude durch die Bautätigkeit der Dominikaner zur Zeit des Barock im 18. Jh. Das Refektorium befand sich einst im Ostflügel, in dessen Keller auch die Klosterbrauerei eingerichtet war. In der Südostecke lag die Wohnung des Priors. Die Gebäude kamen nach Aufhebung des Klosters im frühen 19. Jh. an die Stadt Wimpfen, die darin Schulen untergebracht hat. Die Flügelbauten wurden nach Brand 1907 größtenteils erneuert und seit 1978 um mehrere moderne Erweiterungsbauten für das Gymnasium ergänzt. Die Anlage ist bedeutsam für die örtliche Kloster-, Stadt- und Kirchengeschichte. Geschützt nach § 28 DSchG |    |
| Weitere Bilder | Wohnhaus (Erhaltenswertes Gebäude)                                                       | Wimpfen am Berg, Schulstraße 24 (Karte)                             | 2. Hälfte 19. Jh.      | Eingeschossiger traufständiger Putzbau mit leicht vorspringendem Sockel und Satteldach. Der hinter dem Haus gelegene Garten geht auf den Stadtgraben aus dem 13. Jh. zurück, die dort ebenfalls erhaltene Stadtmauer stammt aus der Zeit des Ausbaus der Befestigung zwischen 1533 und 1546. Erhaltenswertes Gebäude innerhalb der Gesamtanlage gem. § 19 DSchG. |    |
| Weitere Bilder | Doppelscheune                                                                            | Wimpfen am Berg, Schwanengasse 1 (Karte)                            | 1785                   | Komplex aus zwei giebelständig zur Langgasse ausgerichteten Fachwerkscheunen mit massiven Untergeschossen und Satteldach. Die nordwestliche Scheune in Ecklage weist am massiven verputzten Untergeschoss Eckpilaster mit Köpfchenrelief auf, sie hat zur Schwanengasse hin eine vermauerte rechteckige Einfahrt und zur Langgasse hin einen vermauerten korbbogigen Eingang. Zur Schwanengasse hin sind zwei Reliefsteine (mit Schwan und Rind) in die Fassade eingelassen. Obergeschoss und Giebel sind aus konstruktivem Fachwerk. Die Scheune wurde gemäß einem wiederverwendeten Keilstein 1785 errichtet, nach einem Brand von 1867 dann jedoch teilweise erneuert. Die südöstliche Scheune wurde nach dem Brand von 1867 ganz neu erbaut, sie hat einen ganz massiven Unterbau mit vermauerter Tür zur Langgasse und konstruktives Fachwerk lediglich im Giebel. Die Scheunen wurden 1984 nach dem Abbruch einer südlich angrenzenden Scheune umgebaut und dokumentieren den einst ackerbürgerlichen Charakter der Schafgasse. Geschützt nach § 2 DSchG |    |
| Weitere Bilder | Spolien (Erhaltenswerter Bauteil)                                                        | Wimpfen am Berg, Schwanengasse 2 (Karte)                            | 1563/1821              | Zwei vermauerte Steine des Vorgängerbaus sind in einem Rahmen in der Fassade eingemauert: Allianzwappen von 1563 und Hausstein von 1821. Erhaltenswertes Bauteil innerhalb der Gesamtanlage gem. § 19 DSchG. |    |
| Weitere Bilder | „Torhaus“ (wohl mit Türmer- und Gefängniswärterwohnung), Wohnhaus                        | Wimpfen am Berg, Schwibbogengasse 2 (Karte)                         | 2. Hälfte 16. Jh.      | Dreigeschossiger verputzter Fachwerkbau, im baulichen Verbund mit dem Torturm des Schwibbogentors (Hauptstraße 18), Südwand des Gebäudes ist gleichzeitig Ummauerung der Pfalz Wimpfen um 1200 mit eingebrochenen Fensteröffnungen, zur Schwibbogengasse mit Mansarddach, zur Hauptstraße mit Satteldach. Sondernutzung des Gebäudes im Zusammenhang mit dem unmittelbar benachbarten Hohenstaufentor, das durch eine Treppe von dem Gebäude aus erschlossen wird, außerdem sind Reste eines Wehrgangs zu erkennen. An der Holzecksäule im Erdgeschoss befinden sich der Sinnspruch THRAU SHAU WEM sowie Initialen und die Bezeichnung 15?9. Das Alter des im Haus verbauten Holzes wurde dendrochronologisch auf 1564 und 1568/69 bestimmt. Zum Wohnhaus mit Mansarddach und Fensterdurchbrüchen wurde das Gebäude um 1808 umgebaut. Geschützt nach § 2 DSchG |    |
| Weitere Bilder | Wohnhaus (Erhaltenswertes Gebäude)                                                       | Wimpfen am Berg, Schwibbogengasse 4 (Karte)                         | 18./19. Jh.            | Dreigeschossiger traufständiger verputzter Fachwerkbau mit hohem massivem Unter- und Erdgeschoss, als südliche Traufwand dient die Pfalzmauer um 1200 mit eingebrochenen Fensteröffnungen, mit Satteldach. In seiner heutigen Gestalt stammt das Gebäude aus dem 18. oder 19. Jh., es ist im Kern älter. Erhaltenswertes Gebäude innerhalb der Gesamtanlage gem. § 19 DSchG. |    |
| Weitere Bilder | Judenhaus mit Betsaal und Mikwe (Synagoge), Wohnhaus                                     | Wimpfen am Berg, Schwibbogengasse 5 (Karte)                         | 1580                   | Dreigeschossiger Fachwerkbau in Eck- und Hanglage mit massivem Erdgeschoss mit profilierten Fenster- und Rundbogentürgewänden, darüber vorkragender Fachwerkaufbau und Satteldach. Das Gebäude wurde wohl in der frühen Neuzeit von einem Juden errichtet, mit Mikwe im Keller und Betsaal der Jüdischen Gemeinde Bad Wimpfen im Erdgeschoss. Es ist an der Eckknagge datiert 1580, dort befindet sich auch eine hebräische Inschrift um 1800, die die Nutzung eines Zimmers als Synagoge bezeugt. Der Fachwerkaufbau stammt aus dem 17./18. Jh., das Gebäude wurde 1984 modernisiert, wobei man auch das Fachwerk freigelegt hat. Geschützt nach §§ 28 (P*) DSchG |    |
| Weitere Bilder | Wohnhaus                                                                                 | Wimpfen am Berg, Schwibbogengasse 6 (Karte)                         | 1559                   | Dreigeschossiger traufständiger verputzter Fachwerkbau in Hanglage mit massivem Erdgeschoss mit Rundbogen-Kellertor, stark vorkragendem zweiten Obergeschoss und Satteldach mit Stehgauben und Aufzugsgaube. Die südliche Traufwand ist die Wehrmauer der Pfalz Wimpfen um 1200. Wie seine Nachbargebäude dokumentiert das Haus die Neubebauung der südlichen Seite der Schwibbogengasse im 16. Jh. Geschützt nach § 2 DSchG |    |
| Weitere Bilder | Spolien und Keller                                                                       | Wimpfen am Berg, Schwibbogengasse 7 (Karte)                         | 16. Jh.                | In dem 1963/66 neu errichteten Haus über einem Keller aus dem 16. Jh. haben sich ein Keilstein von 1529 und ein rundbogiges Türgewände von 1568 erhalten. Geschützt nach § 2 DSchG |    |
| Weitere Bilder | Scheune, Wohnhaus (Erhaltenswertes Gebäude)                                              | Wimpfen am Berg, Schwibbogengasse 8 (Karte)                         | 18./19. Jh.            | Zweigeschossiger traufständiger Fachwerkbau mit zwei hohen rechteckigen Einfahrten, konstruktivem Fachwerk und Satteldach mit Schleppgauben. Als südliche Traufwand dient die Wehrmauer der Pfalz Wimpfen um 1200. Eine Scheune an jener Stelle bestand wohl bereits im 16. Jh., der heutige Aufbau des Gebäudes stammt im Kern aus dem 18./19. Jh., es wurde 1990 zum Wohnhaus umgebaut. Erhaltenswertes Gebäude innerhalb der Gesamtanlage gem. § 19 DSchG. |    |
| Weitere Bilder | Haus Aff, Wohnhaus                                                                       | Wimpfen am Berg, Schwibbogengasse 9 (Karte)                         | 1590                   | Dreigeschossiger Fachwerkbau in Ecklage mit massivem Erdgeschoss mit Eckquaderung, Rundbogen-Kellertor, profilierten Tür- und Fenstergewänden, Zierfachwerk mit Andreaskreuzen und bergseitigem Vorstoß sowie Satteldach. Im ersten Obergeschoss ist eine Holztafel mit Wappen und Inschrift eingelassen. Auf dieser Tafel und an der Eckquaderung bezeichnet 1590. Das Gebäude wurde gemäß der Tafelinschrift von Bürgermeister Hans Aff erbaut, dessen Wappen mit einem Affen an einer Kette wohl einst auf der eingelassenen Wappentafel zu sehen war. Das Haus wurde seit 1968 mehrfach saniert und ist mit seinen Baudetails beispielhaft für die Bauweise der gehobenen Bürgerschicht in der frühen Neuzeit. Geschützt nach § 28 DSchG |    |
| Weitere Bilder | Wohnhaus (Erhaltenswertes Gebäude)                                                       | Wimpfen am Berg, Schwibbogengasse 10 (Karte)                        | 16. Jh./1755           | Zweigeschossiger Fachwerkbau mit hohem massiven Sockel mit rundbogigem Portal und profilierten Fenstergewänden, als südliche Traufwand dient die Wehrmauer der Pfalz Wimpfen um 1200, mit Satteldach mit Schleppgauben. Das Erdgeschoss entstand wohl im 16. Jh., der Fachwerkaufbau hingegen datiert 1755. Das Gebäude wurde im Jahr 2000 umfassend saniert. Erhaltenswertes Gebäude innerhalb der Gesamtanlage gem. § 19 DSchG. |    |
| Weitere Bilder | Wohnhaus                                                                                 | Wimpfen am Berg, Schwibbogengasse 11 (Karte)                        | 18. Jh.                | Dreigeschossiger verputzter Fachwerkbau mit hohem Sockel, vorstoßendem zweiten Obergeschoss und Satteldach mit Aufzugsgaube. Ursprünglich wohl schon im 16. Jh. gemeinsam mit Haus Aff (Schwibbogengasse 9) errichtet und wohl jeher dessen Anbau, vermutlich im 18. Jh. erneuert. Geschützt nach § 2 DSchG |    |
| Weitere Bilder | Wohnhaus                                                                                 | Wimpfen am Berg, Schwibbogengasse 14 (Karte)                        | 13. Jh.                | Zweigeschossiger verputzter Fachwerkbau in Ecklage mit massivem Unter- und Erdgeschoss mit Eckquaderung und Rundbogen-Kellertor sowie Satteldach mit Schleppgauben. Das Gebäude ist an der Eckquaderung bezeichnet 1525, der verputzte Fachwerkaufbau stammt aus dem 18./19. Jh. Das Haus ist im Kern noch romanisch und geht wohl noch auf die ursprüngliche Bebauung der Pfalz Wimpfen zurück. Es hat einen gemeinsamen Keller mit dem Nachbargebäude Schwibbogengasse 16. Geschützt nach §§ 28 (P*) DSchG |    |
| Weitere Bilder | Wohnhaus                                                                                 | Wimpfen am Berg, Schwibbogengasse 16 (Karte)                        | 13. Jh.                | Zweigeschossiger Fachwerkbau mit hohem massiven Erdgeschoss mit rundbogigem profilierten Portal, Zierfachwerk-Aufbau sowie Mansardwalmdach. Im Kern ein romanisches Gebäude, das wohl noch auf die ursprüngliche Bebauung der Pfalz Wimpfen zurückgeht und einen gemeinsamen Keller mit dem Nachbargebäude Schwibbogengasse 14 hat. Der Fachwerkaufbau und das Dach wurden um 1765 erneuert, ein romanisches Fenster des Gebäudes befindet sich heute im Museum. Zugehörig ein Schweinestall mit massivem Unterbau und Fachwerkaufbau aus dem 18. Jh., der in dieser Form in Wimpfen nur noch selten anzutreffen ist. Geschützt nach § 2 DSchG |    |
| Weitere Bilder | Wohnhaus                                                                                 | Wimpfen am Berg, Untere Turmgasse 1 (Karte)                         | 16. Jh.                | Zwei- bzw. dreigeschossiger Fachwerkbau in Hanglage mit massivem Unter- und Erdgeschoss mit Rundbogen-Kellertor zum Schwibbogentor, vorkragendem Fachwerk sowie einhüftigem Satteldach, das das Gebäude nach Westen hin dreigeschossig macht. Baulich mit Resten der Pfalzmauer um 1200 und dem Schwibbogentor (Hauptstraße 16) verbunden. Das Gebäude wurde 1981 umgebaut und saniert. Geschützt nach § 2 DSchG |    |
| Weitere Bilder | Wohnhaus                                                                                 | Wimpfen am Berg, Untere Turmgasse 2 (Karte)                         | 18. Jh.                | Zweigeschossiger Fachwerkbau in Ecklage mit hohem massiven Sockel, vorkragendem konstruktivem Fachwerk und Satteldach mit Schleppgauben. Das Haus aus dem 18. Jh. wurde seit 1981 mehrfach umgebaut und saniert. Geschützt nach § 2 DSchG |    |
| Weitere Bilder | Nebenhaus (Erhaltenswertes Gebäude)                                                      | Wimpfen am Berg, Untere Turmgasse 3/1 (Karte)                       | 1843                   | Zweigeschossiger traufständiger schmaler Fachwerkbau mit Satteldach mit Stehgaube. Ursprünglich ein Nebenhaus zum links daneben befindlichen Anwesen Untere Turmgasse 3, das im frühen 20. Jh. abgebrannt ist und heute keinen Zusammenhang mehr zum Gebäude 3/1 erkennen lässt, mit Heiligenfigur an der Fassade des Obergeschosses. An einem Eckständer des Erdgeschosses bezeichnet 1843. Erhaltenswertes Gebäude innerhalb der Gesamtanlage gem. § 19 DSchG. |    |
| Weitere Bilder | Wohnhaus                                                                                 | Wimpfen am Berg, Untere Turmgasse 4 (Karte)                         | 16. Jh.                | Zweigeschossiger Fachwerkbau in Hanglage mit massivem hohen Erdgeschoss, mit vorkragendem Kellerhals mit rundbogigem Kellertor, darüber ein zweigeschossiger Standerker, konstruktives Fachwerk und Satteldach. Das Gebäude stammt im Kern aus dem 16. Jh., der Fachwerkaufbau wurde im 18. Jh. erneuert. Geschützt nach §§ 28 (2) DSchG |    |
| Weitere Bilder | Wohnhaus                                                                                 | Wimpfen am Berg, Untere Turmgasse 6 (Karte)                         | 16./17. Jh.            | Zweigeschossiger verputzter Fachwerkbau in Ecklage mit massivem Erdgeschoss mit Rundbogen-Kellertor sowie Satteldach mit Schleppgaube. Das Gebäude stammt im Kern aus dem 16. oder 17. Jh., der Aufbau wurde im 20. Jh. mehrfach umgebaut und nahezu komplett erneuert. Eine Fassaden- und Dachsanierung fand 2010 statt. Geschützt nach § 2 DSchG |    |
| Weitere Bilder | Wohnhaus (Erhaltenswertes Gebäude)                                                       | Wimpfen am Berg, Wallstraße 1 (Karte)                               | 1. Hälfte 19. Jh.      | Zweigeschossiger Fachwerkbau in Ecklage mit Satteldach. Erhaltenswertes Gebäude innerhalb der Gesamtanlage gem. § 19 DSchG. |    |
| Weitere Bilder | Doppelhaus (Erhaltenswertes Gebäude)                                                     | Wimpfen am Berg, Wallstraße 2/4 (Karte)                             | 1. Hälfte 19. Jh.      | Zweigeschossiger Putzbau in Ecklage mit Fachwerk-Giebel und Satteldach. Erhaltenswertes Gebäude innerhalb der Gesamtanlage gem. § 19 DSchG. |    |

### Stadtbefestigung Wimpfen im Tal
| Bild           | Bezeichnung | Lage                                               | Datierung | Beschreibung | ID |
| -------------- | ----------- | -------------------------------------------------- | --------- | --- | -- |
| Weitere Bilder | Stadtmauer  | Wimpfen im Tal, Flstnr. 141, 188, 200, 290 (Karte) | 1302      | Stadtmauerring mit allen oberirdischen und im Boden befindlichen Teilen samt Grabenbereich, auf der südlichen Seite weitestgehend in geradem Verlauf, an der nördlichen Seite parallel zum gebogenen Verlauf des Neckars, drei historische Durchgänge an der Nordseite: zugesetztes Spitzbogenportal mit Wappen des Bistums Worms, das Fischer- oder Schiffertor und das Fischertörle mit Inschrift 1774. Um 1302 über älteren Grundmauern erneuert. Am östlichen Ortseingang stand einst das Obere Torhaus, am westlichen Eingang das Untere Torhaus mit Torwärterwohnung. Wie verschiedene Schießscharten und Kragsteine zeigen, muss die Stadtmauer ursprünglich höher gewesen sein. Die sehr anschaulich überlieferte und nahezu im kompletten Verlauf erhaltene Stadtmauer mit ihren Toren und dem unverbauten Grabenbereich hat für die Stadtgestalt und die Stadtgeschichte sowie für die äußere Stadtansicht einen sehr hohen dokumentarischen Wert. Geschützt nach § 2 DSchG |    |

### Bad Wimpfen im Tal
| Bild           | Bezeichnung                                                                 | Lage                                                                               | Datierung       | Beschreibung | ID |
| -------------- | --------------------------------------------------------------------------- | ---------------------------------------------------------------------------------- | --------------- | --- | -- |
| Weitere Bilder | Wohnhaus                                                                    | Wimpfen im Tal, Apostelgasse 2 (Karte)                                             | Anfang 19. Jh.  | Schmaler eingeschossiger Fachwerkbau mit Satteldach und moderner Schleppgaube, der auf dem Straßenraum der ursprünglich breiteren und zu einem Tor führenden Apostelgasse errichtet wurde und daher in den Straßenraum vorspringt. Das Gebäude dokumentiert die beengten Platzverhältnisse in der Talstadt im 18. und 19. Jh. und steht exemplarisch für die Baugestalt kleinbürgerlicher Handwerkerhäuser. Erhaltenswertes Gebäude innerhalb der Gesamtanlage gem. § 19 DSchG. |    |
| Weitere Bilder | Wohnhaus                                                                    | Wimpfen im Tal, Apostelgasse 4 (Karte)                                             | 18. Jh.         | Schmaler zweigeschossiger verputzter Fachwerkbau mit Satteldach, der auf dem Straßenraum der ursprünglich breiteren und zu einem Tor führenden Apostelgasse errichtet wurde und daher in den Straßenraum vorspringt. Das Gebäude dokumentiert die beengten Platzverhältnisse in der Talstadt im 18. Jh. und steht exemplarisch für kleinbürgerliche Bauweise. Erhaltenswertes Gebäude innerhalb der Gesamtanlage gem. § 19 DSchG. |    |
| Weitere Bilder | Wohnhaus                                                                    | Wimpfen im Tal, Apostelgasse 6 (Karte)                                             | 18. Jh.         | Zweigeschossiger verputzter Fachwerkbau mit Satteldach, der am Ende der Apostelgasse an die Stadtmauer gelehnt ist. Neben dem Gebäude Corneliastraße 58 das einzige direkt an die Stadtmauer gebaute Gebäude der Talstadt. Erhaltenswertes Gebäude innerhalb der Gesamtanlage gem. § 19 DSchG. |    |
| Weitere Bilder | Wohnhaus                                                                    | Wimpfen im Tal, Brunnengasse 13 (Karte)                                            | 18. Jh.         | Zweigeschossiger verputzter Fachwerkbau mit massivem Erdgeschoss, rundbogigem Aufzugsladen im Giebel und Satteldach, mit jüngeren Anbauten. Als Wohn- und Handwerkerhaus typischer Bestandteil der lockeren Bebauung der Talstadt abseits der zentral verlaufenden Corneliastraße. Erhaltenswertes Gebäude innerhalb der Gesamtanlage gem. § 19 DSchG. |    |
| Weitere Bilder | Ehemalige Gartenmauer, Hofmauer                                             | Wimpfen im Tal, Corneliastraße 2, 4 und Lindenhof 2, 7 (Flstnr. 143, 144) (Karte)  | 16./17. Jh.     | Die Mauer verläuft an der nördlichen Grundstücksgrenze der südlich der Corneliastraße liegenden Anwesen und umfasst den ehemaligen Grasgarten des Wimpfener Ritterstifts zwischen Stadtmauer und Schulhaus, der erst im 19. Jh. mit den heutigen Gebäuden überbaut wurde. In die Ummauerung sind verschiedene ältere Fragmente eingegangen, z. B. eine gotische Wandnische. Geschützt nach § 2 DSchG |    |
| Weitere Bilder | Schulhaus                                                                   | Wimpfen im Tal, Corneliastraße 8 (Karte)                                           | 1884            | Zweigeschossiger massiver Putzbau in Ecklage, mit kubischem Baukörper, einheitlicher Fenstergliederung und Pyramidendach. Der neoklassizistische Schulhausneubau hat 1884 die alte Schule in der Corneliastraße 50 ersetzt. Geschützt nach § 2 DSchG |    |
| Weitere Bilder | Wohnhaus                                                                    | Wimpfen im Tal, Corneliastraße 10 (Karte)                                          | 1867            | Zweigeschossiger massiver Sichtbacksteinbau in Ecklage, mit Pilastergliederung und Zickzack-Fries, Tür- und Fenstergewänden aus Sandstein, Halbrundfenster im Giebel und Satteldach. Bauherr Joseph Heck und Baujahr 1867 bezeichnet am Türsturz. Geschützt nach § 2 DSchG |    |
| Weitere Bilder | Ehemaliges Vikarienhaus, Wohnhaus                                           | Wimpfen im Tal, Corneliastraße 12 (Karte)                                          | 17./18. Jh.     | Zweigeschossiger verputzter Fachwerkbau mit massivem Erdgeschoss mit Rundbogen-Kellertor, geohrten und profilierten Fenstergewänden und Halbwalmdach. Errichtet im 17./18. Jh. über einem älteren Keller. Mit Nebengebäuden und Garten war das Gebäude eines von ehemals vier Vikar-Anwesen im Besitz des Wimpfener Stifts. Geschützt nach § 2 DSchG |    |
| Weitere Bilder | Scheune                                                                     | Wimpfen im Tal, Corneliastraße 14 (Karte)                                          | 18. Jh.         | Massive traufständige Scheune mit großer rechteckiger Toreinfahrt, Fachwerk am östlichen Giebel sowie Halbwalmdach mit moderner Schleppgaube. Die Scheune gehörte zum Vikar-Anwesen in der Corneliastraße 18 und wurde möglicherweise auch vom Vikar-Anwesen in der Corneliastraße 12 mitgenutzt. Geschützt nach § 2 DSchG |    |
| Weitere Bilder | Wohnhaus                                                                    | Wimpfen im Tal, Corneliastraße 15 (Karte)                                          | 1905            | Eingeschossiger massiver Putzbau mit Halbwalmdach mit Schleppgauben sowie giebelseitigem Wetterdach. Am Türsturz bezeichnet 1905. Das Haus wurde auf dem Gelände des ehemaligen Kelterhofs gegenüber der Stiftskirche erbaut und passt sich in den Formen des Heimatstils den bestehenden umgebenden älteren Gebäuden an. Geschützt nach § 2 DSchG |    |
| Weitere Bilder | Stiftskeller, Wohnhaus                                                      | Wimpfen im Tal, Corneliastraße 17 (Karte)                                          | 13. Jh.         | Zweigeschossiger massiver Putzbau über einem zweischiffigen Gewölbekeller auf Pfeilern, mit romanischen Biforienfenstern, Satteldach und Schleppgauben. Der Hausaufbau der Stiftskellerei wurde vielfach verändert und modernisiert und gibt sich kaum mehr als eines der ältesten Gebäude der Stadt zu erkennen. Auch eine zugehörige romanische Scheune wurde 1954/55 umgebaut. Geschützt nach § 28 DSchG |    |
| Weitere Bilder | Ehemaliges Vikarienhaus, Wohnhaus                                           | Wimpfen im Tal, Corneliastraße 18 (Karte)                                          | 18. Jh.         | Zweigeschossiger verputzter Fachwerkbau mit massivem Erdgeschoss mit Rundbogen-Kellertor, profilierten Fenster- und Türgewänden und Halbwalmdach mit Schleppgaube. Errichtet im 18. Jh. war das Gebäude mit Nebengebäuden und Garten eines von ehemals vier Vikar-Anwesen im Besitz des Wimpfener Stifts. Das Gebäude war wahrscheinlich das Wohnhaus des letzten Wimpfener Stiftsgeistlichen bis zu dessen Tod 1827. Erhaltenswertes Gebäude innerhalb der Gesamtanlage gem. § 19 DSchG. |    |
| Weitere Bilder | Ehemaliges Chorherrenhaus, Wohnhaus                                         | Wimpfen im Tal, Corneliastraße 20 (Karte)                                          | 18. Jh.         | Zweigeschossiger massiver Putzbau mit geohrten und profilierten Fenster- und Türgewänden sowie Halbwalmdach mit Schleppgaube und giebelseitigem Klebdach. Mit Hausmadonna in einer Wandnische des Obergeschosses. Errichtet im 18. Jh. war das Gebäude mit Nebengebäuden und Garten eines von einst vier Chorherren-Anwesen des Wimpfener Stifts, im 19. Jh. war es das Wohnhaus von Tal-Bürgermeister Dietrich Fraiß. Geschützt nach § 2 DSchG |    |
| Weitere Bilder | Ehemalige Stiftskelter                                                      | Wimpfen im Tal, Corneliastraße 21 (Karte)                                          | 17./18. Jh.     | Massiver eingeschossiger giebelständiger Bau mit hohem Krüppelwalmdach, traufseitiger Toreinfahrt, Aufzugsgaube an der Traufseite, Aufzugsladen in der Giebelseite und nachträglich eingebauten dreifach gegliederten Fenstern in der Erdgeschosszone der zur Straße gelegenen Giebelseite, die nach Westen in eine massive alte Hofmauer mit Toreinfahrt übergeht. Mit wiederverwendetem alten Inschriftenstein aus dem 15. Jh. Geschützt nach § 2 DSchG |    |
| Weitere Bilder | Wohnhaus                                                                    | Wimpfen im Tal, Corneliastraße 22 (Karte)                                          | 19. Jh.         | Zweigeschossiger verputzter Fachwerkbau mit massivem Kellersockel sowie Halbwalmdach. Erbaut nach 1843 auf dem Gelände des Küchengartens, der zum Chorherren-Anwesen Corneliastraße 26 gehörte. Das Gebäude orientiert sich in seiner Gestalt an den älteren umgebenden Gebäuden aus dem 18. Jh. Erhaltenswertes Gebäude innerhalb der Gesamtanlage gem. § 19 DSchG. |    |
| Weitere Bilder | Scheune                                                                     | Wimpfen im Tal, Corneliastraße 23 (Karte)                                          | 17./18. Jh.     | Massive traufständige Scheune mit großer traufseitiger Einfahrt und Halbwalmdach. Mit im Torgewände sekundär verbautem Inschriftenstein, bezeichnet 1768. Die Scheune befindet sich am Kopfende des einstigen Güterbestands-Anwesens mit Wohnhaus in der Stiftsgasse 12. Geschützt nach § 2 DSchG |    |
| Weitere Bilder | Wohnhaus                                                                    | Wimpfen im Tal, Corneliastraße 24 (Karte)                                          | 19. Jh.         | Zweigeschossiger verputzter Fachwerkbau mit massivem Kellersockel sowie Halbwalmdach. Erbaut nach 1843 auf dem Gelände des Küchengartens, der zum Chorherren-Anwesen Corneliastraße 26 gehörte. Das Gebäude orientiert sich in seiner Gestalt an den älteren umgebenden Gebäuden aus dem 18. Jh. Erhaltenswertes Gebäude innerhalb der Gesamtanlage gem. § 19 DSchG. |    |
| Weitere Bilder | Ehemaliges Stiftsamtshaus, Wohnhaus                                         | Wimpfen im Tal, Corneliastraße 25 (Karte)                                          | 18. Jh.         | Zweigeschossiger massiver Putzbau mit geohrten und profilierten Fenster- und Türgewänden sowie Walmdach. Ehemaliges Wohnhaus des Stiftamtmanns. Zugehörig waren einst Nebengebäude und Garten, die heute vom Nachbargebäude Corneliastraße 23 überbaut sind. Geschützt nach § 2 DSchG |    |
| Weitere Bilder | Ehemaliges Chorherrenhaus, Wohnhaus und Ökonomiebauten                      | Wimpfen im Tal, Corneliastraße 26 (Karte)                                          | 18. Jh.         | Zweigeschossiger verputzter Fachwerkbau mit massivem Erdgeschoss sowie Halbwalmdach mit Schleppgaube. Zugehörig die rückwärtigen erhaltenswerten Wirtschaftsgebäude, Scheune und Stall aus dem 18./19. Jh., jeweils mit massivem Sockel, Fachwerkaufbau und Satteldach. Das Gebäude war eines von vier Chorherren-Anwesen im Eigenbesitz von Chorherren des Stifts Wimpfen. Geschützt nach § 2 DSchG |    |
| Weitere Bilder | Ehemaliges Präsenzmeisterhaus, Wohnhaus                                     | Wimpfen im Tal, Corneliastraße 27 (Karte)                                          | 18. Jh.         | Zweigeschossiger verputzter Fachwerkbau mit massivem Erdgeschoss und Walmdach. Ehemaliges Wohnhaus des Präsenzmeisters des Stifts Wimpfen. Zugehörig waren einst einige nördlich angrenzende Nebengebäude. Der heutige nördliche Erweiterungsbau stammt aus dem 19. Jh. Geschützt nach § 2 DSchG |    |
| Weitere Bilder | Ehemaliges Chorherrenhaus, Wohnhaus                                         | Wimpfen im Tal, Corneliastraße 28 (Karte)                                          | 18. Jh.         | Zweigeschossiger verputzter Fachwerkbau mit massivem Erdgeschoss sowie Halbwalmdach. Das Gebäude war einst mit Nebengebäuden und Garten eines von vier Chorherren-Anwesen im Eigenbesitz von Chorherren des Stifts Wimpfen. Erhaltenswertes Gebäude innerhalb der Gesamtanlage gem. § 19 DSchG. |    |
| Weitere Bilder | Wohnhaus                                                                    | Wimpfen im Tal, Corneliastraße 29 (Karte)                                          | 18. Jh.         | Zweigeschossiger massiver Putzbau mit Satteldach. Erhaltenswertes Gebäude innerhalb der Gesamtanlage gem. § 19 DSchG. |    |
| Weitere Bilder | Wohnhaus                                                                    | Wimpfen im Tal, Corneliastraße 31 (Karte)                                          | 18. Jh.         | Zweigeschossiger massiver Putzbau mit massivem Kellersockel, symmetrischer Gliederung, Satteldach und Walmdachgaube. Erhaltenswertes Gebäude innerhalb der Gesamtanlage gem. § 19 DSchG. |    |
| Weitere Bilder | Wohnhaus                                                                    | Wimpfen im Tal, Corneliastraße 33 (Karte)                                          | 1720            | Zweigeschossiger traufständiger verputzter Fachwerkbau mit massivem Erdgeschoss mit profilierten und geohrten Fenster- und Türgewänden, Toreinfahrt und Walmdach. Im Türsturz bezeichnet 1720. Schon im 18. Jh. nach Osten um Ökonomieteil erweitert. Geschützt nach § 2 DSchG |    |
| Weitere Bilder | Wohnhaus und Scheune                                                        | Wimpfen im Tal, Corneliastraße 34 (Karte)                                          | 18. Jh.         | Zweigeschossiger giebelständiger verputzter Fachwerkbau mit massivem Kellersockel, leicht vorkragenden Geschossen und Satteldach. Zugehörig ist die südlich des Wohnhauses befindliche Fachwerkscheune mit Satteldach aus dem 19. Jh. Erhaltenswertes Gebäude innerhalb der Gesamtanlage gem. § 19 DSchG. |    |
| Weitere Bilder | Ehem. Gasthaus Zum Karpfen, Wohnhaus                                        | Wimpfen im Tal, Corneliastraße 35 (Karte)                                          | 18. Jh.         | Zweigeschossiger giebelständiger verputzter Fachwerkbau mit massivem Erdgeschoss, Satteldach und Schleppdach-Zwerchhaus. Im 19. Jh. befanden sich die Schildwirtschaft „Zum Karpfen“ sowie eine Bäckerei in dem Gebäude. Erhaltenswertes Gebäude innerhalb der Gesamtanlage gem. § 19 DSchG. |    |
| Weitere Bilder | Hofanlage mit Wohnhaus und Scheune                                          | Wimpfen im Tal, Corneliastraße 40 (Karte)                                          | 1783            | Zweigeschossiger traufständiger massiver Putzbau mit profilierten und gerohrten Fenster- und Türgewänden, rundbogiger Toreinfahrt und Satteldach mit Schleppgaube. Am Türsturz bezeichnet HCS 1783. Zugehörig eine südlich des Wohnhauses stehende Fachwerkscheune mit Satteldach aus dem 18./19. Jh. Erhaltenswertes Gebäude innerhalb der Gesamtanlage gem. § 19 DSchG. |    |
| Weitere Bilder | Wohnhaus                                                                    | Wimpfen im Tal, Corneliastraße 43 (Karte)                                          | 18. Jh.         | Zweigeschossiger verputzter Fachwerkbau mit massivem Erdgeschoss mit geohrten und profilierten Fenster- und Türgewänden, rundbogigem Kellertor und Satteldach. Am Türsturz mit Inschrift IAK. Im frühen 19. Jh. aufgestockt. Geschützt nach § 2 DSchG |    |
| Weitere Bilder | Wohnhaus                                                                    | Wimpfen im Tal, Corneliastraße 47 (Karte)                                          | 18. Jh.         | Zweigeschossiger verputzter Fachwerkbau mit massivem Erdgeschoss, traufseitig mit rundbogigem Kellertor, Aufzugsläden im Giebel und Satteldach. Erdgeschoss im 19. Jh. mit Quadermauerwerk erneuert, aus jener Zeit Inschrift im Türsturz D. Gäßler 1850. Geschützt nach § 2 DSchG |    |
| Weitere Bilder | Wohnhaus                                                                    | Wimpfen im Tal, Corneliastraße 48 (Karte)                                          | 16./17. Jh.     | Zweigeschossiger verputzter Fachwerkbau mit massivem Erdgeschoss, vorkragendem Dachgeschoss und Halbwalmdach. Das Gebäude gehört zu den ältesten Wohngebäuden der Talstadt und hat möglicherweise die Zerstörungen des 17. Jhds. überdauert. Erhaltenswertes Gebäude innerhalb der Gesamtanlage gem. § 19 DSchG. |    |
| Weitere Bilder | Wohnhaus                                                                    | Wimpfen im Tal, Corneliastraße 49 (Karte)                                          | 17./18. Jh.     | Zweigeschossiger verputzter Fachwerkbau mit massivem Erdgeschoss, rundbogigem Fenster im Giebel und Halbwalmdach. Erhaltenswertes Gebäude innerhalb der Gesamtanlage gem. § 19 DSchG. |    |
| Weitere Bilder | Ehem. Schul- und Gemeindehaus, Wohnhaus                                     | Wimpfen im Tal, Corneliastraße 50 (Karte)                                          | 18. Jh.         | Zweigeschossiger massiver Putzbau mit geohrten und profilierten Fenster-, Tür- und Oberlichtgewänden, Traufgesimsband im Giebel und Halbwalmdach. Das Gebäude wurde im 18. und 19. Jh. als evangelisches Schul- und Gemeindehaus genutzt. Erhaltenswertes Gebäude innerhalb der Gesamtanlage gem. § 19 DSchG. |    |
| Weitere Bilder | Wohnhaus                                                                    | Wimpfen im Tal, Corneliastraße 51 (Karte)                                          | 17./18. Jh.     | Zweigeschossiger verputzter Fachwerkbau mit massivem Erdgeschoss und Halbwalmdach, mit modernem Erweiterungsbau nach Norden. Erhaltenswertes Gebäude innerhalb der Gesamtanlage gem. § 19 DSchG. |    |
| Weitere Bilder | Quergeteiltes Einhaus                                                       | Wimpfen im Tal, Corneliastraße 54 (Karte)                                          | 18./19. Jh.     | Zweigeschossiger Fachwerkbau mit massivem Erdgeschoss mit profilierten Fenster- und Türgewänden sowie großer rechtwinkliger Toreinfahrt, konstruktivem Fachwerk, massivem Nordwest-Giebel und Satteldach. Östlich im 19. Jh. um einen Fachwerk-Anbau mit Pultdach erweitert, südlich mit modernen Erweiterungen. Einziges quergeteiltes Einhaus in der Talstadt. Geschützt nach § 2 DSchG |    |
| Weitere Bilder | Inschriftenstein                                                            | Wimpfen im Tal, Corneliastraße 55 (Karte)                                          | 1499            | Sekundär vermauerter Inschriftenstein, bezeichnet 1499, an der Südwestecke eines im 19./20. Jh. erneuerten Wohnhauses. Erhaltenswertes Bauteil innerhalb der Gesamtanlage gem. § 19 DSchG. |    |
| Weitere Bilder | Ehem. Schafscheune, Scheune                                                 | Wimpfen im Tal, Corneliastraße 56 (Karte)                                          | 18. Jh.         | Giebelständige Fachwerkscheune mit massiver nordwestlicher Traufwand, großer giebelseitiger Toreinfahrt, konstruktivem Fachwerk mit leicht vorstoßendem Giebelgeschoss und Halbwalmdach. Ehemals städtische Schafscheune des benachbarten Schafhauses Corneliastraße 58. Geschützt nach § 2 DSchG |    |
| Weitere Bilder | Ehem. Schafhaus, Wohnhaus                                                   | Wimpfen im Tal, Corneliastraße 58 (Karte)                                          | 18. Jh.         | Zweigeschossiger Fachwerkbau in Ecklage, östliche Traufseite in die Stadtmauer integriert, gering vorkragendes Giebelgeschoss, Halbwalmdach mit Schleppgauben. Das Gebäude bildete in städtischem Besitz einst den östlichen Ortseingang, war die Schäferwohnung und dokumentiert mit dem benachbarten Schafstall Corneliastraße 56 die städtische Schafhaltung. Geschützt nach § 2 DSchG |    |
|                | Hausgärten                                                                  | Wimpfen im Tal, Corneliastraße, Schmiedgasse (Flstnr. 198–207, 273, 288) (Karte)   | n.n.            | Seit Jahrhunderten als Hausgärten genutzter Bereich im Nordosten der Talstadt. Erhaltenswerte Grün- und Freifläche innerhalb der Gesamtanlage gem. § 19 DSchG. | BW |
|                | Hausgärten                                                                  | Wimpfen im Tal, Corneliastraße 2–58, südlich der Gebäude (Flstnr. 143–186) (Karte) | n.n.            | Seit Jahrhunderten als Hausgärten genutzter Bereich im Süden der Talstadt, zwischen der Bebauung der südlichen Seite der Corneliastraße und der Stadtmauer. Erhaltenswerte Grün- und Freifläche innerhalb der Gesamtanlage gem. § 19 DSchG. | BW |
| Weitere Bilder | Wohnhaus                                                                    | Wimpfen im Tal, Fischergasse 2 (Karte)                                             | 18. Jh.         | Zweigeschossiger verputzter Fachwerkbau mit massivem Erdgeschoss, giebelseitiger Kellertür sowie Satteldach mit Schleppgauben. Erhaltenswertes Gebäude innerhalb der Gesamtanlage gem. § 19 DSchG. |    |
| Weitere Bilder | Wohnhaus und Scheune                                                        | Wimpfen im Tal, Fischergasse 4 (Karte)                                             | 18. Jh.         | Zweigeschossiger traufständiger verputzter Fachwerkbau mit massivem Erdgeschoss, im südlich angebauten Scheunenteil mit großer Toreinfahrt, bedeckt von einem Satteldach. Erhaltenswertes Gebäude innerhalb der Gesamtanlage gem. § 19 DSchG. |    |
| Weitere Bilder | Wohnhaus                                                                    | Wimpfen im Tal, Fischergasse 6 (Karte)                                             | 18. Jh.         | Zweigeschossiger verputzter Fachwerkbau mit massivem Erdgeschoss und Halbwalmdach. Erhaltenswertes Gebäude innerhalb der Gesamtanlage gem. § 19 DSchG. |    |
| Weitere Bilder | Wohnhaus und Scheune                                                        | Wimpfen im Tal, Fischergasse 8 (Karte)                                             | 18. Jh.         | Zweigeschossiger traufständiger Fachwerkbau mit massiver westlicher Traufwand und Satteldach. Südlich daran angebaut eine Fachwerkscheune mit großer Toreinfahrt. Geschützt nach § 2 DSchG |    |
| Weitere Bilder | Scheune                                                                     | Wimpfen im Tal, Fischergasse 10 (Karte)                                            | 18. Jh.         | Traufständige Fachwerkscheune mit massivem Sockel, großer Toreinfahrt und Satteldach. Erhaltenswertes Gebäude innerhalb der Gesamtanlage gem. § 19 DSchG. |    |
| Weitere Bilder | Ehem. Vikarienhaus mit Garten, Wohnhaus                                     | Wimpfen im Tal, Lindenplatz 3 (Flstnr. 286) (Karte)                                | 18. Jh.         | Massiver zweigeschossiger Putzbau mit profilierten und geohrten Fenster- und Türgewänden, Traufgesimsband im Giebel und Halbwalmdach. Nordwestlich ist an das Wohnhaus eine erhaltenswerte Scheune aus dem 19. Jh. angebaut. Das Gebäude war mit Nebengebäuden und Garten eines von ehemals vier Vikar-Anwesen im Besitz des Wimpfener Stifts. Geschützt nach § 2 DSchG |    |
| Weitere Bilder | Ehem. Kustodie mit Scheune und Garten                                       | Wimpfen im Tal, Lindenplatz 4 (Karte)                                              | 1763            | Massives zweigeschossiges Palais auf achteckigem Grundriss, mit einfachem Rechteckportal, ionischen Pilastern, großem korbbogigem Fenster über dem Portal sowie Mansarddach mit Satteldachgauben und Ziergiebel. Zugehörig die westlich davon befindliche verputzte Fachwerkscheune aus dem 19. Jh. mit Halbwalmdach, nördlich davon ein großer Garten bis zur Stadtmauer. Einst als Kustoide im Besitz des Wimpfener Stifts. Das repräsentative Gebäude unterstreicht den Besitz-, Macht- und Geltungsanspruch des Wimpfener Stifts. Geschützt nach § 28 DSchG |    |
| Weitere Bilder | Ehem. Dechanei, dann Gasthof Zur Linde, mit Scheune und Garten              | Wimpfen im Tal, Lindenplatz 5 (Flstnr. 284) (Karte)                                | 1763            | Massives zweigeschossiges Palais mit prunkvollem wappenbekröntem Portal dat. 1763, profilierten geohrten Fenstergewänden, gliedernden Pilastern, Mansarddach über zwei Geschosse, mit sekundär verbautem Wappenstein bez. 1603. Zugehörig die nördlich davon stehende Scheune mit Steinsockel, Fachwerkaufbau und Satteldach aus dem 19. Jh. sowie ein großer Garten bis zur Stadtmauer. Das repräsentative Gebäude unterstreicht den Besitz-, Macht- und Geltungsanspruch des Wimpfener Stifts. Geschützt nach § 28 DSchG |    |
| Weitere Bilder | Ehem. Mesnerhaus mit Scheune und Garten                                     | Wimpfen im Tal, Lindenplatz 7 (Flstnr. 281) (Karte)                                | 18. Jh.         | Massiver zweigeschossiger Putzbau mit steilem Walmdach. Westlich davon ein als verputzter Fachwerkbau über einem älteren Keller ausgeführtes kleines Waschhaus mit spitzem Satteldach aus dem 18. Jh., nördlich davon eine Fachwerkscheune mit massivem Unterbau und Halbwalmdach. Weiter nördlich erstreckt sich ein Garten bis zur Stadtmauer. Das repräsentative Mesnerei-Gebäude in direkter Nähe zur Stiftskirche St. Peter unterstreicht den Besitz-, Macht- und Geltungsanspruch des Wimpfener Stifts. Geschützt nach § 2 DSchG |    |
| Weitere Bilder | Ehem. Ritterstiftskirche St. Peter mit Konvent, Kreuzgang und Klostergarten | Wimpfen im Tal, Lindenplatz 7 (Flstnr. 277, 279, 280) (Karte)                      | 10. bis 15. Jh. | Dreischiffige Basilika mit Querschiff im Stil der frühen Gotik und mit doppeltürmigem romanischen Westwerk. Die Doppeltürme sind der Rest eines älteren Vorgängerbaus aus dem 10. oder 11. Jh., der Chor wurde 1269–1274, das Langhaus 1285/86 erneuert. Die südliche Querhausseite weist reichen Figurenschmuck auf, im Innern besitzt die Kirche bedeutende Ausstattungsgegenstände. Nördlich an die Kirche schließen sich die einen Kreuzgang bildenden, vom 13. bis zum 15. Jh. erbauten Konventsgebäude an. Die Klosterkirche und der Kreuzgang sind überregional bedeutsam, die Kirche prägt mit den umliegenden Stiftsgebäuden das gesamte Bild der Talstadt. Die Stiftskirche wurde seit dem 19. Jh. vielfach renoviert und restauriert. Geschützt nach § 28 DSchG |    |
| Weitere Bilder | Stiftsbrunnen                                                               | Wimpfen im Tal, Lindenplatz                                                        | n.n.            | Säulenbrunnen mit schmuckvoller spätklassizistischer Brunnensäule mit zwei Röhren und sechseckigem steinernen Brunnenkasten. Der Lindenplatz ist als Brunnenstandort seit dem 18. Jh. belegt, früher war dort wohl ein vierröhriger Brunnen mit achteckigem Brunnentrog, der 1825 in den Besitz der Gemeinde kam und später durch die heutige einfachere Kopie ersetzt wurde. Geschützt nach § 2 DSchG |    |
|                | Brunnen                                                                     | Wimpfen im Tal, Schmiedgasse, bei Corneliastraße 47 (Karte)                        | 1687            | Brunnen mit schmuckvollem Brunnenstock und rechteckigem Steintrog aus Buntsandstein. Brunnenstock mit Namensinschriften und Datierung 1687. Der Brunnen befand sich ursprünglich an der Einmündung der Brunnengasse in die Corneliastraße vor dem Gebäude Corneliastraße 39 und kam 1975 an seinen heutigen Standort. Erhaltenswerter Brunnen innerhalb der Gesamtanlage gem. § 19 DSchG. |    |
| Weitere Bilder | Ehem. Kornmesser-Anwesen, Wohnhaus                                          | Wimpfen im Tal, Stiftsgasse 4 (Karte)                                              | 18. Jh.         | Zweigeschossiger verputzter Fachwerkbau in Ecklage mit massivem Erdgeschoss und Satteldach. Das im Kern aus dem 18. Jh. stammende Gebäude wurde im 20. Jh. aufgestockt. Ein östlich angebautes massives eingeschossiges Gebäude mit Fachwerkgiebeln und Satteldach (Stiftsgasse 6) war auch als erhaltenswert eingestuft, wurde jedoch vor kurzem wegen Baufälligkeit abgebrochen. Die vergleichsweise kleinen Gebäude dokumentierten die soziale Schichtung des Stiftsbezirks. Erhaltenswertes Gebäude innerhalb der Gesamtanlage gem. § 19 DSchG. |    |
| Weitere Bilder | Sog. Metternichhaus mit Garten, ehem. Stiftsküferei Wohnhaus                | Wimpfen im Tal, Stiftsgasse 5, 7 (Flstnr. 276) (Karte)                             | 1614            | Zweigeschossiger Fachwerkbau mit teilweise auch massiven Wänden und Satteldach unmittelbar östlich an die Konventsgebäude des Wimpfener Stifts anschließend. Auf einem beschrifteten Wappenschild bezeichnet 1614. Rechts am Gebäude schließt sich eine Hofmauer mit historischem Hoftor an. Westlich zwischen dem Wohnhaus und den Konventsgebäuden befindet sich ein eingeschossiger Massivbau mit hohem Satteldach mit Schleppgauben aus dem 16. Jh. Die zum Wirtschaftsbereich des Stifts zählende Küferei dokumentiert den einst wichtigen Weinbau in der Talstadt. Geschützt nach § 2 DSchG |    |
| Weitere Bilder | Ehem. Güterbeständer-Anwesen, Wohnhaus mit Scheune                          | Wimpfen im Tal, Stiftsgasse 12 (Karte)                                             | 18. Jh.         | Eingeschossiger massiver Putzbau mit rundbogigem Kellertor und Satteldach mit Schleppgaube. Östlich angebaut ist eine eingeschossige teils verputzte Fachwerkscheune mit großer Toreinfahrt und Halbwalmdach. Zum Güterbeständer-Anwesen zählten einst auch die Scheune in der Corneliastraße 23 und ein großer Hofraum im Bereich des nach Osten verlaufenden Abschnitts der Stiftsgasse. Geschützt nach § 2 DSchG |    |
| Weitere Bilder | Scheune                                                                     | Wimpfen im Tal, Stiftsgasse 14 (Karte)                                             | 19. Jh.         | Massive traufständige Scheune mit großer Toreinfahrt und Satteldach. Die Scheune stammt aus dem 19. Jh. und befindet sich an der Stelle der alten Zehntscheune des Wimpfener Stifts, von der noch Reste in der heutigen Scheune erhalten sein könnten. Der Gewölbekeller der alten Zehntscheune erstreckt sich unter dem Nachbargebäude Stiftsgasse 16. Erhaltenswertes Gebäude innerhalb der Gesamtanlage gem. § 19 DSchG. |    |
| Weitere Bilder | Keller                                                                      | Wimpfen im Tal, Stiftsgasse 16 (Karte)                                             | 15./16. Jh.     | Gewölbekeller der ehem. Zehntscheune aus dem 15. oder 16. Jh. unter modernem Wohngebäude. Geschützt nach § 2 DSchG |    |
| Weitere Bilder | Wohnhaus                                                                    | Wimpfen im Tal, Uferweg 1 (Karte)                                                  | 18./19. Jh.     | Zweigeschossiger verputzter Fachwerkbau mit massivem Kellersockel und Satteldach. Beispielhaftes Gebäude für die Wohn- und Lebensverhältnisse in der Talstadt im 18. und 19. Jh. Erhaltenswertes Gebäude innerhalb der Gesamtanlage gem. § 19 DSchG. |    |